# Seele

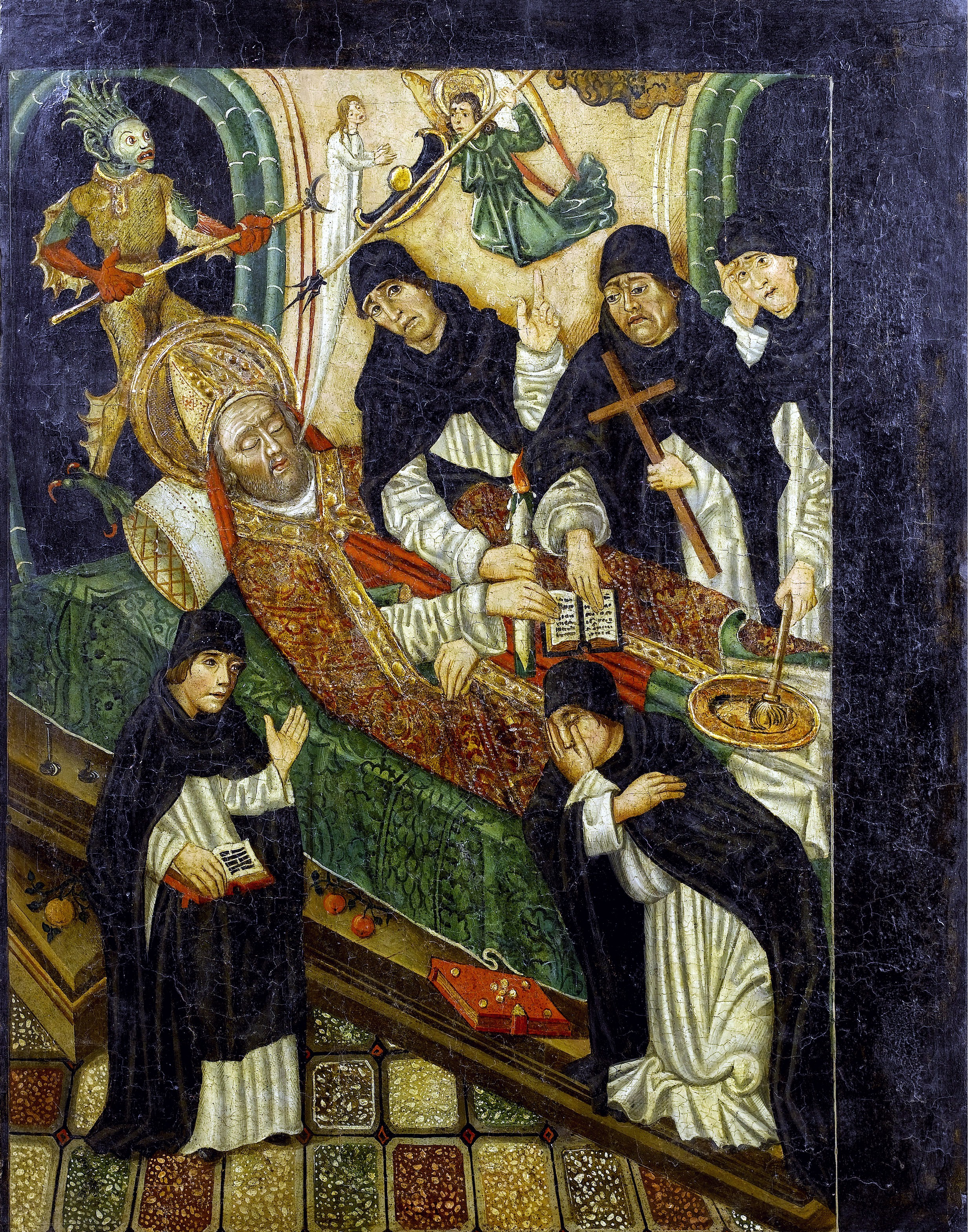
Ein Engel und ein Teufel im Kampf um die Seele eines sterbenden Bischofs. Katalanisches Tempera-Gemälde, 15. Jahrhundert

Der Ausdruck Seele hat vielfältige Bedeutungen, je nach den unterschiedlichen mythischen, religiösen, philosophischen oder psychologischen Traditionen und Lehren, in welchen er vorkommt. Im heutigen Sprachgebrauch ist hierbei oft die Gesamtheit aller Gefühlsregungen und geistigen Vorgänge beim Menschen gemeint. In diesem Sinne ist „Seele“ weitgehend gleichbedeutend mit „Psyche“, dem griechischen Wort für Seele. „Seele“ kann aber auch ein Prinzip bezeichnen, von dem angenommen wird, dass es diesen Regungen und Vorgängen zugrunde liegt, sie ordnet und auch körperliche Vorgänge herbeiführt oder beeinflusst.
Darüber hinaus gibt es religiöse und philosophische Konzepte, in denen sich „Seele“ auf ein immaterielles Prinzip bezieht, das als Träger des Lebens eines Individuums und seiner durch die Zeit hindurch beständigen Identität aufgefasst wird. Oft ist damit die Annahme verbunden, die Seele sei hinsichtlich ihrer Existenz vom Körper und damit auch dem physischen Tod unabhängig und mithin unsterblich. Der Tod wird dann als Vorgang der Trennung von Seele und Körper gedeutet. In manchen Traditionen wird gelehrt, die Seele existiere bereits vor der Zeugung, sie bewohne und lenke den Körper nur vorübergehend und benutze ihn als Werkzeug oder sei in ihm wie in einem Gefängnis eingesperrt. In vielen derartigen Lehren macht die unsterbliche Seele allein die Person aus; der vergängliche Körper wird als unwesentlich oder als Belastung und Hindernis für die Seele betrachtet. Zahlreiche Mythen und religiöse Dogmen machen Aussagen über das Schicksal, das der Seele nach dem Tod des Körpers bevorstehe. In einer Vielzahl von Lehren wird angenommen, dass eine Seelenwanderung (Reinkarnation) stattfinde, das heißt, dass die Seele nacheinander in verschiedenen Körpern eine Heimstatt habe.
In der Frühen Neuzeit wurde ab dem 17. Jahrhundert das traditionelle, aus der antiken Philosophie stammende Konzept der Seele als Lebensprinzip aller Lebewesen, das die körperlichen Funktionen steuert, zunehmend abgelehnt, da es zur Erklärung der Affekte und Körpervorgänge nicht benötigt werde. Einflussreich war das Modell von René Descartes, der nur dem Menschen eine Seele zuschrieb und deren Funktion auf das Denken beschränkte. An Descartes’ Lehre knüpfte die Debatte über das „Leib-Seele-Problem“ an, die weiterhin andauert und heute Gegenstand der Philosophie des Geistes ist. Dabei geht es um die Frage nach dem Verhältnis von geistigen und körperlichen Zuständen.
In der modernen Philosophie wird ein breites Spektrum von stark divergierenden Ansätzen diskutiert. Es reicht von Positionen, die von der Existenz einer eigenständigen, körperunabhängigen seelischen Substanz ausgehen, bis zum eliminativen Materialismus, dem zufolge alle Aussagen über Mentales unangemessen sind, da ihnen nichts in der Realität entspreche; vielmehr seien alle scheinbar „mentalen“ Zustände und Vorgänge restlos auf Biologisches reduzierbar.

## Etymologie und Bedeutungsgeschichte im Deutschen
Das deutsche Wort „Seele“ stammt über mittelhochdeutsch sële und althochdeutsch së(u)la, gotisch saiwala von einer urgermanischen Form *saiwalō oder *saiwlō ab. Diese ist einer Hypothese zufolge als „die vom See stammende“ von dem ebenfalls urgermanischen *saiwaz (See) abgeleitet; der Zusammenhang soll darin bestehen, dass nach einem altgermanischen Glauben die Seelen der Menschen vor der Geburt und nach dem Tod in bestimmten Seen leben. Unklar ist allerdings, wie verbreitet dieser Glaube war; daher wird der Zusammenhang in der Forschung nicht allgemein akzeptiert, zumal eine Verbindung zwischen dem Totenreich und *saiwaz (bzw. davon abgeleiteten Formen) in germanischen Quellen nicht bezeugt ist. Es wird ein Zusammenhang mit samisch saivo angenommen, einem urnordischen Lehnwort, das ein Totenreich bezeichnet.
Schon im Althochdeutschen und Mittelhochdeutschen waren formelhafte Wendungen wie „mit (oder an) Leib und Seele“ häufig, die sich im Sinne von „völlig, ganz und gar“ nachdrücklich auf den gesamten Menschen beziehen. Der seit dem Spätmittelalter beliebte Ausdruck „schöne Seele“ hat antike (nobilitas cordis), altfranzösische (gentil cuer) und spirituelle (edeliu sêle) Wurzeln und tritt in der Variante der edelen herzen bei Gottfried von Straßburg († um 1215) programmatisch auf. Im 14. Jahrhundert wird „schöne Seele“ in der spirituellen Literatur üblich. In religiösem Sinne wird der Begriff noch im Pietismus verwendet, so etwa von Susanna Katharina von Klettenberg, einer Freundin von Goethes Mutter. Seit dem 17./18. Jahrhundert bezeichnet „Seele“ häufig den ganzen Menschen („er ist eine gute Seele“; „keine Seele“ für „niemand“).
Die Strömung der Empfindsamkeit im Zeitalter der Aufklärung gebrauchte „schöne Seele“ auch in einem weiteren, nicht mehr nur religiösen Sinne zur Kennzeichnung eines empfindsamen und tugendhaften Gemüts oder Menschen. Friedrich Schiller bezeichnet mit der „schönen Seele“ den Einklang von Sinnlichkeit und Sittlichkeit. In diesem Sinne deutet Georg Wilhelm Friedrich Hegel in seinen theologischen Jugendschriften Jesus. Sarkastisch formuliert dagegen Friedrich Nietzsche: „zu fordern, dass Alles ‚guter Mensch‘, Heerdenthier, blauäugig, wohlwollend, ‚schöne Seele‘ – oder, wie Herr Herbert Spencer es wünscht, altruistisch werden solle, hiesse dem Dasein seinen grossen Charakter nehmen, hiesse die Menschheit castriren und auf eine armselige Chineserei herunterbringen. – Und dies hat man versucht! … Dies eben hiess man Moral.“ Nach der Meinung von Theodor W. Adorno und Max Horkheimer gewährte die bürgerliche Gesellschaft der Frau „Aufnahme in die Welt der Herrschaft, aber als gebrochene“, und lobte sie dann als schöne Seele; hinter dieser Fassade habe sich jedoch die Verzweiflung der Frau über ihre Unterjochung verborgen.
Im 20. Jahrhundert hat sich durch den Sprachgebrauch der Psychologie das Fremdwort „Psyche“ eingebürgert. Es steht für eine nüchternere, eher wissenschaftlich orientierte Betrachtung des menschlichen Innenlebens ohne den gefühlsbetonten Beiklang von „Seele“. Der Unterschied zwischen Psyche und Seele wird beispielsweise bei Goethe deutlich, der seine Figur der Iphigenie auf Tauris ausrufen lässt: „Und an dem Ufer steh ich lange Tage, das Land der Griechen mit der Seele suchend“. Hier wäre auch nach dem Sprachgefühl heutiger Leser „das Land der Griechen mit der Psyche suchend“ unpassend.

## Traditionelle Vorstellungen und Lehren

### Ethnische Religionen
In vielen indigenen Kulturen, deren religiöse Traditionen die allgemeine und vergleichende Religionswissenschaft untersucht, besteht eine Fülle von Vorstellungen und Begriffen, die sich ungefähr auf das beziehen, was Europäer traditionell unter Seele (im metaphysisch-religiösen Sinn) verstehen, oder zumindest auf etwas in bestimmter Hinsicht damit Vergleichbares. Aus religionswissenschaftlicher Sicht umfasst „Seele“ alles das, was sich „dem religiösen Menschen (an ihm selber und an anderen) als Mächtigkeit physischen und hyperphysischen (paraphysischen, parapsychischen, psychisch-geistigen und postmortalen) Lebens offenbart“. In den indigenen Traditionen wird gewöhnlich davon ausgegangen, dass der Vielfalt mentaler und körperlicher Funktionen eine Vielfalt von Verursachern entspricht. Daraus ergibt sich die Annahme einer Vielzahl eigenständiger seelischer Mächte und Kräfte oder sogar eigenständiger „Seelen“, die sich in einem Individuum betätigen und dessen mannigfaltige Lebensäußerungen bewirken. Für jede dieser Instanzen gibt es einen eigenen Begriff, doch die Zuordnung der einzelnen Funktionen zu den seelischen Mächten ist oft unscharf. Zum Teil ist unklar, inwieweit bei den Vorstellungen von diesen Mächten individuelle oder eher überpersönliche Aspekte im Vordergrund stehen. Häufig fehlt überhaupt das Bedürfnis nach einer Unterscheidung zwischen subjektiver und objektiver Realität. Ebenso wird auch kein prinzipieller Unterschied zwischen Materiellem und Geistigem gemacht; nichts ist ausschließlich materiell und nichts rein geistig. Die Seele ist gewöhnlich mehr oder weniger stofflich oder feinstofflich gedacht und kommt nur in Zusammenhang mit ihren physischen Trägern oder ihren wahrnehmbaren Manifestationen ins Blickfeld.
Trotz der Unschärfe kann eine Klassifikation vorgenommen werden; Kriterien dafür sind zum einen die Funktion der Seele und ihr räumliches Verhältnis zu ihrem Träger, zum anderen ihre Gestalt.
Die Betrachtung der Seele unter dem Gesichtspunkt von Funktion und Verhältnis zum Träger ergibt folgende Einteilung:
- Die Vitalseele (Körperseele) reguliert die Körperfunktionen. Sie kann als Teil des Organismus untrennbar an ein bestimmtes Organ oder einen Körperteil gebunden sein. Als Sitz oder körperlicher Träger einer solchen Seele erscheinen in den verschiedenen Kulturen unter anderem der Kopf, die Kehle, das Herz, die Knochen, die Haare und das Blut. Die Existenz dieser Seele endet mit der des Körpers.
- Die Ichseele reguliert das geistige Leben im Normalzustand (Wachzustand) und ermöglicht das Selbstbewusstsein. Sie ist ebenfalls an den Körper oder ein bestimmtes Organ gebunden und sterblich.
- Die Freiseele (Exkursionsseele) kann den Körper verlassen, was im Schlaf oder in Ekstase geschieht. Beim Tod gibt sie den Körper auf und wird zur Totenseele; durch ihre Unsterblichkeit ermöglicht sie die individuelle Fortexistenz der Person. Sie kann sich in ein Jenseits (Totenreich) begeben oder auch im Diesseits verbleiben bzw. dorthin zurückkehren oder manchen Traditionen zufolge als Reinkarnationsseele verschiedene Körper nacheinander bewohnen.
- Die Außenseele hält sich außerhalb des Körpers auf und verbindet den Menschen mit seiner natürlichen Umwelt oder auch mit einem geistigen oder jenseitigen Bereich. Wenn sie als zerstörbar gilt, bedeutet ihre Vernichtung für den Menschen den Tod.

Die Betrachtung unter dem Gesichtspunkt der Gestalt führt zur Unterscheidung folgender Erscheinungsformen des Seelischen:
- Die Seele erscheint in menschlicher Gestalt. Diese muss nicht in jedem Fall der körperlichen Gestalt des betreffenden Individuums entsprechen; so erscheint die Exkursionsseele eines Mannes oft als Frau.
- Die Seele nimmt eine Tiergestalt an, besonders häufig die eines Vogels („Seelenvogel“).
- Die Seele zeigt sich in elementarer oder feinstofflicher Gestalt. Eine solche Elementarseele stellt man sich als Luft, Wind, Hauch, Feuer, Licht, Wasser oder Rauch vor.
- Die Seele macht sich als optisches oder akustisches Phänomen bemerkbar, etwa als Schatten, Spiegelbild oder Schall (speziell als Name).

Dabei ist zu beachten, dass je nach religiöser Tradition einem der Seelenbegriffe eine oder auch mehrere der genannten Funktionen zugeordnet sein können.
Auf Seelenvorstellungen in der Jungsteinzeit lassen Gräberfelder mit frühneolithischen Brandbestattungen schließen, die auf eine Absicht deuten, der offenbar als feinstofflich aufgefassten Seele den Weg ins Jenseits zu erleichtern. Besitztümer des Verstorbenen und Fleischnahrung als Wegzehrung wurden mit auf den Scheiterhaufen gelegt.

### Indien
Die religiösen und philosophischen Konzepte indischen Ursprungs fußen teils auf der vedischen Religion, aus der sich die verschiedenen Strömungen des Hinduismus entwickelt haben. Einige Lehren stehen jedoch in scharfem Gegensatz zur Autorität des vedischen Schrifttums: Buddhismus, Sikhismus und Jainismus. Ein gemeinsames Merkmal aller indischen Traditionen ist, dass sie keinen Unterschied zwischen menschlichen Seelen und den Seelen anderer Lebensformen (Tiere, Pflanzen, auch Mikroben) machen.
Die alten indischen Lehren mit Ausnahme der materialistischen (nāstika) und des Buddhismus gehen davon aus, dass der menschliche Körper von einer Vitalseele (jīva, wörtlich „Leben“, „Lebewesen“) beseelt wird, die zugleich Träger des individuellen Selbstbewusstseins (Ich-Seele) ist. Jede jīva kann aber auch ebenso jeden beliebigen anderen Lebewesen-Körper bewohnen. Im Kreislauf der Wiedergeburt (Samsara, Seelenwanderung) verbindet sie sich nacheinander mit zahlreichen menschlichen, tierischen und pflanzlichen Körpern. Die Seele bzw. das Selbst hat demnach immer Priorität vor dem Körper und überdauert seinen Tod. Im Buddhismus gilt dies statt für die Seele für die Gesamtheit der ein Individuum prägenden mentalen Faktoren. Beim Tod trennt sich die Seele vom Körper. Die Ich-Seele ist daher zugleich Freiseele; als solche wird sie auch ātman oder purusha genannt.
Die traditionellen Systeme, die die Existenz einer Seele, eines Selbst oder den Körper überdauernder geistiger Bestandteile des Lebewesens annehmen, betrachten die Verbindung der Seele mit materiellen Körpern bzw. die Bildung eines Geist-Körper-Komplexes als einen Fehler und ein Unglück, dessen endgültige Beseitigung und künftige Vermeidung angestrebt wird. Der Weg dazu ist die Behebung der Unwissenheit. Dies wird als Befreiung (moksha) aus dem Kreislauf bezeichnet und ist das Endziel der philosophischen oder religiösen Bestrebungen.
Ein wesentlicher Unterschied zu den im Westen dominierenden Seelenauffassungen platonischen oder christlichen Ursprungs besteht darin, dass in einem großen Teil der indischen religiös-philosophischen Lehren die individuelle Seele nicht als ewig betrachtet wird. Oft wird angenommen, dass sie sich eines Tages in einer übergeordneten, unpersönlichen metaphysischen Realität (Brahman) auflösen wird, mit der sie wesensgleich ist. Dieser Auffassung zufolge hat sie sich einst vom umfassenden Dasein des Brahman getrennt oder in die Illusion begeben, es gebe eine solche Trennung; wenn sie diesen Vorgang rückgängig macht, endet ihre individuelle Existenz bzw. die Selbsttäuschung, es gebe tatsächlich eine solche Existenz. Zwecks Abgrenzung vom gängigen westlichen Seelenbegriff wird bei der Übersetzung und Kommentierung von Texten aus solchen Traditionen oft bewusst auf die Verwendung des Ausdrucks „Seele“ verzichtet.

#### Hinduistische Richtungen
Im Hinduismus existieren zwei Hauptrichtungen, deren Seelenlehren trotz Harmonisierungsversuchen im Grunde unvereinbar sind: Vedanta und Samkhya. Ihrerseits teilt sich die Philosophie des Vedanta in Advaita („Nicht-Zweiheit“, Monismus), Dvaita („Zweiheit“, Dualismus) und Vishishtadvaita auf, eine gemäßigt monistische Lehre, die eine reale Vielheit innerhalb der Einheit annimmt.
Die Anhänger des Advaita sind radikale Monisten, die nur eine einzige, einheitliche metaphysische Realität akzeptieren. Sie halten alle Pluralität oder Dualität für eine Scheinwirklichkeit, die sich auflöse, wenn sie durchschaut werde. Demnach existieren die individuellen Seelen ebenso wie die von ihnen beseelten Körper ontologisch nicht als eigenständige Entitäten, sondern sind illusionäre Bestandteile einer eigentlich wert- und bedeutungslosen Scheinwelt der vergänglichen Einzeldinge.
Gegenpositionen zum indischen radikalen Monismus sind der Dualismus der Samkhya-Philosophie und des Klassischen Yoga von Patañjali, dem zufolge die Urmaterie und das Urseelische zwei ewige Urprinzipien sind, der gemäßigte Monismus (Vishishtadvaita nach Ramanuja), den viele Praktizierende des Bhakti-Yoga vertreten, und die Auffassung des im 13. Jahrhundert lehrenden Brahmanen Madhva, der Gott, die Einzelseelen und die Materie als drei ewige Entitäten betrachtete. In diesen Systemen, die den radikalen Monismus verwerfen, wird eine reale individuelle Unsterblichkeit der Seele (des Selbst) bejaht; Ziel ist das endgültige Ausscheiden aus dem Kreislauf der Seelenwanderung und der Eintritt in eine jenseitige Welt, in der die Seele dauerhaft verbleibt.

#### Buddhismus
Der Buddhismus vertritt vorwiegend die Anatta-Lehre. Anatta, ein Wort der Sprache Pali, bedeutet „Nicht-Atman“, das heißt „Nicht-Selbst“ oder „Nicht-Seele“. Buddhisten bestreiten die Existenz einer Seele oder eines Selbst im Sinne einer den Tod überdauernden einheitlichen und beständigen Realität. Aus buddhistischer Sicht ist das, was den Tod überdauert und den Kreislauf der Wiedergeburt in Gang hält, nichts als ein vergängliches Bündel von mentalen Faktoren, hinter dem kein Personenkern als eigenständige Substanz steckt. Dieser Komplex löst sich früher oder später in seine Bestandteile auf, indem er sich fortlaufend schrittweise umwandelt, wobei Teile ausscheiden und andere hinzukommen. Der metaphysische Begriff ātman (Seele) ist demnach leer, da ihm kein konstanter Inhalt entspricht.

#### Sikhismus
Im Sikhismus werden die Welt und die Lebewesen (Seelen) in ihr als real betrachtet, aber nicht als ewig. Sie seien durch Emanation aus Gott hervorgegangen und würden in ihn zurückkehren.

#### Jainismus
Im Jainismus wird die individuelle Seele (jīva) als unvergänglich angesehen. Sie kann sich durch Askese reinigen, von ihrer Verknüpfung mit den materiellen Existenzformen befreien und in eine jenseitige Welt überwechseln, in der sie dauerhaft und ohne jeden Kontakt mit der materiellen Welt und deren Bewohnern verbleibt. Ihre Erlösung muss sie aus eigener Kraft vollbringen, da die Jainas als Atheisten keinen göttlichen Beistand für möglich halten.

#### Ajivikas
Die Ajivikas sind als Weltanschauungsgemeinschaft verschwunden; nachweisbar sind sie bis ins 14. Jahrhundert. Es handelte sich um eine streng deterministische Strömung. Sie nahmen eine unsterbliche, aber materielle, aus einer besonderen Art von Atomen bestehende Seele ohne freien Willen an, deren Schicksal sich unabänderlich nach vorgegebener Notwendigkeit vollzieht.

#### Altindischer Materialismus
Der altindische atheistische Materialismus ist als philosophische Schule untergegangen. Zu seinen Vertretern, die Nastikas (Verneiner, Negativisten) genannt wurden, zählten insbesondere die Anhänger der von Charvaka stammenden Lokayata-Lehre, die schon im ersten Jahrtausend v. Chr. verbreitet war. Sie akzeptierten nur vier sinnlich wahrnehmbare Elemente als real und betrachteten alle mentalen Erscheinungen als Resultate bestimmter zeitweiliger Kombinationen der Elemente, die mit dem physischen Tod enden. Auf der Basis dieser Überzeugung bestritten sie die Existenz der Götter, einer moralischen Weltordnung und einer vom Leib verschiedenen Seele.

### China
Wie zahlreiche frühgeschichtliche und indigene Völker hatten auch die Chinesen in frühgeschichtlicher Zeit verschiedene Ausdrücke für die Seelen in einem Individuum. Man nahm eine Körperseele (p'o oder p'êh) und eine Hauchseele (hun) als zwei separate Entitäten im Menschen an. Die Körperseele ist für körperliche Funktionen (insbesondere die Bewegung des Körpers) zuständig, die Hauchseele für Bewusstsein und Verstand. Die Hauchseele ist eine Freiseele und Exkursionsseele, die den Körper schon zu Lebzeiten verlassen kann und sich bei seinem Tod endgültig von ihm trennt. Auch die Körperseele besteht nach dem Tode fort, doch bleibt sie mit dem Körper verbunden und begleitet ihn normalerweise ins Grab, wo die Grabbeigaben für ihr Wohlergehen sorgen sollen. Daneben bestand die seit dem 8. Jahrhundert v. Chr. bezeugte Vorstellung, dass die P'o-Seele eines Verstorbenen in die Unterwelt gelangen kann, zu den Gelben Quellen (Huángquán), wo es ihr übel ergeht. Im traditionellen chinesischen System der universellen Klassifizierung ist die P'o-Seele dem dunklen, weiblichen Yin-Prinzip und der Erde zugeordnet. Sie entsteht zugleich mit dem Embryo. Die Hun-Seele ist dem männlichen, hellen Yang-Prinzip und dem Himmel zugeordnet. Sie entsteht, wenn der Mensch bei seiner Geburt ins Licht kommt. Mit der Nahrung nimmt der Mensch feinstoffliche Materie (ching) auf, die von beiden Seelen zur Kräftigung benötigt wird. Somit sind beide Seelen nicht als immateriell gedacht. Die Hun-Seele kann sich nach einem natürlichen Tod des Körpers in den Himmel oder in einen anderen Jenseitsbereich begeben. Bei einem gewaltsamen Tod ist jedoch damit zu rechnen, dass beide Seelen im sozialen Umfeld des Verstorbenen verbleiben und dort als Gier- und Rachegeister ihr Unwesen treiben. Eine dem Menschen innewohnende und seinen Körper überlebende, aber entstandene (nicht individuell präexistente) geistige Entität wurde auch als shen bezeichnet.

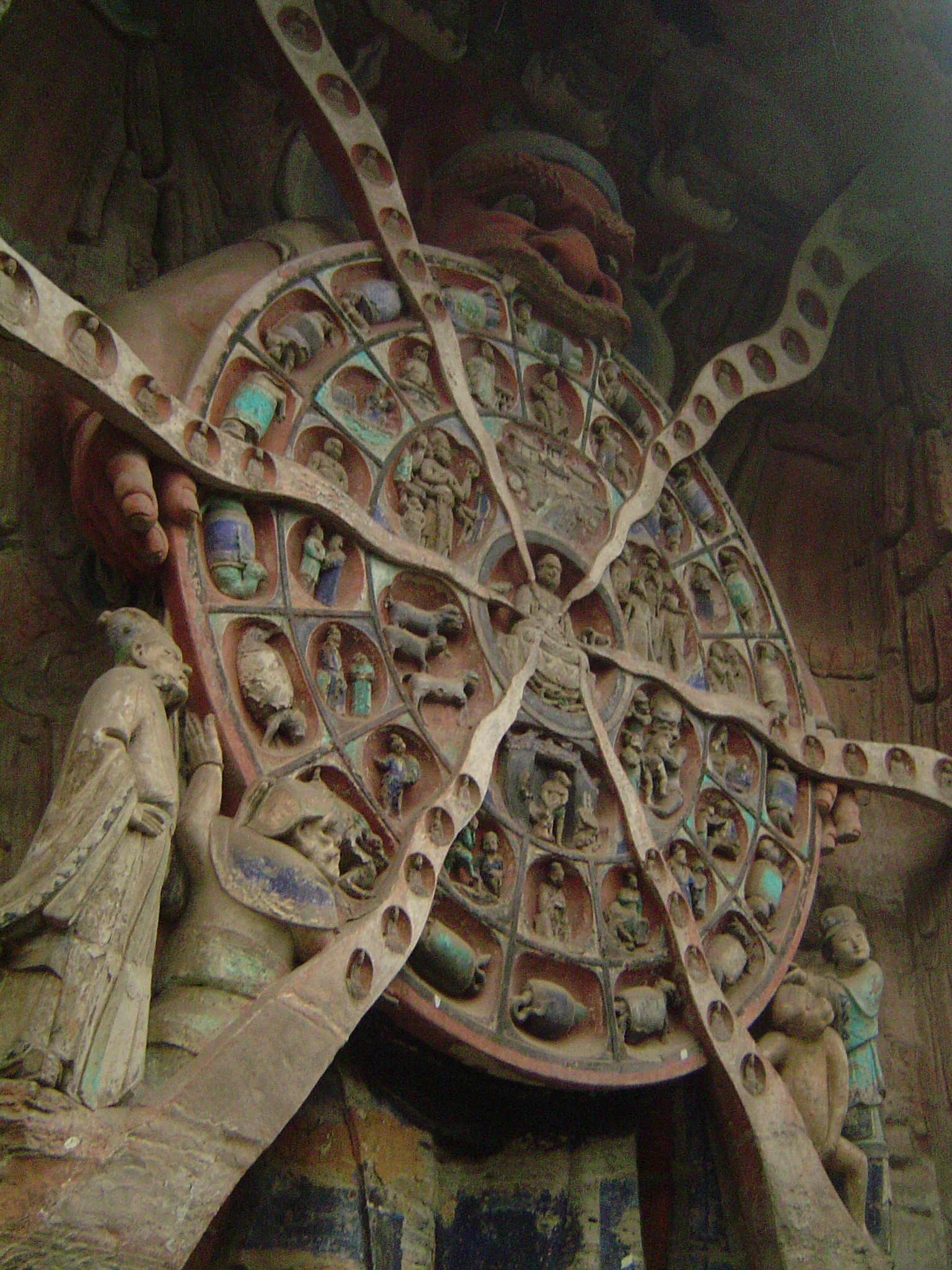
Das Rad, das den Kreislauf der Wiedergeburten darstellt. Buddhistisches Relief, Felsskulpturen von Dazu, China, 12./13. Jahrhundert

Der schon sehr früh, zur Zeit des Shang-Staates im 2. Jahrtausend v. Chr., stark entwickelte Ahnenkult – eine Konstante in der chinesischen Kulturgeschichte – und die reichen frühgeschichtlichen Grabausstattungen sind nicht nur als Ausdruck der Pietät gegenüber den Vorfahren zu deuten, sondern zeigen die Macht der Vorstellung, dass die Seelen der Toten die gleichen Bedürfnisse haben wie Lebende und dass sie fördernd oder störend ins Leben der Hinterbliebenen eingreifen.
Mo Ti, der im 5. Jahrhundert v. Chr. den nach ihm benannten Mohismus begründete, lehrte die Fortexistenz nach dem Tode. Die Anhänger des seit dem 2. Jahrhundert v. Chr. in China als Staatsdoktrin etablierten Konfuzianismus hingegen betrachteten Spekulationen darüber als unnütz und überließen das Thema der traditionellen chinesischen Volksreligion.
Eine philosophische Auseinandersetzung um die Seele und um die Frage, ob eine seelische oder mentale Entität den Körper überlebt oder gar ewig weiterbesteht, setzte anscheinend erst spät ein, und zwar als sich zur Zeit der Han-Dynastie (206 v. Chr.–220 n. Chr.) der Buddhismus auszubreiten begann. An der Debatte beteiligten sich Skeptiker und Materialisten, die sich gegen die Vorstellung einer eigenständig existierenden Seele wandten und alle mentalen Funktionen auf körperliche zurückführten. In diesem Sinne argumentierten die Philosophen Wang Chong (1. Jahrhundert n. Chr.) und Fan Zhen (5./6. Jahrhundert n. Chr.). Fan Zhen schrieb eine Abhandlung über die Auslöschung der Seele (Shenmie lun), die am Hof des Kaisers Wu von Liang Aufsehen erregte. Die Polemik der Skeptiker richtete sich gegen den Buddhismus, da die Buddhisten als Anhänger der Unsterblichkeitsidee betrachtet wurden. Der Buddhismus lehnt zwar eigentlich das Konzept einer unsterblichen Seele entschieden ab, doch in China wurde er oft durch volkstümliche Vorstellungen abgewandelt, die auf eine durch den Kreislauf der Wiedergeburten schreitende beständige Seele hinausliefen.

### Japan

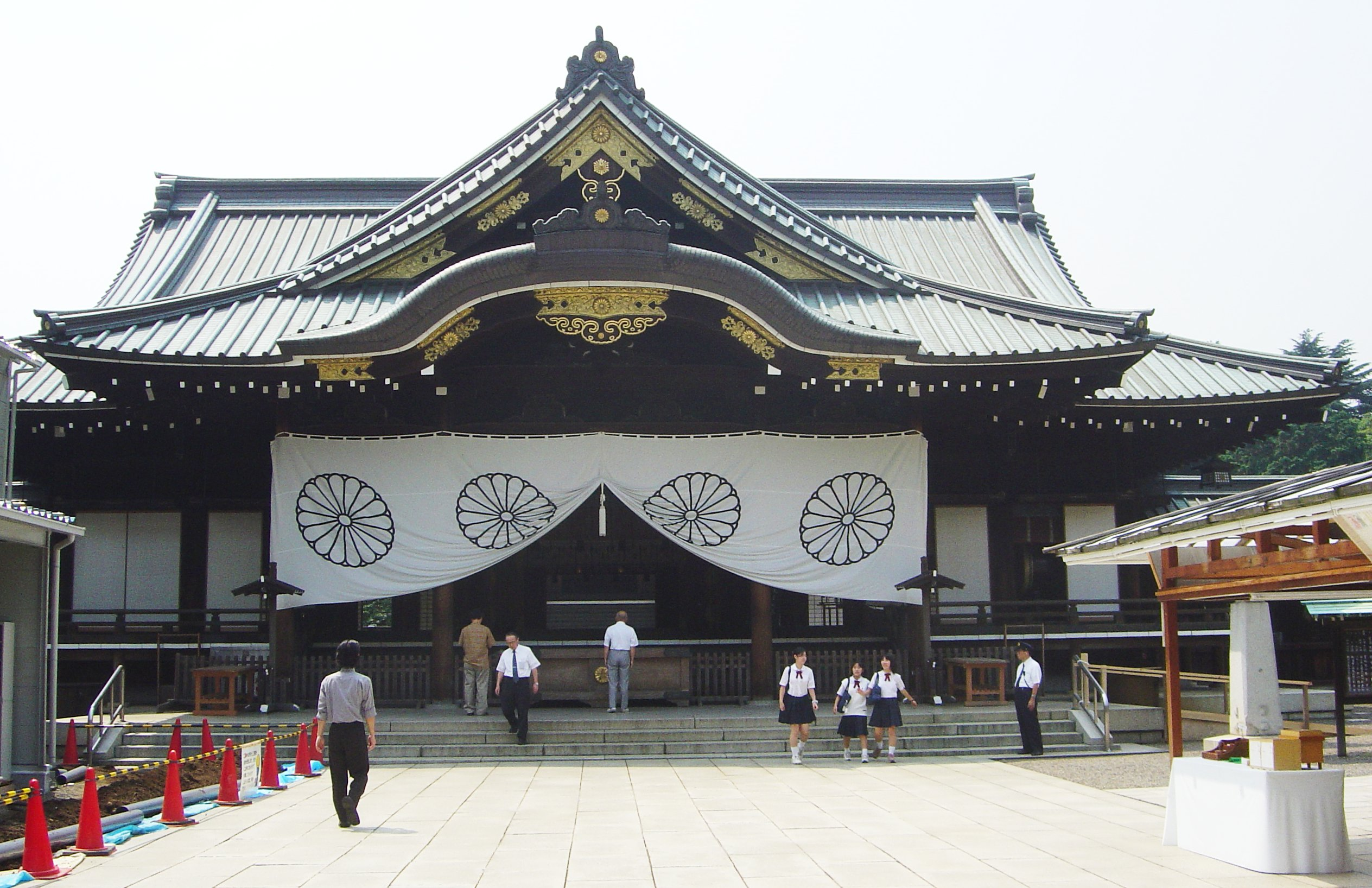
Im Yasukuni-Schrein werden die Seelen gefallener Soldaten verehrt.

In Japan hängen die traditionellen Seelenvorstellungen eng mit dem seit vorgeschichtlicher Zeit verbreiteten Ahnenkult zusammen, der ein wichtiger Teil der indigenen Volksreligion, einer Frühform des Shintoismus, war. Außerdem sind sie von den japanischen Ausprägungen des im 6. Jahrhundert eingeführten Mahayana-Buddhismus beeinflusst. Unterschiedliche Varianten des alten shintoistischen Volksglaubens besagten, dass die Seelen Verstorbener entweder in der Unterwelt (yomo-tsu-kuni oder soko-tsu-kuni) oder in einem himmlischen Reich (takama-no-hara) leben, oder auch in einem als „beständiges Land“ (toko-yo) bezeichneten Totenreich jenseits des Ozeans. Man ging aber auch davon aus, dass sie dort nicht unerreichbar sind, sondern die diesseitige Welt aufsuchen und unter den Menschen weilen. Ab dem 9. Jahrhundert, nachdem der japanische Buddhismus beträchtlichen Einfluss auf die religiösen Sitten gewonnen hatte, wurden zur Beschwichtigung des Zorns der Seelen von gewaltsam ums Leben Gekommenen Feiern abgehalten, die im Volk beliebt waren. Man baute Seelenschreine, in denen prominenter Verstorbener gedacht wurde, denen zu ihren Lebzeiten Unrecht geschehen war und deren Seelen besänftigt werden sollten.
Einer anderen, bis in die Moderne verbreiteten Ansicht zufolge wohnen die Totenseelen auf bestimmten hohen Bergen. Zu der berühmten Seelenkultstätte auf dem Berg Iya zogen noch im 20. Jahrhundert jährlich Hunderttausende von Pilgern. Ein Höhepunkt des Seelenkultes ist das seit dem 7. Jahrhundert alljährlich im Sommer gefeierte buddhistische Obon-Fest, zu dem sich die Familien versammeln; damit soll nicht den Lebenden der Segen der Totenseelen verschafft werden, sondern die rituellen Handlungen sollen dem Wohlergehen der Totenseelen dienen, die bei diesem Anlass jeweils zu ihren lebenden Angehörigen zurückkehren.
Die Bezeichnung für die Seele ist tama oder mitama (Grundbedeutung: kostbar, wunderbar, geheimnisvoll). Das tama wurde als uneinheitlich betrachtet; ein milder und glücklicher Seelenteil kümmert sich um das Wohlergehen der Person, ein anderer Teil ist wild und leidenschaftlich, setzt den Menschen Risiken aus und kann auch Übeltaten vollbringen. Verbreitet war und ist die Überzeugung, dass die Seelen Lebender als Exkursionsseelen den Körper verlassen.

### Altes Ägypten
Im Alten Ägypten waren drei Begriffe zur Bezeichnung dreier Aspekte des Seelischen gebräuchlich: Ka, Ba und Ach. Kennzeichnend für die altägyptische Denkweise ist eine sehr enge Bindung des Seelischen an das Körperliche und daher noch über den Tod hinaus an den Leichnam und dessen Grab. Der bestattete Leichnam galt als weiterhin beseelbar und somit im Prinzip handlungsfähig. Daher war die Konservierung des Körpers durch Mumifizierung für den ägyptischen Totenglauben von zentraler Bedeutung. Daneben gab es aber auch mancherlei Vorstellungen über eine Existenz im Jenseits; anscheinend wurde kaum versucht, die unterschiedlichen Konzepte zu einem stimmigen Ganzen zu verbinden.
Der in der Epoche des Alten Reichs dominierende Begriff Ka bezeichnete die Quelle der Lebenskraft. Nach dem ägyptischen Seelenverständnis machte das Vorhandensein des Ka den Unterschied zwischen einem Lebenden und einer Leiche aus. Ferner konnte der Ka als Doppelgänger oder Schutzgeist des betreffenden Menschen fungieren. Er war „beständig“ und Garant der Kontinuität, denn er wurde vom Vater auf den Sohn übertragen und stand damit für die ununterbrochene Fortdauer der Lebenskraft in der Ahnenfolge. Daher trat er bei der Geburt stark hervor. Beim Tod verließ er den Leichnam, blieb aber in dessen Nähe. Seine Wohnstätte war eine eigens für ihn errichtete Statue im Grab, wo er für das Fortleben der Person unentbehrlich war. Im Alten Reich wurden für den Ka – das heißt für die Leiche, die er beleben sollte – an einer Opferstelle über dem Grab Speise- und Getränkegaben bereitgestellt. Die Vorstellung war so materiell, dass es folgerichtig in manchen Gräbern sogar einen Abort gab. Diese Totenfürsorge kam allerdings nur für Angehörige der Oberschicht in Betracht. Königen und Göttern wurden mehrere Kas zugeschrieben, und auch in Totengebeten von Privatgräbern des Alten Reichs kommt der Begriff Ka für eine Person im Plural vor.

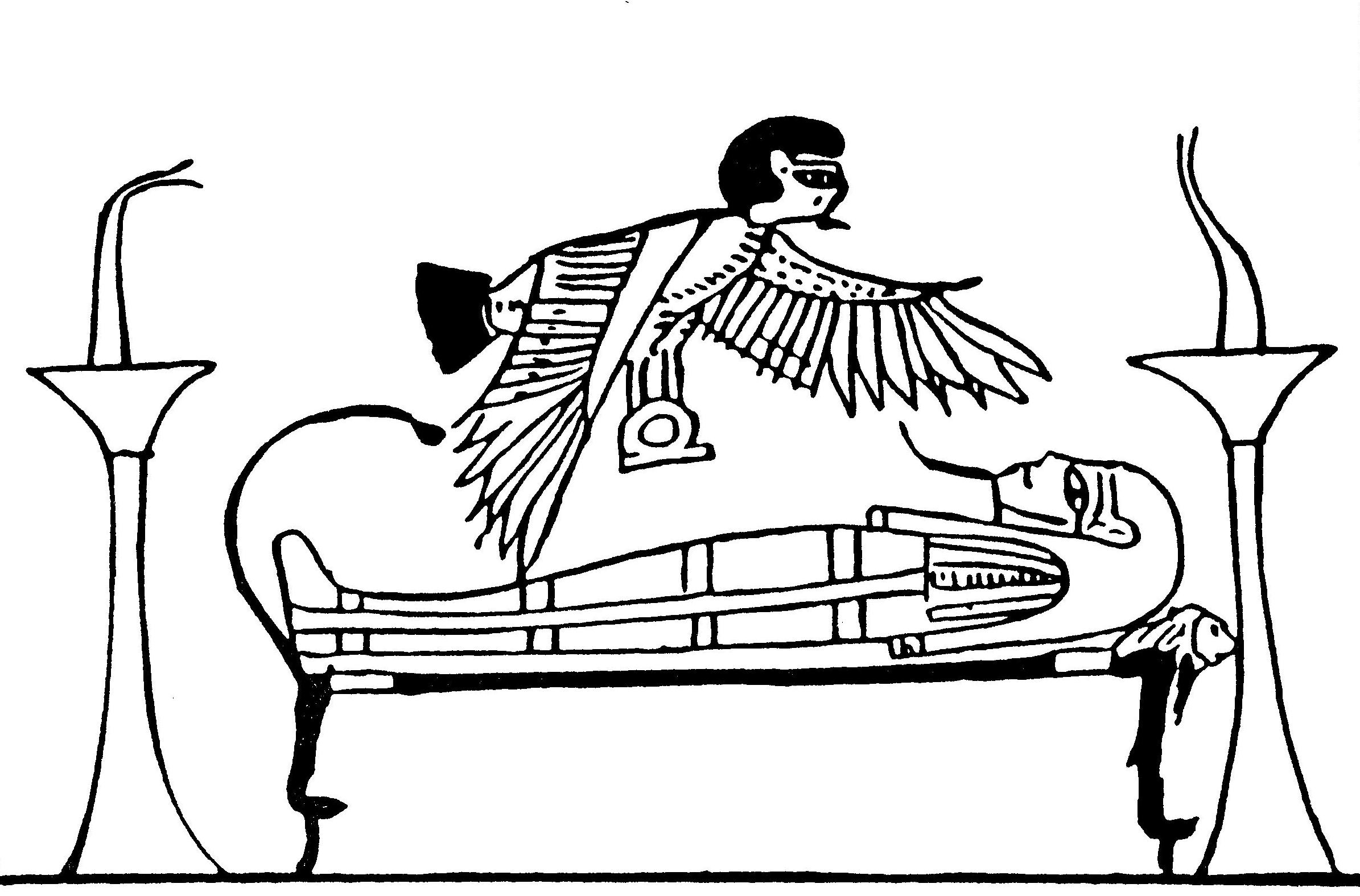
Eine Darstellung des Ba-Vogels aus dem Ägyptischen Totenbuch

Im Mittleren Reich erlangte das Konzept Ba zunehmende Bedeutung. Als Ba bezeichnete man eine persönliche Lebenskraft, die dem damaligen Glauben zufolge Träger der individuellen Existenz ist und den Tod überdauert. Im Alten Reich hatte man Ba als Manifestation besonderer Macht aufgefasst und anscheinend nur dem König zugeschrieben, doch später wurde das Konzept in umgewandelter Form auf alle Menschen ausgedehnt. Man verstand nun unter Ba einen sehr beweglichen Aspekt des Seelischen, der nach dem Volksglauben beim lebenden Menschen zwar schon vorhanden ist, aber kaum eine Rolle spielt; erst beim Tod tritt er hervor, denn der leibliche Tod bedeutet für ihn eine Art Geburt. Meist wurde Ba als Vogel dargestellt, oft mit Menschenkopf. Damit zeigt sich seine Zugehörigkeit zu dem bei indigenen Völkern verbreiteten Typus des „Seelenvogels“. Die Ba-Vögel waren nach der ägyptischen Vorstellung eigentlich Himmelswesen und lebten in einer nördlichen Region (Qebehu), doch bewahrte Ba ebenso wie Ka eine dauerhafte Bindung an den Leichnam, das heißt an die Mumie. Um den Ba zum Aufsuchen des Grabes zu bewegen – was offenbar als eine Art Wiederbelebung bzw. Wiederbeseelung (Reanimation, von lateinisch anima ‚Seele‘) des Leichnams betrachtet wurde und sehr erwünscht war –, wurde ihm dort Trinkwasser bereitgestellt, das ihn anlocken sollte.

Ach in Gestalt eines Ibis als Hieroglyphe

Der Ach (Lichtgeist, abgeleitet von einem Wort für „Lichtglanz“) war die Verklärungsseele eines Verstorbenen, die erst nach dessen Tod entstand. Im Unterschied zum Ka war er nicht ortsgebunden. Ach war eine götterähnliche Existenzform, die nach dem Tod durch entsprechende Bemühungen erlangt wurde, indem der Tote sich die Ach-Kraft aneignete und dadurch zum Ach wurde. Diesem Zweck dienten magisch-rituelle Maßnahmen. Dazu gehörten Riten, die am Grab vollzogen wurden, Inschriften, die man dort oder auf dem Sarg anbrachte, und Texte, die der Tote zu rezitieren hatte. Von Göttern wie Re und Osiris erhoffte man Hilfe bei der Ach-Werdung. Waren die Verklärungsriten am Grab richtig vollzogen, so erlangte der Tote den Status eines „wirksamen“, „versehenen (vollausgestatteten)“ und „verehrungswürdigen“ Ach; als solcher konnte er auf die Welt der Lebenden einwirken. Im Unterschied zu Ka und Ba konnte sich der „wirksame“ Ach als Gespenst zeigen und wohltätig oder Schaden anrichtend in das Leben der Menschen eingreifen. Wie Ka und Ba zeigte auch Ach einen starken Bezug zum Grab und Interesse an dessen Zustand. Dort deponierten die Ägypter ihre an den Ach des Beerdigten gerichteten Botschaften.
Manche Aspekte des Ach-Glaubens unterlagen einem Wandel; so wurde im Alten Reich eine zeremonielle Speisung des Ach vorgenommen, später bedurfte er aber im Gegensatz zu Ka und Ba keiner materiellen Versorgung im Vollzug des Totendienstes mehr. In der älteren Form dieses Glaubens war moralisches Verhalten unwesentlich; für den Ach-Status gab es keine ethischen Voraussetzungen, ein Ach konnte ebenso wie ein Lebender gut- oder böswillig sein. Im Neuen Reich begann man jedoch einen Zusammenhang zwischen moralischen Verdiensten und dem Ach-Werden herzustellen.

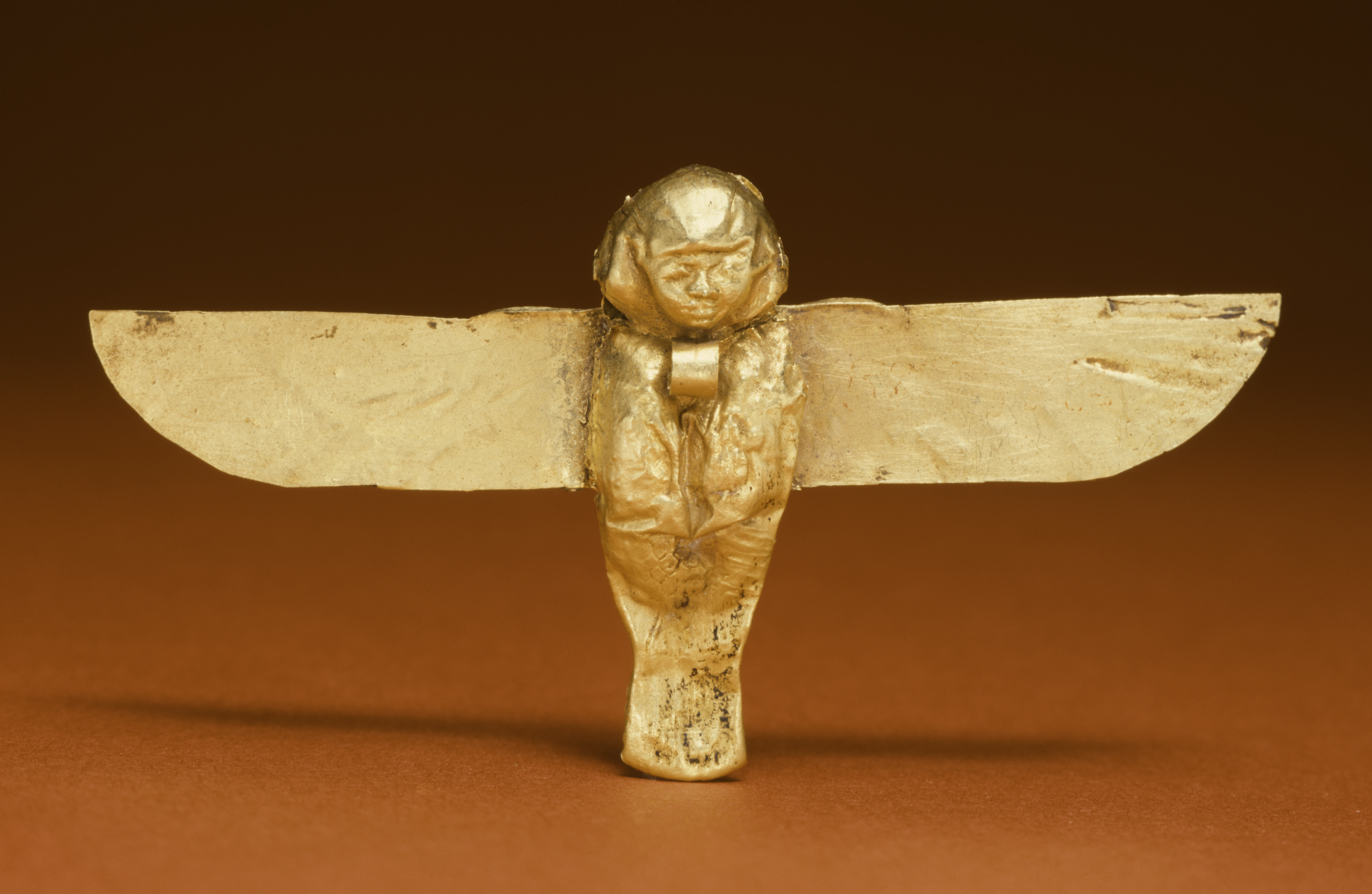
Ba-Darstellung aus dem 3. Jahrhundert v. Chr., Walters Art Museum, Baltimore

Die Vorstellungen vom Totenreich waren stark von den zahlreichen Gefahren geprägt, die den Verstorbenen dort drohten, teils durch die Unwirtlichkeit des Geländes, teils durch Nachstellungen von Dämonen. So versuchten beispielsweise Dämonen den vogelgestaltigen Ba mit Vogelnetzen zu fangen. Gefangenen drohte Folter und Verstümmelung. Dagegen halfen göttlicher Beistand und vor allem Kenntnis der festgelegten, zur Bannung der Gefahren erforderlichen Zaubersprüche, die in Sargtexten überliefert sind. Das jenseitige Dasein war eine Fortsetzung des diesseitigen; so gab es dort auch Landarbeit. Die Toten hatten ihre Wohnsitze „im Westen“ und waren das „Volk des Westens“ (Imentiu), die Lebenden wohnten im Osten (am Nil).
Die Toten wurden vor das Totengericht gestellt, wo ihr Herz mit einer Waage gegen die Wahrheit (Maat) abgewogen wurde, das heißt ihr Freisein von Verfehlungen geprüft wurde (Psychostasie). Im Falle einer Verurteilung wurden sie von einem Untier (Ammit) gefressen, also vernichtet. Dieses moralische Konzept konkurrierte und vermischte sich mit dem ethisch indifferenten, welches das nachtodliche Schicksal von korrekter Praktizierung der rituellen Magie abhängig machte.
Somit waren die Seelen nach den altägyptischen Vorstellungen weder immateriell noch prinzipiell unzerstörbar. Vor der Entstehung des Körpers existierten sie nicht, Reinkarnation wurde nicht in Betracht gezogen. Denjenigen, die den jenseitigen Gefahren entgingen oder vom Totengericht freigesprochen wurden, wurde zwar ein erfreuliches Leben in einer angenehmen Welt in Aussicht gestellt, doch stießen solche Verheißungen seit der Zeit des Mittleren Reichs in manchen Kreisen auf erhebliche Zweifel. Skeptiker stellten die Wirksamkeit der aufwendigen Vorkehrungen für ein glückliches oder zumindest befriedigendes nachtodliches Dasein in Frage. Sie wiesen auf die Ungewissheit des Schicksals nach dem Tod oder auf düstere Aussichten für die Verstorbenen hin. Mit der Herabsetzung des Jenseits wurde oft die Aufforderung verbunden, diesseitigen Lebensgenuss anzustreben.

### Mesopotamien
Über Seelenvorstellungen der Sumerer und später der Akkader bieten weder die Schriftquellen noch die Archäologie konkrete Informationen, obwohl sich die sumerische Religion, mit der die akkadische eng verwandt ist, aus den Quellen gut erschließen lässt. In der sumerischen und der akkadischen Sprache kommen keine Ausdrücke vor, deren Bedeutungsgehalt sich mit demjenigen von „Seele“ deckt. Man kann den akkadischen Begriff napischtu(m)/napschartu („Kehle“, „Leben“, „Lebenskraft“, auch „Person“) als Bezeichnung für eine Seele ansehen, in Analogie zu den verwandten hebräischen Wörtern nefesch und neschama, die von der konkreten Grundbedeutung „Atem“ ausgehend das sich im Atem zeigende Leben bezeichnen. Damit (und mit anderen Begriffen von gleicher oder ähnlicher Bedeutung) ist aber nur eine mit dem Körper entstehende und sterbende Vitalseele (Körperseele) von Mensch und Tier gemeint; darüber hinaus ergeben sich keine Folgerungen. Das entsprechende Wort im Sumerischen ist zi, das mit dem Verb zi-pa-ag2 („atmen“, „blasen“) zusammenhängt; es gibt eine Redewendung zi-pa-gá-né-esch, die sich auf das Überprüfen bezieht, ob in einem Körper noch Leben festzustellen oder der Lebenshauch aus ihm gewichen ist. Daneben existiert im Sumerischen der Ausdruck libisch/lipisch für „Innerstes“ (des Menschen) und im Babylonischen libbu für „Herz“, vergleichbar unserer Verwendung von „Herz“ in psychischer Bedeutung. Die Babylonier lokalisierten die von einer Gottheit verliehene Quelle der Lebenskraft außer im Atem auch im Blut. Auf eine anthropologische Analyse und eine konkrete Beschreibung der Seele legten sie anscheinend keinen Wert.
Ein Totenreich kur-nu-gi-a („Land ohne Wiederkehr“) und ein Totengericht ist für die Sumerer bezeugt. Andererseits war bei ihnen aber auch die Vorstellung verbreitet, dass sich die Toten an ihren Grabstätten aufhalten. Daher wurden den Verstorbenen dort Speisen und Getränke dargebracht. Auch in Babylonien war der Ahnenkult für das Wohlergehen der Toten sehr wichtig; täglich mussten die Ahnen mit Nahrung versorgt werden. In einem Anhang zum Gilgamesch-Epos kehrt der ins Totenreich hinabgestiegene Enkidu, d. h. sein Totengeist (utukku), in die Welt der Lebenden zurück und schildert die Schicksale der Toten, die von der Todesart, der Anzahl ihrer Kinder und der Fürsorge der überlebenden Angehörigen abhängen. Schlimm erging es den Unbegrabenen und denen, deren Grab geschändet wurde, denn der Totengeist war offenbar eng mit dem Leichnam verbunden.
Bei den mesopotamischen Völkern herrschte die Überzeugung, dass böswillige Totengeister (sumerisch gidim, akkadisch eṭimmu oder eṭemmu) ebenso wie unzählige sonstige Dämonen den Lebenden Unheil bereiten. Die Totengeister galten als sichtbar und hörbar. Daneben gab es aber auch hilfreiche Schutzgeister, die möglicherweise den aus verschiedenen indigenen Kulturen bekannten Außenseelen des Menschen vergleichbar sind. Aus dem Atraḫasis-Epos (um 2000–1800 v. Chr.) geht hervor, dass eṭemmu, der gespenstartige Aspekt des Menschen, der dessen Tod überdauert, ursprünglich zusammen mit dem menschlichen Körper aus dem Fleisch eines getöteten Gottes geschaffen wurde. Aus dem Blut des Gottes entstand wohl die sterbliche, bis zum physischen Tod bestehende Vitalseele; sie wurde als Basis des menschlichen Verstandes (ṭēmu) betrachtet.

### Iranisches Hochland
Die ostiranische avestische Sprache, die zu den altiranischen Sprachen gehört, weist eine Reihe von Ausdrücken für die Seele oder für psychische Funktionen auf, die schon in der vorzoroastrischen Zeit gebräuchlich waren und großenteils später auch in den Dokumenten der zoroastrischen Religion verwendet wurden. Zum Teil beziehen sie sich auf Wahrnehmungsfunktionen, beispielsweise uši (ursprünglich das Ohr, daher auch das Gehör und in übertragenem Sinn die Auffassungsfähigkeit, der Verstand). Außer der Vitalseele (ahu oder uštāna, als Hauchseele vyāna) gab es nach den im Iran herrschenden Vorstellungen die auch unabhängig vom Körper agierende Freiseele (urvan oder auch als Verstandesseele manah) sowie die daēnā, eine seelische Instanz mit nährender Funktion. Eine wichtige Rolle spielten die fravašis; das waren schützende Ahnengeister, aber auch Außenseelen lebender frommer Menschen. In letzterem Sinne verstand man unter fravaši anscheinend ein den Menschen zu seinen Lebzeiten von außen beeinflussendes „höheres Selbst“. Die im Körper lebende unsterbliche Freiseele vereinigte sich nach dessen Tod mit ihrer fravaši. Ausdrücke, die ursprünglich den Körper bezeichneten, wie tanu und das etymologisch mit „Körper“ verwandte Wort kəhrp, wurden auch für die Person als Gesamtheit unter Einschluss der seelischen Dimension verwendet, was auf ein nicht dualistisches Denken deutet.
Die Zoroastrier scheinen sich nicht um die Ausarbeitung einer detaillierten anthropologischen Seelenlehre und um terminologische Klarheit bemüht zu haben, zumindest haben sich keine entsprechenden Texte erhalten. Bezeugt ist im Zoroastrismus immerhin die Vorstellung, dass die Vitalseele schon vor dem Körper geschaffen wurde und dieser dadurch entstanden ist, dass die Lebenskraft von der Gottheit „körperlich gemacht“ wurde. Diese Vitalseele, die uštāna, wurde mit dem Tode des Körpers vernichtet. Charakteristisch für den Zoroastrismus ist eine scharfe Trennung zwischen „guten“ und „bösen“ Menschen, nicht zwischen einem an sich schlechten Körper und einer moralisch höherwertigen Seele. Eine Gesamtseele oder Weltseele scheint der Zoroastrismus nicht gekannt zu haben.
Nach dem Tod blieb die Freiseele urvan drei Nächte lang in der Nähe des Leichnams, bis ihr ihre eigene daēnā entgegentrat. Die daēnā erschien in Frauengestalt, als Kuh oder als Garten, was auf ihre nährende Funktion hinweist. Als Frau war sie ein schönes Mädchen oder eine scheußliche Hexe, je nach den Taten, die der Mensch zu seinen Lebzeiten vollbrachte. Nach der Begegnung mit ihr begab sich die Seele urvan auf den Weg ins Jenseits.
Neben den Vorstellungen vom jenseitigen Fortleben der Seele gab es auch einen wohl sehr alten Glauben an eine Auferstehung als Wiederbelebung toter Körper, die als möglich galt, falls die Knochen der Verstorbenen vollzählig und intakt aufbewahrt wurden; offenbar wurde unter dem Gesichtspunkt der Lebenskraft den Gebeinen eine seelische Qualität zugeschrieben. In seiner religiösen Ausformung im Rahmen des Zoroastrismus richtete sich dieser iranische Auferstehungsglaube auf eine eschatologische Zukunft, in der auch ein allgemeines Weltgericht erwartet wurde.

### Vorchristliche Antike

#### Älteste griechische Vorstellungen
Das altgriechische Substantiv psychḗ (ψυχή) hängt mit dem Verb psychein („blasen“, „atmen“) zusammen; es bedeutete ursprünglich „Hauch“, „Atem“ und daher auch „Leben“. Erstmals belegt ist es in den zunächst mündlich überlieferten homerischen Epen Ilias und Odyssee. Es bezeichnet hier etwas an Mensch und Tier, das normalerweise während des Lebens eines Individuums nicht aktiv zu sein scheint, dessen Präsenz aber für das Leben notwendig ist.
Die psychē im Sinne von Homers Sprachgebrauch verlässt einen Menschen bei Ohnmacht. Im Tod trennt sie sich vom Körper und begibt sich als dessen schattenhaftes Abbild in die Unterwelt. Homer benutzt für die körperlose Seele neben dem Ausdruck psychē auch den Begriff eidōlon (Abbild, Schattenbild). Die Seele eines Verstorbenen ist dem lebenden Menschen so ähnlich, dass Achilleus vergeblich versucht, die Seele des toten Patroklos, die ihm erscheint und ihn anredet, zu umarmen. Der Dichter lässt die nach dem Tod körperlose Seele Gefühle zeigen und Überlegungen anstellen. Sie jammert, beklagt ihr Schicksal und sorgt sich um das Begräbnis des Leichnams.
Der thymós – mit diesem Wort bezeichnet Homer die Quelle der emotionalen Antriebe – gilt ebenso wie die psychē als zum Leben notwendig; auch er verlässt im Tod den Körper. Zwar sagt der Dichter nicht, dass der thymós sich in die Unterwelt begibt, doch an einer Stelle der Ilias wünscht ein Lebender, dass dies geschehen möge. Homer beschreibt den thymós als zerstörbar. Während des menschlichen Lebens wird er durch Ereignisse gemehrt oder gemindert. Im Gegensatz zur psychē, die wie ein kalter Hauch erscheint, ist der thymós heiß.
Von der psychē ist nur im Zusammenhang mit lebensbedrohlichen Situationen die Rede. So spricht Achilleus davon, im Kampf die eigene psychē in Gefahr zu bringen. Gewöhnlich ist dieser Begriff auf die Bedeutung Träger des Belebtseins begrenzt, während die Emotionen – aber auch mit ihnen verbundene Gedanken – sich im thymós abspielen. Eine weitere für die mentalen Funktionen wichtige Instanz ist der nóos (im späteren Griechisch nous). Er ist in erster Linie für Tätigkeiten des Intellekts zuständig, erscheint aber auch gelegentlich als Träger von Gefühlen. Eine klare Abgrenzung zwischen den Begriffen gibt es in den homerischen Epen nicht.
Der thymós befindet sich im Zwerchfell oder allgemeiner in der Brust. Auch der nóos ist in der Brust lokalisiert, doch ist er anscheinend immateriell gedacht. Der psychē weist Homer keinen bestimmten Sitz im Körper zu. Sie ist Voraussetzung des Lebens für Tiere ebenso wie für Menschen. In der Odyssee entweicht bei der Schlachtung eines Schweins dessen psychē, doch ob sie in die Unterwelt gelangt, erfährt man nicht. Hesiod und Pindar erwähnen die psychē der Schlange.

#### Bedeutungswandel in der nachhomerischen Zeit

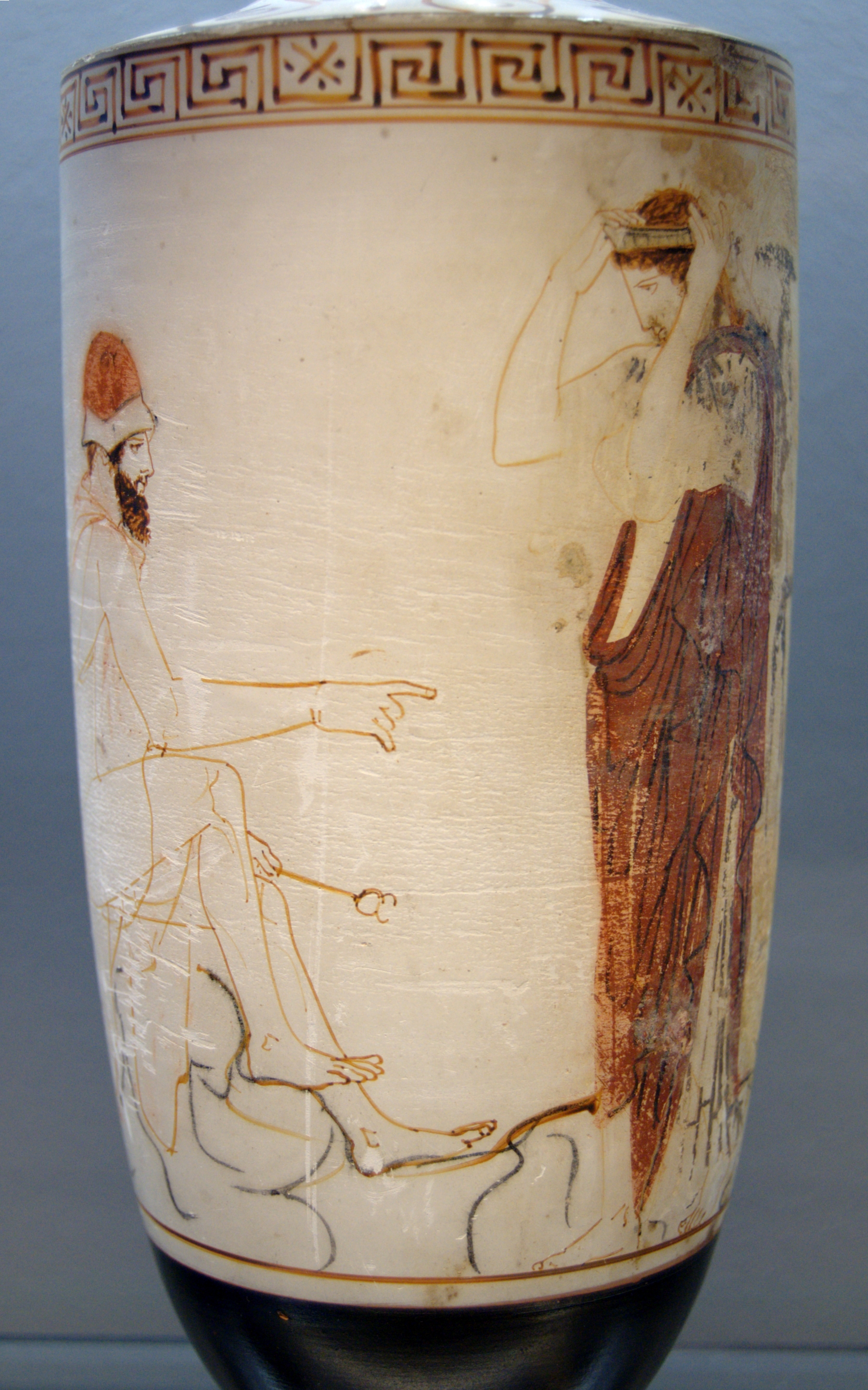
Der Gott Hermes (sitzend) als Seelenbegleiter (Psychopompos) mit einer Seele, die er in die Unterwelt begleiten wird. Weißgrundige Lekythos des Phiale-Malers aus der Mitte des 5. Jahrhunderts v. Chr.

In poetischen und philosophischen Texten des 6. und 5. Jahrhunderts bürgerte sich ein neuer, erweiterter Begriff von psychē ein, der den Bedeutungsgehalt von thymós mit einschloss. Für den Lyriker Anakreon spielten sich die erotischen Empfindungen in der psychē ab, bei Pindar war sie Trägerin moralischer Eigenschaften. Auch in der Tragödie trat die Seele in einem moralischen Kontext auf, bei Sophokles konnte sie daher als „schlecht“ bezeichnet werden. Die alte Grundbedeutung – belebendes Prinzip im Körper – war weiterhin geläufig, beseelt (émpsychos) zu sein bedeutete lebendig zu sein, doch daneben war die Seele nun auch für das Gefühlsleben zuständig und stellte Überlegungen an.
Die philosophisch-religiösen Bewegungen der Orphiker und der Pythagoreer erweiterten das archaische Konzept einer den Leichnam verlassenden psychē. Sie bauten es zu Lehren aus, in denen die Seele als unsterblich galt und mehr oder weniger detaillierte Aussagen über ihr Schicksal nach dem Tod gemacht wurden. In diesen Strömungen sowie auch bei Empedokles und in der Lyrik bei Pindar machten sich – in markantem Gegensatz zu Homer – optimistische Annahmen über die nachtodliche Zukunft der Seele geltend. Sie kann diesen Konzepten zufolge unter bestimmten Voraussetzungen, insbesondere indem sie sich von Schuld reinigt, Zugang zur Götterwelt gewinnen und göttlich werden oder ihre eigene ursprüngliche göttliche Natur wiedererlangen.

#### Seelenwanderung
In manchen Kreisen (Orphiker, Pythagoreer, Empedokles) wurde die Unsterblichkeitslehre mit der Vorstellung der Seelenwanderung verbunden und damit die Annahme einer natürlichen Bindung der Seele an einen bestimmten Körper aufgegeben. Der Seele wurde ein eigenständiges Dasein schon vor der Entstehung des Körpers und damit eine zuvor unbekannte Autonomie zugesprochen. Die früheste namentlich bekannte Persönlichkeit, die sich zur Seelenwanderung bekannte, war der um 583 geborene Pherekydes von Syros, dessen Schrift über die Götter allerdings nicht erhalten ist. Sein etwas jüngerer Zeitgenosse und angeblicher Schüler Pythagoras verbreitete diese Lehre im griechisch besiedelten Süditalien; seine Prominenz verschaffte ihr in weiten Kreisen Bekanntheit. Die frühen Pythagoreer meinten, dass die Seelen der Menschen auch in Tierleiber eingehen; sie gingen davon aus, dass zwischen menschlichen und tierischen Seelen kein Wesensunterschied bestehe.

#### Naturphilosophisches Verständnis der frühen Vorsokratiker
Die als Vorsokratiker bezeichneten frühen Denker setzten sich unter naturphilosophischen Gesichtspunkten mit der Seele auseinander. Bei ihnen erscheint die psychē als Bewegungsprinzip des sich selbst und anderes Bewegenden. In diesem Sinne hielt Thales außer den Lebewesen auch den Magneten und wegen der elektrischen Anziehung den Bernstein für beseelt, nicht jedoch – wie ihm irrtümlich unterstellt wurde – sonstige Gegenstände. Anaxagoras sah im universalen nous (Geist) die Bewegungsursache und den Herrscher aller Dinge einschließlich der beseelten; den Angaben des Aristoteles zufolge unterschied er nicht klar zwischen dem nous und der psychē, die er ebenfalls als Beweger bezeichnete. Er beschrieb den nous als das „feinste“ und „reinste“ aller Dinge, dachte also auch ihn nicht wirklich unstofflich. Einige Vorsokratiker fassten die Seele zudem als Wahrnehmungs- oder Erkenntnisprinzip auf.
Die theoretische Beschreibung der Seele als Lebensprinzip bestand dabei überwiegend in einem reduktiven Physikalismus, der die psychē auf etwas Materielles oder Materiellem Ähnliches (Feinstoffliches) zurückführte. So soll Empedokles gelehrt haben, die psychē, die er im traditionellen Sinn mit dem physischen Leben verband, bestehe aus den vier Elementen. Nicht sie, sondern ein Wesen, das er daimōn nannte, war für ihn die unsterbliche Seele, der er die Seelenwanderung zuschrieb. Den daimōn, dessen Befreiung aus dem Kreislauf von Geburt und Tod er anstrebte, bezeichnete er ausdrücklich als einen Gott.
Als Luft wird die Seele in einem traditionell dem Philosophen Anaximenes zugeschriebenen Fragment bezeichnet, das jedoch nach heutigem Forschungsstand von Diogenes von Apollonia stammt. Auch Anaximander und Anaxagoras sollen sie für luftartig gehalten haben. Daneben gab es eine von manchen Pythagoreern vertretene, vermutlich ursprünglich aus ärztlichen Kreisen stammende Vorstellung, wonach die Seele eine Harmonie der Körperfunktionen sei. Diese Auffassung war mit dem Unsterblichkeitsgedanken unvereinbar.
Auch in Heraklits Seelenlehre, deren Einzelheiten aus den erhaltenen Fragmenten nicht klar hervorgehen, hat die psychē eine stoffliche Qualität. Sie bewegt sich zwischen zwei gegensätzlichen Zuständen hin und her, von denen der eine feucht oder wässrig, der andere trocken ist. Wenn sie trocken und damit dem feurigen Vernunftprinzip nahe ist, befindet sie sich in ihrer bestmöglichen Verfassung und ist weise. Das Ausmaß ihrer Verständigkeit hängt von demjenigen ihrer aktuellen Trockenheit ab. Durch Trunkenheit wird sie feucht und büßt damit die Fähigkeit des Verstehens ein. Setzt sich das wässrige Prinzip gänzlich durch, so stirbt die Seele, doch erscheint ihr dies nicht als Untergang, sondern sie empfindet es als Genuss. Somit unterliegt sie ebenso wie der Kosmos als Ganzes unablässigen Umwandlungsprozessen. Heraklit hielt sie für so tiefgründig, dass man ihre Grenzen nicht finden könne.

#### Demokrits materialistisches Modell
Demokrit, der letzte bedeutende Vorsokratiker, erklärte im Rahmen seiner konsequent materialistischen Weltdeutung die Seele als Zusammenballung von kugelförmigen, glatten Seelenatomen, die sich von den übrigen Atomen durch größere Beweglichkeit unterscheiden, welche sie ihrer Form und ihrer Kleinheit verdanken. Die Seelenatome Demokrits sind aber nicht – wie in der älteren Forschungsliteratur oft angenommen wurde – durch eine feuerartige Qualität gekennzeichnet. Vielmehr sind alle Atome hinsichtlich ihrer materialen Beschaffenheit von gleicher Qualität, sie unterscheiden sich nur durch Größe, Form und Geschwindigkeit. Phänomene wie Wärme, Kälte und Farbe entstehen erst durch die beständige Bewegung und Interaktion der Atome. Die Seelenatome schweben in der Luft; durch die Atmung werden sie ihr entnommen und wieder an sie zurückgegeben. Der Tod ist das Ende dieses Stoffwechsels, mit ihm zerstreuen sich die Seelenatome des Verstorbenen. Eine Unsterblichkeit der Seele ist in diesem System undenkbar. Körper und Seele schützen einander durch ihre Verbindung vor der ihnen ständig drohenden Auflösung. Die Seele ist eine atomare Struktur, deren Bestandteile, die Seelenatome, ständig ausgetauscht werden; sie verflüchtigen sich fortlaufend und werden durch neu eingeatmete Seelenatome ersetzt. Während des Lebens sind die Seelenatome im ganzen Körper verbreitet und setzen die Körperatome in Bewegung. Auch alle mentalen Phänomene sind durch Bewegungen konzentrierter Massen von Seelenatomen mechanisch erklärbar. Wahrnehmung geschieht dadurch, dass sich von den Objekten Atome ablösen und in Form von Bildchen (eidola) in alle Richtungen ausströmen; diese Abbilder der Objekte dringen ins Auge ein und vermitteln dem Wahrnehmenden so deren Gestalten. Auch das ethische Verhalten und das Wohlbefinden der Person sind von den Atombewegungen verursacht. Zu heftige Atombewegungen bedeuten schädliche seelische Erschütterungen; Gemütsruhe und eine pragmatische Haltung entsprechen relativer Stabilität der atomaren Strukturen.

#### Sokrates und Platon

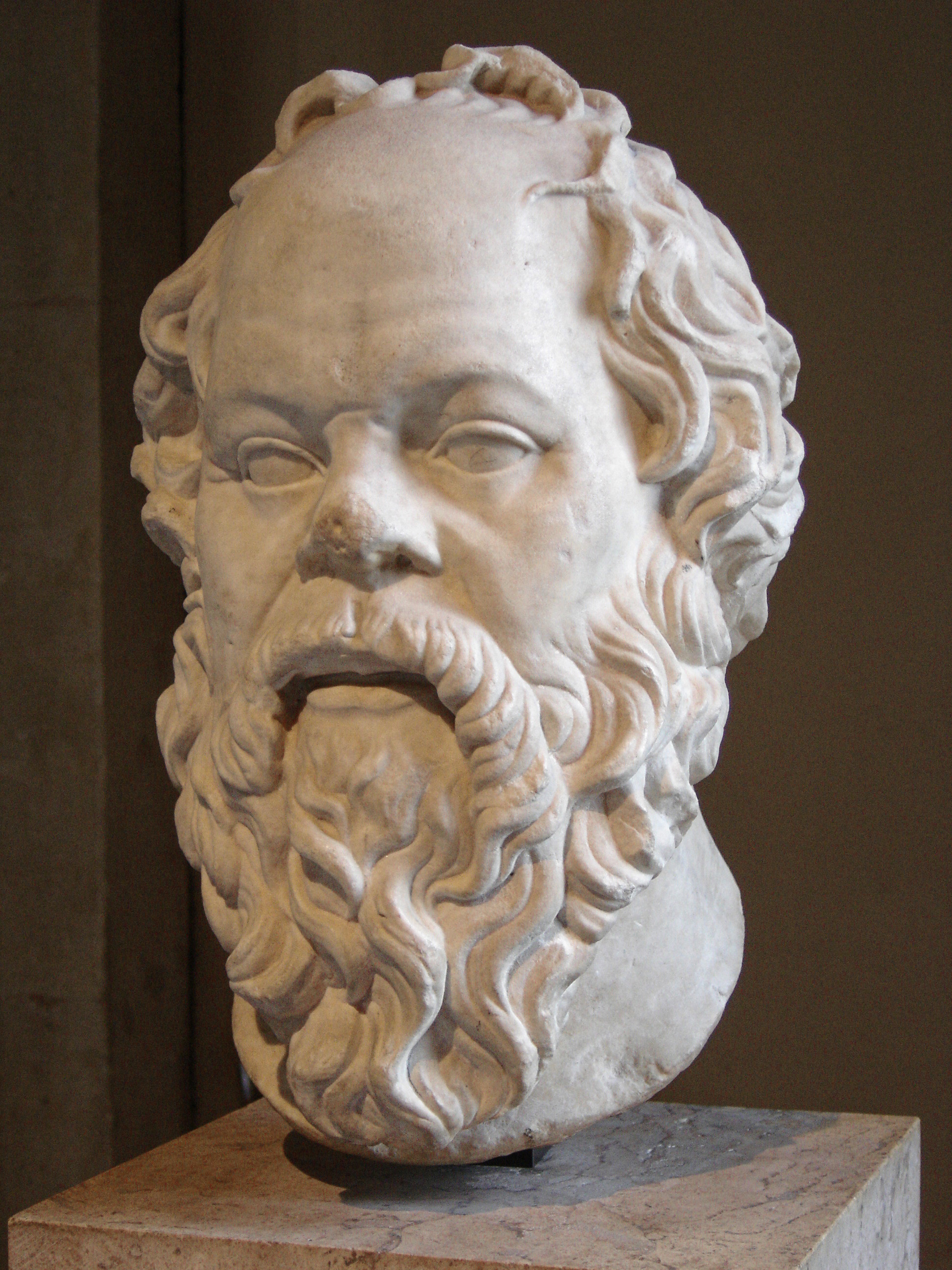
Büste des Sokrates (römische Marmorkopie aus dem 1. Jahrhundert eines wahrscheinlich von Lysipp geschaffenen griechischen Bronze-Originals, heute im Louvre)

In der von Platon überlieferten Fassung der Verteidigungsrede seines Lehrers Sokrates (469–399) tritt der Gedanke in den Vordergrund, dass die Sorge um die Seele (epiméleia tēs psychēs) eine vorrangige Aufgabe sei. Das Wohlergehen der Seele erscheint mit der Einsichtsfähigkeit des Menschen und seinem Zugang zur Wahrheit verknüpft:

„Bester Mann, […] schämst du dich nicht, für Geld zwar zu sorgen, wie du dessen aufs meiste erlangst, und für Ruhm und Ehre, für Einsicht aber und Wahrheit und für deine Seele, daß sie sich aufs beste befinde, sorgst du nicht und hieran willst du nicht denken?“

Für Platon (428/7–348/7), der in seinen Werken seine Gedanken Sokrates in den Mund zu legen pflegt, ist die Seele immateriell und unsterblich, sie existiert unabhängig vom Körper, also schon vor dessen Entstehung. Daraus ergibt sich ein konsequenter anthropologischer Dualismus: Seele und Körper sind nach ihrer Beschaffenheit und nach ihrem Schicksal völlig verschieden. Ihr vorübergehendes Zusammentreten und Zusammenwirken ist somit nur zeitweilig bedeutsam, ihre Trennung erstrebenswert; der Körper ist „Grab der Seele“. Sokrates und Platon setzen die Seele sowohl ethisch als auch kognitiv mit der Person gleich. Da allein die Seele eine Zukunft über den Tod hinaus hat, kommt es nur auf ihre Förderung und ihr Wohlergehen an. Wegen ihrer Gottähnlichkeit als unsterbliches Wesen steht es ihr zu, über den vergänglichen Körper zu herrschen. In mehreren Mythen beschreibt Platon das Leben der Seele im Jenseits, das Seelengericht und die Seelenwanderung. Dabei verknüpft er das Schicksal der Seele mit ihren ethischen Entscheidungen.
Mit folgenden Überlegungen will Platon seine Auffassung plausibel machen:
- Für die gesamte Natur gilt, dass entgegengesetzte Dinge auseinander entstehen und ineinander übergehen; darin besteht das Werden und der Kreislauf der Natur, der ihren Fortbestand gewährleistet. Solche Gegensätze sind auch „Leben“ und „Totsein“, „Sterben“ und „Wiederaufleben“. Der Entwicklung, die zum Lebensende hinführt, entspricht daher eine gegenläufige, die vom Tod zu einem Wiederaufleben führt. Das bedeutet Wiedergeburt (Seelenwanderung).[99]

- Die Seele ist in der Lage, sinnlich nicht wahrnehmbare Erkenntnisgegenstände (Ideen) wie „das Gerechte“, „das Schöne“ oder „das Gute“ zu erfassen. Sie wird von ihrer eigenen Natur angetrieben, ihr Interesse darauf zu richten. Das zeigt ihre Wesensverwandtschaft mit dem, wonach sie strebt. Die Ideen existieren jenseits der Vergänglichkeit und unabhängig von einzelnen Sinnesobjekten. Wäre die Seele selbst vergänglich, so hätte sie keinen Zugang zum Unvergänglichen.[100]

- Das Lernen ist eine Aktivität der Seele. Es besteht nicht darin, dass die Seele etwas Neues und Fremdes von außen aufnimmt, sondern darin, dass sie sich – etwa durch einen Anstoß von einem Lehrer – an ein Wissen erinnert, das sie eigentlich bereits zuvor besessen hat, über das sie aber bis zu diesem Zeitpunkt nicht bewusst hat verfügen können. Dieses Wissen, die Kenntnis der Ideen und aller Dinge, hat sie aus ihrem vorgeburtlichen Dasein mitgebracht. Sie hat es an einem „überhimmlischen Ort“ erworben; hinzu kommen ihre Erfahrungen aus ihren früheren Erdenleben und aus der Unterwelt. Durch Wiedererinnerung (Anamnesis) macht sie sich das verschüttete Wissen verfügbar.[101]

- Die Einzeldinge bewegen sich zwar zwischen den Gegensätzen hin und her, aber die Gegenpole selbst bleiben sich immer gleich. Die Seele ist ein solcher Pol, denn sie ist das Leben in uns. Daher ist sie todlos; sterben kann nur etwas Belebtes, nicht das Leben selbst.[102]

- Im Unterschied zu allen Objekten, deren Bewegungen von außen verursacht werden und mit dem Wegfall des äußeren Verursachers aufhören, bewegt die Seele sich selbst und bewegt auch anderes. Die Eigenschaft, als erste Bewegungsursache von sich aus Bewegung bewirken zu können, gehört zu ihrer Natur und ist ein Definitionsmerkmal. Diese Eigenschaft kommt ihr daher nicht nur in einem bestimmten Zeitraum zu, sondern ist ohne Anfang und Ende. Als erster Ursprung aller Bewegung hat die Selbstbewegung keinen Ursprung in der Welt des Werdens und Vergehens, die eine solche Fähigkeit nicht besitzt und nicht aus sich hervorbringen kann. Daher ist die Seele als Träger dieser Fähigkeit ewig.[103]

- Zu jedem Ding gehören fördernde und schädigende Faktoren; zu letzteren zählt beispielsweise für das Auge eine Augenkrankheit, für das Eisen Rost. Für die Seele ist das Übel, das sie schädigt, „Ungerechtigkeit“ – ein durch Unwissenheit bedingtes Handeln gegen die eigene Natur. Bei einem ungerechten Menschen zeigt sich, dass seine Bosheit seine Seele nicht zerstört wie eine Krankheit den Körper. Das Körperübel kann den Körper zerstören, das Seelenübel kann die Seele nicht zerstören. Also ist die Seele nicht zerstörbar.[104]

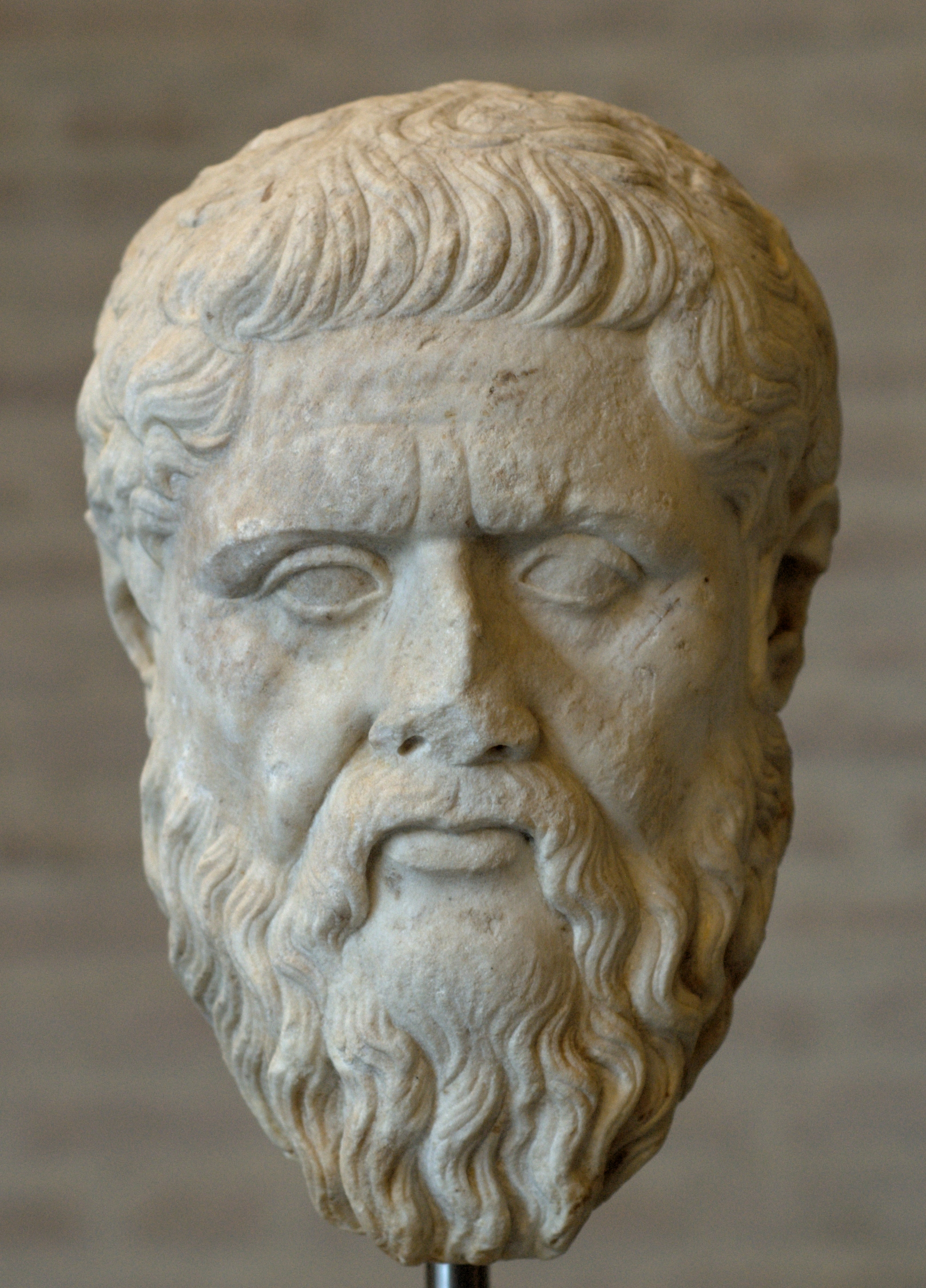
Büste Platons (römische Kopie des griechischen Originals von Silanion, heute in der Münchener Glyptothek)

Die inneren Konflikte der Menschen erklärt Platon damit, dass die Seele aus wesensverschiedenen Teilen bestehe, einem vernunftbegabten (logistikón) mit Sitz im Gehirn, einem triebhaften, begehrenden (epithymētikón) mit Sitz im Unterleib und einem muthaften (thymoeidēs) mit Sitz in der Brust. Der muthafte Seelenteil ordnet sich leicht der Vernunft unter, der begehrende neigt dazu, sich ihr zu widersetzen. Dafür verwendet Platon das Bild eines Pferdewagens: die Vernunft hat als Wagenlenker ein Zweigespann von zwei verschiedenartigen Rossen (Wille und Begehren) zu lenken und dabei das schlechte Ross (das Begehren) zu bändigen, damit jeder Seelenteil die ihm zukommende Funktion in rechter Weise erfüllt. Die naturgemäße Ordnung ist dann gegeben, wenn die Vernunft die sinnlichen Begierden zügelt, welche sie von ihren wesentlichen Aufgaben ablenken, und wenn sie bei ihrer Wahrheitssuche vom Immaterielle – der absolut zuverlässigen Ideenwelt – ausgeht und den irrtumsanfälligen Sinneswahrnehmungen misstraut. Die Funktionen sind nicht strikt aufgeteilt, vielmehr hat jeder Seelenteil eine ihm eigene Form des Begehrens und verfügt über eine kognitive Fähigkeit. Daher können auch die nichtrationalen Teile eigene Meinungen oder zumindest Vorstellungen bilden.
Durch die sehr unterschiedliche Beschaffenheit ihrer Teile ist die Seele uneinheitlich. Dennoch bildet sie nach Platons ursprünglichem Konzept insofern eine Einheit, als alle Seelenteile an der Unsterblichkeit und an der jenseitigen Existenz der Seele teilhaben. Im Spätwerk jedoch fasst Platon die beiden niederen Seelenteile als vergängliche Hinzufügungen zur unsterblichen Vernunftseele auf. Durch diese Verselbständigung der Vernunftseele entsteht ein dreiteiliges (trichotomes) Menschenbild; der Mensch ist aus der Vernunftseele, dem nichtrationalen Seelenbereich und dem Körper zusammengesetzt, die Person ist die Vernunftseele.
Da Platon jede selbständige Bewegung als Beweis für Beseeltheit betrachtet, hält er nicht nur Menschen, Tiere und Pflanzen, sondern auch die Gestirne für beseelt. Auch dem Kosmos als Ganzem schreibt er dieses Merkmal zu; er bezeichnet ihn als ein von der Weltseele beseeltes Lebewesen. Die vernunftbegabte Weltseele ist nach seiner Darstellung vom Demiurgen geschaffen. Auch die Einzelseelen nennt er an verschiedenen Stellen etwas Entstandenes. Wenn man diese Aussage wörtlich im zeitlichen Sinne versteht, widerspricht sie dem Prinzip der Anfangslosigkeit des Unvergänglichen. Schon für die antiken Interpreten stellte sich daher die Frage, was genau mit „geworden“ (gégonen) gemeint ist. Meist deuteten sie – wohl mit Recht – die „Erschaffung“ des Kosmos bzw. der Weltseele im Sinne einer metaphorischen Redewendung, die auf eine ontologische Hierarchie hinweisen soll und nicht im wörtlichen Sinne einer Entstehung zu einem bestimmten Zeitpunkt aufzufassen ist. Demnach ist die Seele überzeitlich, aber ontologisch ist sie etwas Abgeleitetes.
Im Dialog Phaidros beschreibt Platon die Seele als geflügelt. Nach dem Verlust ihrer Flügel sinke sie zur Erde hinab und nehme einen irdischen Körper an. Wenn ein Mensch philosophiere, könnten seiner Seele neue Flügel wachsen, über die sie in der Todesstunde verfüge.

#### Aristoteles

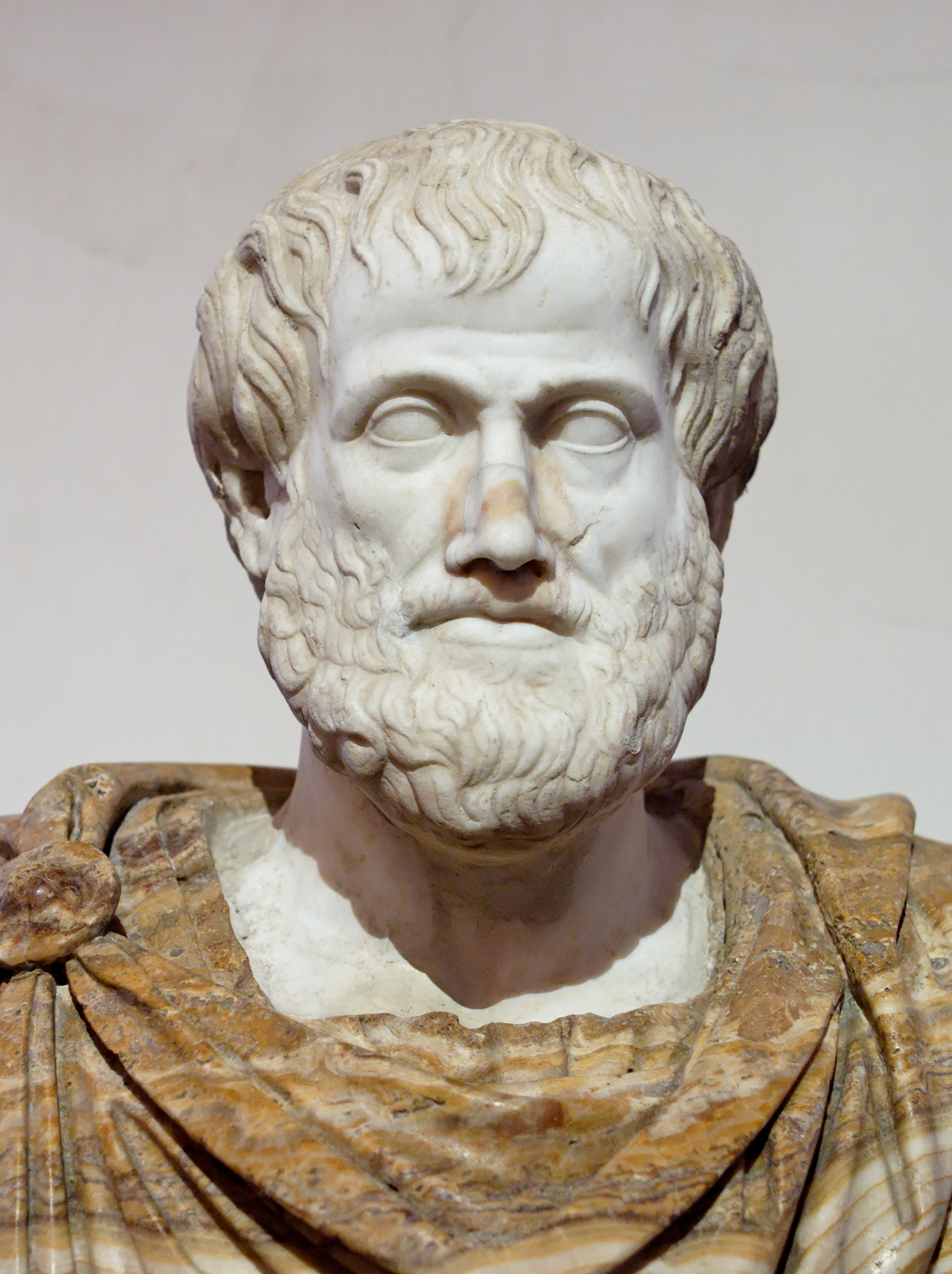
Büste des Aristoteles (römische Marmorkopie nach einem griechischen Bronzeoriginal des Lysipp aus dem späteren 4. Jahrhundert v. Chr., heute im Palazzo Altemps)

Die Seelenlehre des Aristoteles ist in seinem Werk Über die Seele (Peri psychēs, lateinisch De anima) dargelegt; ferner äußert er sich darüber in seinen kleinen naturphilosophischen Schriften („Parva naturalia“). Die Abhandlung Über die Seele bietet auch eine Fülle wertvoller Informationen über die Seelenvorstellungen der Vorsokratiker. In seiner Jugendzeit schrieb Aristoteles den Dialog Eudemos oder Über die Seele, der bis auf Fragmente verloren ist.
Aristoteles erörtert und kritisiert die Auffassungen früherer Philosophen, insbesondere diejenige Platons, und präsentiert seine eigene. Er definiert die Seele als „die erste Entelechie“ (Aktualität, Verwirklichung, Vollendung) „eines natürlichen Körpers, der potentiell Leben hat“; einen solchen Körper bezeichnet er als „organisch“. Die Feststellung, dass der Körper potentiell Leben hat, besagt, dass er von sich aus nur zum Belebtsein geeignet ist; dass die Belebung tatsächlich verwirklicht wird, ergibt sich durch die Seele. Die Seele kann nicht unabhängig vom Körper existieren. Sie ist seine Form und daher nicht von ihm trennbar. Mit der ersten Wirklichkeit der Seele spricht Aristoteles ihre Grundtätigkeit an, die auch im Schlaf nicht aussetzt. Die Grundtätigkeit hält den Organismus zusammen und bewirkt, dass er nicht zerfällt. Sie unterscheidet sich von den Tätigkeiten einzelner seelischer Aspekte, die den verschiedenen Seelenvermögen entsprechen, nach deren Vorkommen Aristoteles das Leben klassifiziert.
Die grundlegenden vegetativen Seelenvermögen Ernährung, Wachstum und Fortpflanzung kommen allem Leben zu, Wahrnehmung, Fortbewegung und Strebevermögen nur den Tieren und dem Menschen. Nur dem Menschen ist das Denken eigen. Die Besonderheit des Menschen, seine für die Denktätigkeit zuständige Instanz, ist der Geist (nous). Der nous ist zwar als Möglichkeit, als „möglicher Intellekt“ (griechisch nous pathētikós oder nous dynámei, lateinisch intellectus possibilis) in der Seele angelegt, als bewirkender Intellekt (später lateinisch intellectus agens genannt) ist er jedoch eine vom Körper und auch von der Seele unabhängige Substanz, die „von außen“ hinzutritt und erst dadurch aus der Möglichkeit des menschlichen Denkens eine Wirklichkeit macht. So entsteht die menschliche Denkseele (noētikḗ psychḗ oder speziell unter dem Aspekt ihrer diskursiven Aktivität dianoētikḗ psychḗ). Sie kann alle Formen in sich aufnehmen. Ihre Erkenntnisse gewinnt sie nicht wie bei Platon durch Wiedererinnerung, sondern aus den Objekten der Sinneswahrnehmung, indem sie abstrahiert. Die Sinneswahrnehmungen und die Emotionen, darunter Affekte, die auch körperlich stark hervortreten – Zorn ist etwa begleitet von einem „Sieden des Blutes und des Warmen um das Herz herum“ –, sind Phänomene der „Sinnenseele“ (to aisthētikón oder aisthētikḗ psychḗ, lateinisch anima sensitiva).
Für Aristoteles ist die Seele ein immaterielles Formprinzip der Lebewesen, Ursache der Bewegung, aber selbst unbewegt. Er lokalisiert sie beim Menschen und den höheren Tierarten hinsichtlich aller ihrer Funktionen im Herz. Sie steuert alle Lebensvorgänge über die Lebenswärme, die im gesamten Körper vorhanden ist. Die Seele wird durch die Zeugung an die Nachkommen weitergegeben; sie ist bereits im Samen anwesend.
Die Existenz von Körper und Seele einschließlich des möglichen Intellekts endet für Aristoteles mit dem Tod. Der aktive Intellekt hingegen ist und bleibt vom physischen Organismus getrennt und ist daher von dessen Tod nicht betroffen; er ist leidensunfähig und unvergänglich. Daraus leitet Aristoteles jedoch keine individuelle Unsterblichkeit der einzelnen Person ab.

#### Stoiker
Die Stoa, eine im späten 4. vorchristlichen Jahrhundert gegründete Philosophenschule, entwickelte ihre Seelenvorstellung von einem materialistischen Ansatz aus. Eine Hauptquelle zur altstoischen Seelenlehre sind Auszüge aus einem verlorenen Werk des Chrysippos von Soloi, das den Titel Über die Seele trug. Chrysippos war das dritte Schuloberhaupt der Stoa. Seine Lehre ist eine Weiterentwicklung derjenigen des Schulgründers Zenon von Kition.
Die Stoiker betrachteten im Gegensatz zu Platonikern und Peripatetikern die Seele als körperlich (feinstofflich). Nach der stoischen Lehre ist die ganze Welt der sinnlich wahrnehmbaren Materie von einer feuerartigen Substanz, dem pneuma, durchzogen. Schon Zenon von Kition nahm eine vernunftbegabte, feurige Weltseele an, die er pneuma nannte. Die Seele eines irdischen Lebewesens (psyche) ist in ihrer Gesamtheit eine spezielle Erscheinungsform des pneuma. Die Einzelseele von Mensch und Tier entsteht zwischen Zeugung und Geburt, indem sich das relativ dichte pneuma in die feinere Qualität der psyche umwandelt; dieser Prozess wird mit der Geburt abgeschlossen. Pflanzen haben keine psyche; ihr Leben basiert auf einer anderen Art von pneuma. Die Seele durchdringt den ganzen Körper, bewahrt dabei aber stets ihre eigene Identität. Im Tod trennt sie sich vom Körper. Sie überlebt zwar nach der altstoischen Lehre zumindest bei manchen Menschen diese Trennung, ist jedoch nicht unsterblich, sondern löst sich zu einem späteren Zeitpunkt auf. Eine Unterwelt als Totenreich gibt es nicht, denn die Seele kann wegen ihrer relativen Leichtigkeit nur emporsteigen.
Die menschliche Seele hat als Besonderheit einen „herrschenden Teil“ (hēgemonikón), der die Tätigkeiten des Intellekts ausführt. Sein Sitz ist nach der Mehrheitsmeinung der Stoiker im Herzen. Vom hēgemonikón gehen auch alle emotionalen Antriebe und überhaupt jede psychische Aktivität aus. Dort werden alle Eindrücke aufgenommen und gedeutet. Neben dem hēgemonikón gibt es sieben untergeordnete Teile bzw. Funktionen: die fünf Sinne, das Sprachvermögen und das Fortpflanzungsvermögen. Im Rahmen dieser materiellen Seelentheorie deuteten die Stoiker die Wechselwirkung zwischen der Seele und dem Körper physikalistisch. Sie führten sie darauf zurück, dass die Seele sich anspanne und entspanne und damit auf den Körper Druck ausübe, worauf sie dessen Widerstand als Gegendruck registriere. Auf diesem Effekt beruhe die Selbstwahrnehmung des Individuums.
Die frühen Stoiker verwarfen die platonische Annahme verschiedenartiger Seelenteile mit unterschiedlichen oder gegensätzlichen, teils irrationalen Neigungen. Sie stellten ihr die Überzeugung entgegen, der herrschende intellektuelle Teil der Seele, das hēgemonikón, sei die einheitliche Instanz, die alle Entscheidungen fälle. Unerwünschte und schädliche Gefühlsregungen erklärten sie als Fehlfunktionen des hēgemonikón, die von seinen falschen Einschätzungen herrührten und insbesondere in Überschreitung der Grenzen des Angemessenen bestünden. So wurde das gesamte Gefühlsleben auf rationale Vorgänge in der Seele zurückgeführt. Was als emotionaler Konflikt erscheint, ist demnach nur Ausdruck eines Schwankens der Vernunft in der Frage, welcher Vorstellung sie zustimmen soll. Daraus zogen die Stoiker die Konsequenz, den Tieren mentale Funktionen weitgehend abzusprechen.
Diese altstoischen Lehren verbreiteten sich in der radikalen, von Chrysippos stammenden Version, wurden aber schon in der mittleren Periode der Stoa erheblich abgewandelt. So lehrte Panaitios von Rhodos im 2. Jahrhundert v. Chr., dass die Seele mit dem Körper sterbe. Sein Schüler Poseidonios vertrat die Existenz der Seele vor der Entstehung des Körpers und ihre Fortdauer nach dem Tod, hielt aber an ihrer Vergänglichkeit fest. Er sprach ihr eine irrationale Komponente zu. In der jüngeren Stoa der römischen Kaiserzeit vermieden Seneca († 65) und Mark Aurel († 180) eine eindeutige Festlegung hinsichtlich der Frage, was beim Tod aus der Seele wird, doch stand auch für diese Stoiker fest, dass ein allfälliges Fortbestehen der körperlosen Seele zeitlich begrenzt und Unvergänglichkeit auszuschließen ist.

#### Epikureer
Epikur (342/341–271/270) fasste im Rahmen seines konsequenten Atomismus auch die Seele als materiellen Bestandteil des physischen Organismus auf, er hielt sie für einen Körper innerhalb des Körpers. Daher gehört in seiner Philosophie die Seelenkunde zur Physik. Er verglich die Seelenmaterie mit Wind und Hitze und meinte, dass sie sich über den gesamten Körper verteile. Von der grobstofflichen Materie unterscheide sich die seelische durch ihre feinere Beschaffenheit. Der römische Epikureer Lukrez beschrieb sie als eine Mischung von wärmeartigen, luftartigen und windartigen Atomen sowie einer vierten Atomart, welche die Übermittlung von Sinneswahrnehmungen an den Verstand ermögliche. Diese Atome seien glatt, rund und besonders klein und daher beweglicher als diejenigen der sonstigen Materie. Dies erkläre die Geschwindigkeit der Gedanken. Als den Ort der psychischen Aktivität bezeichnete Lukrez die Brust. Wenn der Tod eintritt, löst sich nach der epikureischen Lehre die Seele auf, da ihre atomaren Bestandteile sich schnell zerstreuen. Der Zusammenhalt der Seelenmaterie ist nur durch deren Anwesenheit im Körper möglich. Die Wahrnehmung geschieht dadurch, dass sich von den Wahrnehmungsobjekten ständig Atome ablösen, die der Struktur ihrer Herkunftsobjekte entsprechen und daher deren Abbilder sind. Sie strömen in alle Richtungen und erreichen so auch die wahrnehmende Seele, in der sie entsprechende Eindrücke erzeugen. Somit setzt jede mentale Veränderung eine atomare voraus. Den durchgängigen Determinismus, der aus einem solchen Weltbild abgeleitet werden kann, lehnte Epikur jedoch ab; er schrieb den Atomen geringfügige nicht determinierte Abweichungen von den Bahnen zu, denen sie nach physikalischer Gesetzmäßigkeit folgen müssten, und schaffte damit Raum für die Vorstellung, dass es einen Zufall gibt.

#### Mittel- und Neuplatoniker
Der einflussreiche Mittelplatoniker Numenios und die Neuplatoniker forderten eine Rückkehr zur ursprünglichen Lehre Platons, wobei sie die Kosmologie und die Seelenlehre betonten. Im Neuplatonismus wurde der platonische Grundsatz, das philosophische Leben als Vorbereitung auf den Tod – das heißt auf ein nachtodliches Dasein der Seele – aufzufassen, besonders akzentuiert. In der Spätantike stand die religiöse Dimension des Platonismus im Vordergrund. Der Neuplatonismus präsentierte sich als seelenbezogener Erlösungsweg und konkurrierte als solcher mit dem Christentum. Die Präexistenz und Unsterblichkeit der Seele und die Seelenwanderung sowie das Ziel der Befreiung von der Materie waren Kernpunkte der neuplatonischen Philosophie, ebenso wie die Herkunft der Seele aus der immateriellen, göttlichen Welt und die Möglichkeit ihrer Rückkehr in diese Heimat.
In manchen Einzelheiten gingen die Meinungen der Neuplatoniker allerdings auseinander. Plotin hielt an der pythagoreischen, auch von Platon vertretenen Auffassung fest, dass tierische und menschliche Seelen von Natur aus wesensgleich seien. Aus seiner Sicht sind die Unterschiede zwischen Menschen, Tieren und Pflanzen nur Äußerlichkeiten, die mit der Verschiedenheit ihrer Körperhüllen zusammenhängen; sie spiegeln den jeweiligen zeitbedingten Zustand der Seelen. Konsequenterweise behauptete er sogar, die menschlichen Seelen seien von Natur aus den Göttern gleich. Im Gegensatz dazu lehrten Iamblichos von Chalkis, Syrianos und die anderen späten Neuplatoniker, die Menschenseele sei ihrer Natur nach von den Seelen der vernunftlosen Lebewesen verschieden und inkarniere sich daher nur in menschlichen Körpern. Iamblichos verwarf auch die Lehre Plotins, nach der die Seele während ihres Aufenthalts im Körper ständig mit der intelligiblen Welt verbunden ist, da ihr oberster Teil immer dort weilt. Diese Annahme hielt er für unvereinbar mit der Erfahrung, dass die Seele im Körper Unglück erlebt. Auch Proklos lehnte diese Auffassung Plotins ab.
Auch das platonische Konzept der Weltseele bauten die Mittel- und Neuplatoniker aus. So betrachtete Plotin die Weltseele als dritthöchste Hypostase im hierarchischen Aufbau der Gesamtwirklichkeit. Sie steht in Plotins Modell unterhalb des Einen und des aus dem Einen hervorgegangenen nous, der Weltvernunft. Die Weltseele ist aus dem nous „entstanden“, was aber nicht in zeitlichem Sinn zu verstehen ist, sondern metaphorisch im Sinn einer überzeitlichen ontologischen Ordnung. Sie gehört der intelligiblen Welt als deren unterster Teil an. Unmittelbar darunter beginnt die sinnlich wahrnehmbare Welt, die Welt des „Werdens und Vergehens“, auf welche die Weltseele einwirkt. Nach Plotins Überzeugung umfasst die Weltseele alle Einzelseelen. Das Weltall ist ein einheitliches, von ihr beseeltes Lebewesen, woraus sich die Verbundenheit aller seiner Teile miteinander ergibt.

#### Mythologie und Kunst

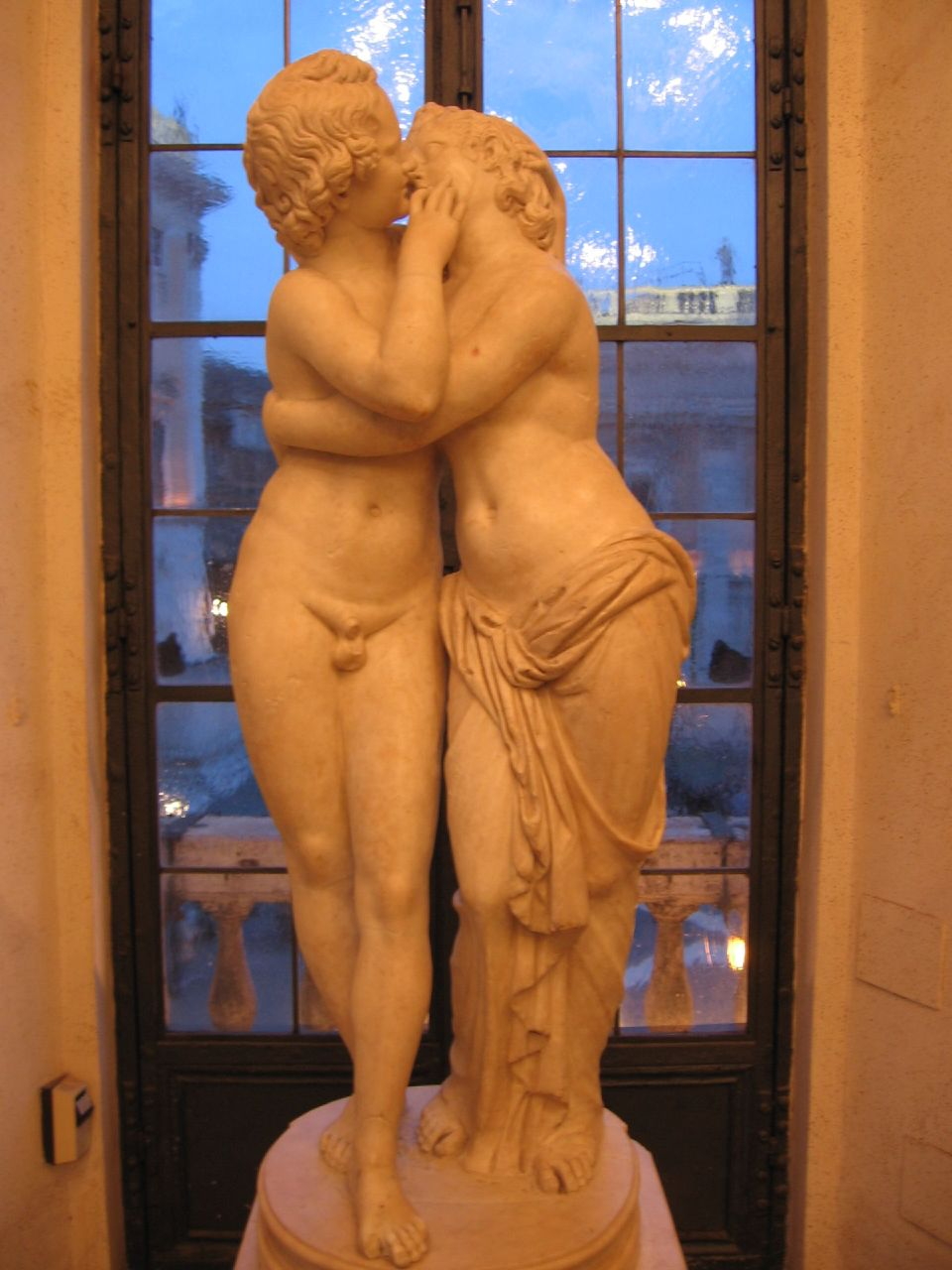
Amor und Psyche (römische Kopie einer hellenistischen Skulptur, Kapitolinische Museen, Rom)

In der Mythologie ist Psyche erst im 2. Jahrhundert literarisch belegt, als Hauptfigur in der Erzählung Amor und Psyche des römischen Schriftstellers Apuleius. Dort erscheint Psyche als sterbliche Königstochter, die von ihrem Gemahl, dem Gott Amor, verlassen wird. Erst nachdem sie gefährliche Aufgaben bewältigt hat, darunter einen Abstieg in die Unterwelt, kann sie wieder mit ihm vereint werden und wird unter die Unsterblichen aufgenommen. Ob das Hauptanliegen des Autors phantasievolle, humoristische Unterhaltung war oder ein religiöses, an den Himmelsflug der Seele in Platons Phaidros anknüpfendes Läuterungsmotiv, wobei Psyche als Allegorie der menschlichen Seele aufzufassen wäre, wird in der Literaturwissenschaft kontrovers diskutiert.
Das Motiv der Verbindung von Amor und Psyche ist allerdings weit älter. In der griechischen bildenden Kunst kommen Mädchen mit Vogelflügeln (später auch Schmetterlingsflügeln), die wohl als Psyche-Darstellungen anzusehen sind, an der Seite von ebenfalls geflügelten Amor-Gestalten schon seit dem 5. Jahrhundert v. Chr. vor. Gelegentlich erscheint auf Gemälden in Pompeji Psyche mit Fledermausflügeln in Anknüpfung an eine Stelle in der Odyssee, wo die Seelen der Toten mit Fledermäusen verglichen werden. Beliebt waren in der Antike Abbildungen der Seele als Seelenvogel oder Schmetterling, vor allem als Nachtfalter. Vasenmaler stellten die Seele oft als eidōlon dar, als kleine geflügelte oder ungeflügelte, meist in der Luft flatternde oder durch die Luft eilende Gestalt eines Verstorbenen. Mitunter findet sich in Kunst und Literatur auch das Motiv der Seele in Schlangengestalt; so berichtet Porphyrios in seiner Biographie Plotins über den Tod des Philosophen: „Da kroch eine Schlange unter der Bettstatt hindurch, auf der er lag, und schlüpfte in ein Loch in der Wand, und er gab seinen Geist auf.“ Offensichtlich ist hier die Seelenschlange gemeint.

#### Die Frage nach dem Sitz der Seele
Schon in der Antike wurde versucht, den Sitz der Seele im Körper zu ermitteln und auch einzelne psychische Funktionen zu lokalisieren. Heraklit verglich die Seele mit einer Spinne, die in der Mitte ihres Netzes sitzt und, sobald eine Fliege einen der Fäden zerreißt, schnell herzueilt, als würde ihr der Schaden im Netz Schmerz bereiten. So wie die Spinne begebe sich die Seele, wenn ein Körperteil verletzt sei, schleunig dorthin, als wäre ihr die Verletzung des Körpers unerträglich. Aristoteles hielt das Gehirn für blutlos und meinte daher, es könne für die Verarbeitung der Sinneswahrnehmungen keine Rolle spielen. Er nahm an, dass alle Nerven von Sinnesorganen und Haut zum Herzen führten und dieses der Sitz der Seele und der Sinnesempfindungen sei. Im Zeitalter des Hellenismus gingen die Meinungen über den Ort des Steuerungszentrums (hēgemonikón) der mentalen Vorgänge auseinander; die Lokalisierung im Herzen wurde von einem großen Teil der Gelehrten vertreten, während andere für das Gehirn plädierten. Schon im 3. Jahrhundert v. Chr. untersuchte der Anatom Herophilos von Chalkedon die vier Hirnventrikel; er vermutete das wichtigste Steuerungszentrum im vierten (hintersten) Ventrikel.
Ein Hauptvertreter der Gehirnhypothese war der berühmte Arzt Galenos (2. Jahrhundert), der anatomisch argumentierte. Er meinte zwar, dass die Seele sich im Gehirn befinde, ortete sie aber nicht im Ventrikelsystem und wies die einzelnen Verstandestätigkeiten nicht bestimmten Hirnbereichen zu. Diese Zuweisung ist erst im späten vierten Jahrhundert bezeugt (Poseidonios von Byzanz, Nemesios von Emesa). Nemesios bezeichnete die beiden vorderen Ventrikel als die Organe, die für die Auswertung der Sinneswahrnehmungen und das Vorstellungsvermögen (phantastikón) zuständig sind, den mittleren als Organ des Denkvermögens (dianoētikón) und den hintersten als Organ des Gedächtnisses (mnēmoneutikón). Er argumentierte, man könne dies bei Schädigungen einzelner Ventrikel erkennen, die jeweils zur Störung oder zum Verlust der zugehörigen mentalen Funktionen führen, und erklärte damit auch unterschiedliche psychische Krankheiten.

### Judentum

#### Antike
In der hebräischen Bibel, dem Tanach, stellen „Seele“ und Körper Aspekte des als Einheit aufgefassten Menschen dar. Die den Körper belebende Kraft – in religionswissenschaftlicher Terminologie die Körperseele oder Vitalseele – heißt im biblischen Hebräisch nefesch (נפש), neschama oder auch ru'ach (רוח). Alle drei Begriffe bezeichnen ursprünglich den Atem. Weder nefesch noch neschama noch ru'ach ist etwas spezifisch Menschliches; die drei Ausdrücke werden auch für Tiere verwendet.

##### Neschama
Neschama (hebräisch נְשָׁמָה) ist der Lebensatem, den laut dem Buch Genesis Gott seinem aus Erde geformten Geschöpf Adam in die Nase einblies, womit er ihn zu einem lebendigen Wesen (nefesch) machte. Die konkrete Grundbedeutung von nefesch ist „Atem“ und „Atemweg“, „Kehle“ sowie wegen des Fehlens einer begrifflichen Unterscheidung zwischen Luft- und Speiseröhre auch „Gurgel“, „Schlund“. Daher bezeichnet das Wort auch die Quelle des mit der Nahrungsaufnahme verbundenen Verlangens (Hunger und Durst, Appetit und Gier) und in erweitertem Sinne auch den Sitz von sonstigem Begehren, von Leidenschaften und Gefühlen wie Rachedurst, Sehnen und Zuneigung.

##### Nefesch
Nefesch (hebräisch נֶפֶשׁ næfæš) ist als der belebende Atem die Lebenskraft, die den Menschen beim Tode verlässt, und das Leben, das bedroht, riskiert oder ausgelöscht wird. Im weitesten Sinne steht nefesch auch für den gesamten Menschen mit Einbeziehung des Körpers und bedeutet dann „Person“ (auch beim Zählen von Personen). Der Mensch hat nicht eine nefesch, sondern er ist sie und lebt als nefesch. Daher wird nefesch auch als Ersatz für ein Pronomen verwendet, etwa in der Bedeutung von „jemand“. Der Gott JHWH hat eine nefesch, bei der er schwört. Sie kommt im Tanach einundzwanzigmal vor, allerdings nicht in allen seinen Teilen. Der physische Träger der Lebenskraft ist das Blut. Ob das Wort nefesch sogar „Leichnam“ bedeuten konnte, ist strittig. Jedenfalls ist die in älteren deutschen Übersetzungen des Tanach übliche Wiedergabe mit „Seele“ unpassend. Der Tanach schreibt nefesch weder eine Existenz vor der Entstehung des Körpers noch Unsterblichkeit zu, und nefesch tritt nirgends losgelöst vom Körper auf.

##### Ru'ach
Ru'ach (hebräisch רוּחַ rûaḥ) verbindet die Bedeutungen „Atem“, „Wind“ und „Geist“. Zu den einschlägigen hebräischen Ausdrücken gehört ferner das Wort leb („Herz“). Es bezeichnet neben dem physischen Organ auch die Lebenskraft, den Sitz der intellektuellen Fähigkeiten und der Gefühle, des Willens und der Entschlüsse und im weitesten Sinne die ganze Person.

##### Hellenistisches Judentum
Teile des späten, insbesondere des hellenistischen Judentums kannten eine Fortexistenz des Menschen nach seinem irdischen Tode, die für einen Teil der Autoren mit einer leiblichen Auferstehung verbunden sein musste, während andere an eine vom Körper losgelöste Seele dachten. Es wurde ein Weltgericht beschrieben, in welchem die Toten nach ihren Werken gerichtet werden.
In den Schriften aus der Zeit des Zweiten Tempels und im Judentum der Diaspora (vor und nach der Zerstörung des Tempels im Jahre 70 n. Chr.) bestanden widersprüchliche Vorstellungen nebeneinander. Die rabbinischen Theologen vertraten sehr unterschiedliche Ansichten. Einerseits wurde die „Seele“ weiterhin mit dem Leben oder der Person gleichgesetzt, andererseits übernahmen griechisch beeinflusste gebildete Juden aus dem Platonismus und den philosophischen Strömungen des Hellenismus die Auffassung der Seele als eines eigenständigen, unabhängig vom Körper existierenden Wesens. Unter ihnen war die Ansicht verbreitet, die Seele sei himmlischer Herkunft, der Leib irdischen Ursprungs. Die Essener nahmen nach dem Bericht des jüdischen Geschichtsschreibers Flavius Josephus eine unsterbliche, feinstoffliche Seele an, die im Körper wie in einem Gefängnis lebt und beim Tode befreit wird. Die Pharisäer glaubten an eine Auferstehung, die Sadduzäer hingegen bestritten Unsterblichkeit und Auferstehung.
Der im frühen 1. Jahrhundert tätige, stark vom Platonismus beeinflusste Philosoph Philon von Alexandrien meinte, die Vernunftseele sei zwar für ein ewiges Leben bestimmt, doch seien manche Seelen nicht in der Lage, diese Bestimmung zu erfüllen. Die Unsterblichkeit komme nicht von Natur aus allen Seelen zu, sondern sei die Belohnung für richtiges Verhalten während des irdischen Lebens. Nur den Tugendhaften sei die Ewigkeit beschieden, für schlechte Menschen sei der Tod des Körpers mit Auslöschung ihrer Seelen verbunden.
Bei amoräischen Gelehrten kam die Annahme der Präexistenz der Seele hinzu. Um 300 n. Chr. lehrte Rabbi Levi, Gott habe sich mit den Seelen beraten, bevor er sein Schöpfungswerk ausführte.

#### Mittelalter und Neuzeit
In der mittelalterlichen jüdischen Philosophie setzte sich seit dem 9. und 10. Jahrhundert (Saadja ben Josef Gaon, Isaak Israeli) unter dem prägenden Einfluss des Platonismus (nunmehr einschließlich des Neuplatonismus), der später auch indirekt über Avicenna rezipiert wurde, die Überzeugung von der Unsterblichkeit der Seele durch, die Saadja mit einem betonten Auferstehungsglauben verband. Für die Unsterblichkeit plädierten insbesondere jüdische Neuplatoniker des 11. und 12. Jahrhunderts wie Solomon ibn Gabirol (Avicebron), Bachja ben Josef ibn Paquda, Abraham bar Chijja und Abraham ben Meir ibn Ezra. Allerdings verstanden manche jüdische Philosophen des Mittelalters unter Unsterblichkeit nicht eine individuelle Fortexistenz, sondern ein Aufgehen der Seelen der Verstorbenen in der geistigen Welt. Dabei gingen sie davon aus, dass die Materie als Individuationsprinzip mit dem Tode wegfalle und die einzelne Seele ihr auf diesem Prinzip basierendes separates Dasein ohne den Körper nicht fortsetzen könne. Die Seele, die Saadja noch für feinstofflich gehalten hatte, wurde seit dem Hochmittelalter allgemein als unkörperliche Substanz aufgefasst; man betonte ihren rationalen Aspekt. Schwierigkeiten bereitete die Unsterblichkeitsidee den Aristotelikern des 12. Jahrhunderts, Abraham ibn Daud (Abraham ben David Halevi) und Maimonides (Mosche ben Maimon), die die Seele in aristotelischem Sinne als Form des Körpers betrachteten. Während Abraham ibn Daud meinte, dass die Seele mit dem Körper entstehe, aber in der Unsterblichkeitsfrage der platonischen Auffassung folgte, unterschied Maimonides zwischen einer angeborenen, sterblichen Seele und einer erworbenen, den Körper überdauernden Vernunftseele. Anscheinend glaubte Maimonides, dass die Vernunftseele im Jenseits nicht ein separates Individuum bleibe, sondern im göttlichen aktiven Intellekt aufgehe, doch vermied er es, dies klar zu formulieren.
Noch stärker als bei den mittelalterlichen jüdischen Philosophen machte sich die neuplatonische Denkweise in der Kabbala bemerkbar. Dort wurde die Präexistenz der Seele und die Seelenwanderung (hebräisch gilgul) gelehrt. Nach einer im Buch Bahir dargestellten Tradition gibt es eine feste Zahl von präexistenten Seelen. Anfänglich waren sie alle an einem guf genannten Ort versammelt, der Stätte der Seelen, die auf ihren Eintritt in einen Körper warten. Da laufend Menschen geboren werden, entleert sich der guf im Lauf der Zeit, bis schließlich die Geschichte durch völlige Entleerung des guf ihr Ende erreichen wird. Allerdings verzögert sich dieser Prozess durch die Sünde, denn unreine Seelen müssen zu ihrer Läuterung die Seelenwanderung durchmachen. In kabbalistischem Schrifttum kommt die Seelenwanderung seit dem 12. Jahrhundert vor. Insbesondere in der von Isaak Luria (1534–1572) begründeten lurianischen Kabbala, einer in der Folgezeit einflussreichen Strömung, spielt sie eine wichtige Rolle.

### Christentum

#### Neues Testament
Im Neuen Testament kommt der griechische Begriff ψυχή (psyche) vor, der in älteren Bibelübersetzungen mit „Seele“ wiedergegeben wird. Schon in der Septuaginta, der von jüdischen Gelehrten angefertigten griechischen Tanach-Übersetzung, war der hebräische Begriff נפש (nefesch) mit psyche übersetzt worden. In den Evangelien ist an den meisten Stellen, wo von psyche die Rede ist, „Leben“ im Sinne von nefesch gemeint, speziell zur Bezeichnung der Eigenschaft eines bestimmten Individuums – Mensch oder Tier –, lebendig zu sein. Dahinter steht die traditionelle Vorstellung eines mit dem Atem verbundenen, in der Kehle lokalisierten „Lebensorgans“. In diesem Sinne ist davon die Rede, dass die psyche als das Leben einer Person bedroht ist (Mt 2,20 ), etwa durch Mangel an Nahrung (Mt 6,25 ; Lk 12,22f. ), oder dass sie entzogen wird (Lk 12,20 ) und verloren wird (Mk 8,35–37 ). Die psyche ist der Sitz und Ausgangspunkt des Denkens, Fühlens und Wollens. In den neueren Bibelübersetzungen wird psyche nicht mit „Seele“, sondern mit „Leben“, „Mensch“ oder einem Personalpronomen übersetzt. Dieser ganzheitlichen Auffassung vom Menschen entspricht die schon im Urchristentum vorhandene Vorstellung einer leiblichen Auferstehung und einer leib-seelischen Einheit bei den Auferstandenen im Jenseits. Die Auferstehung Jesu wird als „Wiederaufnehmen“ der zuvor „hingegebenen“ psyche verstanden (Joh 10,17f. ).
Andere Stellen zeigen jedoch, dass das neutestamentliche Verhältnis von Leib und Seele kompliziert ist. Der Begriff psyche ist unscharf, an manchen Stellen wohl mehrdeutig, die Übergänge zwischen seinen Bedeutungen sind fließend. Erkennbar ist ein Bedeutungswandel: Die Sprachentwicklung spiegelt das Aufkommen dualistischer Vorstellungen von Leib und Seele in der Anthropologie des hellenistischen Judentums. Die psyche im Sinne des neuen, hellenistisch geprägten Sprachgebrauchs existiert – anders als die alttestamentliche nefesch – unabhängig vom Leib und kann nicht getötet werden (Mt 10,28 ; siehe auch Offb 6,9  und Offb 20,4 ). Sie wird als ein dem Leib gegenüberstehender Teil des Menschen aufgefasst. Diese Bedeutungsverschiebung lässt sich durch den Einfluss philosophischer Konzepte griechischen Ursprungs erklären. Nach 1 Petr 3,19f.  begab sich Jesus – anscheinend zwischen seinem Tod und seiner Auferstehung, also ohne seinen Leib – zu „im Kerker“ gefangenen „Geistern“, die zur Zeit der Sintflut ungehorsam gewesen waren, und predigte ihnen. Mit „Geistern“ (griechisch pneúmasin) sind hier vermutlich Seelen gemeint, die den Tod ihrer Körper überlebt haben und sich in der Unterwelt (Scheol) aufhalten; die Aussage wird traditionell und auch in neuerer Fachliteratur auf die „Höllenfahrt Christi“ bezogen, die Interpretation der schwierigen Stelle ist allerdings strittig. Dass den Toten – also körperlosen Seelen verstorbener Menschen – das Evangelium verkündet worden sei, wird in 1 Petr 4,6  mitgeteilt. In Offb 6,9–11  sieht der Visionär „die Seelen (psychás) derer, die geschlachtet worden waren“ und hört sie mit lauter Stimme rufen. Hier wird die Vorstellung einer Wahrnehmungs- und Handlungsfähigkeit der Seelen, die nach der Vernichtung ihrer Körper weiterhin leben, vorausgesetzt.
Der Apostel Paulus verwendet den Begriff psyche in seinen Briefen nur elfmal und vermeidet ihn bei Aussagen über das Leben nach dem Tode. Seine Seelenvorstellung ist teils von jüdischem Denken, teils von der griechischen Philosophie und ihrer Terminologie geprägt.

#### Epoche der Kirchenväter
Die Apologeten des 2. Jahrhunderts setzten sich im Rahmen ihrer Verteidigung des Christentums auch mit den damals verbreiteten philosophischen Auffassungen über die Seele auseinander. Sie nahmen zwar wie die Platoniker und alle späteren Kirchenväter eine Fortexistenz der Seele bzw. des Geistes nach dem Tode an, bestanden aber wegen der Auferstehungslehre auf einer Verbindung von Leib und Seele auch im Jenseits, einer für Platoniker ausgeschlossenen Vorstellung. Justin der Märtyrer verwarf die platonische Lehre, wonach die Seele von Natur aus unsterblich ist; er meinte, sie sei ihrer eigenen Natur nach vergänglich und nur durch Gottes Willen unsterblich. Tatian bezeichnete die Seele als zusammengesetzt. Er unterschied zwischen einer von Natur aus sterblichen Seele (psyche), welche auch Tiere haben (denen er sogar Verstand zusprach), und einem unsterblichen Geist (pneuma) des Menschen. In der Schrift Über die Auferstehung der Toten aus dem 2. Jahrhundert, die vielleicht von Athenagoras von Athen stammt, wird behauptet, die Auferstehung des Leibes und seine Wiedervereinigung mit der Seele sei notwendig. Der Argumentation des Autors zufolge würde die menschliche Natur als solche aufgehoben, wenn die Seele allein fortbestünde. Die Verbindung der Seele mit dem Körper wäre zwecklos, wenn sie auf die Dauer des irdischen Lebens beschränkt bliebe. Diese Möglichkeit sei auszuschließen, denn unter Gottes Werken und Gaben könne nichts Unnützes sein. Daher müsse auch die Verbindung der beiden Bestandteile des Menschen sinnvoll und somit auf Dauerhaftigkeit angelegt sein.
Auch Bischof Irenäus von Lyon, der sich in der zweiten Hälfte des 2. Jahrhunderts als theologischer Schriftsteller betätigte, nahm zum nachtodlichen Schicksal der Seele Stellung. Er lehrte, dass nach dem Tode des Körpers die Seele dessen Merkmale und Form behalte und sich in die Unterwelt (Hades) begeben müsse, die sie erst zur Zeit der künftigen Auferstehung verlassen werde. Bei der Auferstehung erhalte sie wiederum ihren Leib. Irenäus bekämpfte die christlichen Gnostiker, darunter die Karpokratianer, die die Seele für präexistent hielten und eine Seelenwanderung annahmen. Er meinte, der „natürliche“ Mensch sei aus Leib und Seele zusammengesetzt, der „vollkommene Mensch“ hingegen sei dreiteilig, da der „Geist Gottes“ in seine Seele eintrete und sich mit ihr verbinde.
Tertullian († nach 220), der sich scharf gegen die griechische Philosophie wandte, verfasste eine Schrift Über die Seele. Er betrachtete die Seele als materiell (feinstofflich, licht- und luftartig) und schrieb ihr eine Gestalt zu, die derjenigen des Körpers entspreche. Dabei argumentierte er, dass die Seele keine Auswirkungen körperlicher Zustände erleben könnte, wenn sie nicht selbst körperlich wäre. Nach seiner Ansicht ist sie von Natur aus unsterblich und hinsichtlich ihrer Substanz einfach (einheitlich), er lehnte also die Idee von Seelenteilen ab. Tertullian meinte, dass die Seele des Kindes bei der Zeugung aus dem Samen des Vaters hervorgehe wie ein Spross aus einer Pflanze und daher jede Menschenseele ein Zweig aus Adams Seele sei. Durch diese Übertragung elterlicher Seelensubstanz auf das Kind erklärte er die Vererbung geistiger Eigenschaften und die (damals noch nicht so bezeichnete) Erbsünde. Diese Lehre, der Traduzianismus (von lateinisch tradux, „Spross“), eine Form des Generatianismus, fand als Erklärung für die Erbsünde manche Befürworter, wurde aber später von der katholischen Kirche verworfen.
Clemens von Alexandria († 215 oder 221) war stark von der platonischen und der stoischen Denkweise beeinflusst. Er hielt die Seele zwar für feinstofflich, im Unterschied zu Tertullian bezeichnete er sie jedoch als (relativ) unkörperlich. Er unterschied zwei Seelenteile, das pneuma hegemonikón („regierender Geist“, Vernunftseele) und einen niederen, vernunftlosen Teil (Wahrnehmung, emotionale und vegetative Funktionen); daneben verwendete er gelegentlich auch ein auf stoischen Ideen fußendes Schema mit zehn Seelenteilen. Für den vernunftlosen Seelenteil nahm er Fortpflanzung im Sinne des Generatianismus an, die Vernunftseele trete dann hinzu. Wie auch andere Kirchenväter meinte Clemens, die Seele warte im Hades auf die Auferstehung des Leibes.
Ein Schüler des Clemens war Origenes († um 253/254). Nach seiner Argumentation muss die Seele (das heißt, ihr geistiger Teil oder Aspekt) unkörperlich sein, denn sonst könnte sie Unsichtbares und Unkörperliches nicht erkennen und auch nicht über ein Gedächtnis verfügen; auch müsste ihr, wenn sie körperlich wäre, eine bestimmte sinnlich wahrnehmbare Substanz als Objekt zugeordnet sein so wie den körperlichen Sinnen. Origenes nahm eine Präexistenz der Seele an. Später wurde ihm von gegnerischer Seite unterstellt, er habe auch die Seelenwanderung gelehrt. Er vertrat eine trichotome (dreiteilige) Anthropologie, wonach der Mensch aus einer Dreiheit besteht: Körper, Seele und „Lebensgeist“; außerdem erwog er die Möglichkeit, dass im Menschen zwei Seelen sind, eine präexistente himmlische und daneben eine niedere irdische, die bei der Zeugung entsteht; diese Frage ließ er offen.
Laktanz († wohl 325) vertrat als erster klar und nachdrücklich den Kreatianismus, die dem Traduzianismus entgegengesetzte Lehre, die sich später in der katholischen Kirche gänzlich durchgesetzt hat. Der Kreatianismus besagt, dass die Seele weder vor der Zeugung bereits in einer geistigen Welt existiert noch durch die Fortpflanzung von den Eltern empfangen wird, sondern zum Zeitpunkt der Empfängnis unmittelbar von Gott geschaffen und in den sich bildenden Körper eingefügt wird. Auch Hieronymus trat für den Kreatianismus ein. Augustinus († 430) hingegen schwankte, da er für den Kreatianismus einerseits Verständnis aufbrachte, andererseits aber nicht in der Lage war, eine solche Erschaffung der Seelen mit der Erbsünde zu vereinbaren. Er vertrat die Einheit der Seele gegen die platonische Lehre von den Seelenteilen, nahm aber innerhalb der Seele eine Stufung in Anlehnung an die aristotelischen Tradition vor: rationale Seele (Seelenfunktion) mit Geist (mens) und Willen, irrationale Seelenfunktion mit Trieb, Sinneswahrnehmung und Gedächtnis und „nur lebende“ (vegetative) Seelenfunktion. Eingehend bemühte sich Augustinus um einen Nachweis der Unkörperlichkeit und Immaterialität der Seele.
Eine dreiteilige Anthropologie mit soma, psyche und nous (Körper, Seele und Geist) vertrat im späten 4. Jahrhundert der Bischof Apollinaris von Laodicea, wobei er sich auf eine Paulus-Stelle berief. Seine Anwendung dieser Lehre auf die Christologie, wonach Christus eine menschliche psyche hat, an die Stelle des menschlichen nous bei ihm jedoch der göttliche logos tritt, wurde später von der Kirche verurteilt.

#### Mittelalter

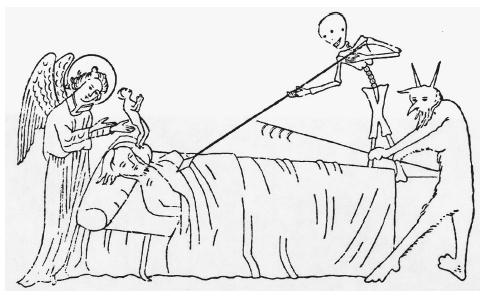
Die Seele eines sterbenden Mannes wird beim Verlassen des Körpers von einem Dämon bedroht, ein Engel bietet ihr Schutz. Zeichnung in einer Ars moriendi aus England, 14. Jahrhundert

Die katholische Seelenlehre des Mittelalters orientierte sich jahrhundertelang an den Kirchenvätern, vor allem an Augustinus, dessen Ansichten in dem populären Traktat De statu animae („Über die Beschaffenheit der Seele“) des Kirchenschriftstellers Claudianus Mamertus (5. Jahrhundert) und in der aus dem 6. Jahrhundert stammenden Schrift Cassiodors De anima („Über die Seele“) zusammengefasst waren. Der Einfluss der platonischen Denkweise machte sich sowohl durch Augustinus als auch durch die ebenfalls sehr geschätzten theologischen Werke des spätantiken Neuplatonikers Pseudo-Dionysius Areopagita geltend. Hinzu kam der seit dem 11. Jahrhundert in lateinischer Übersetzung vorliegende spätantike Traktat Über die Natur des Menschen des Bischofs Nemesios von Emesa, der für die Betrachtung der Seele unter anthropologischem Gesichtspunkt eine wichtige Rolle spielte. Nemesios trat für die Präexistenz der Seele ein. Als Anhänger der platonischen Auffassung, die der Seele ein eigenständiges Dasein zuschreibt, bekämpfte er die aristotelische Lehre von der Seele als Entelechie des Leibes.
Besonders stark vom Platonismus beeinflusst war der irische Philosoph Johannes Scottus Eriugena (9. Jahrhundert), der meinte, dass der Mensch nicht einen Intellekt habe, sondern sein „wahres und höchstes Wesen“ nichts anderes als der Intellekt sei. Die menschliche Seele betrachtete Eriugena als einen Aspekt der Weltseele. Auch im 12. Jahrhundert griffen einige Theologen, insbesondere Abaelard, Wilhelm von Conches und Thierry von Chartres, die platonische Idee einer Weltseele auf. Sie identifizierten die Weltseele mit dem Heiligen Geist. Diese Auffassung erregte allerdings Anstoß und wurde auf Betreiben Bernhards von Clairvaux von der Kirche verurteilt; daraufhin gaben Abaelard und Wilhelm von Conches sie auf. Andere Theologen des 12. Jahrhunderts wie Robert von Melun und der einflussreiche Augustiner-Chorherr Hugo von St. Viktor meinten, dass das Personsein des Menschen allein der Seele zukomme und diese daher der eigentliche Mensch sei. Die Gegenposition, wonach nicht die Seele, sondern nur der Mensch als Person bezeichnet werden kann, vertraten Gilbert von Poitiers (Gilbertus Porretanus) und seine Schüler; dieser Standpunkt setzte sich schließlich durch. Die meisten Theologen waren damals der Meinung, die Unsterblichkeit der Seele sei philosophisch nicht beweisbar und nur aus der biblischen Offenbarung abzuleiten.
Die Vorherrschaft der platonischen Seelenauffassung endete, nachdem die im 12. Jahrhundert von Jakob von Venedig angefertigte lateinische Übersetzung von Aristoteles’ Schrift De anima („Über die Seele“) im frühen 13. Jahrhundert in Gelehrtenkreisen allgemein bekannt geworden war. Dieses Werk wurde zusammen mit dem ausführlichen Kommentar des Averroes eifrig studiert und oft kommentiert; ebenso wie andere Schriften des Aristoteles wurde es an den Universitäten ein grundlegendes Lehrbuch. Der aristotelische Grundsatz, dass die Seele die Entelechie des Körpers ist und das Verhältnis der beiden dasjenige von Form und Materie ist, und die Lehre von den drei Seelenteilen (intellektive, sensitive und vegetative Seele im Menschen) waren die Basis der Überlegungen und Diskussionen der spätmittelalterlichen Magister; den Rahmen ihrer anthropologischen Erkenntnisbemühungen bildeten generell die Terminologie und die Definitionen des Aristoteles.
Ein schwieriges, oft erörtertes Problem bestand in der Aufgabe, das aristotelische Seelenverständnis mit dem Unsterblichkeitskonzept zu vereinbaren, auf das auch die Aristoteliker aus theologischen Gründen nicht verzichten wollten. Dabei ging es um die Frage, ob die Seele eine wesenhaft selbständige Substanz ist, ein hoc aliquid („dieses Etwas“), das die vollständige Natur einer Spezies in sich trägt, wie die platonisch denkenden Gelehrten meinten, oder ob sie im Sinne der von Aristoteles gegebenen Definition als Form des Körpers nur Teil eines solchen hoc aliquid – nämlich des Menschen – ist. Die erstere Auffassung vertraten zahlreiche Theologen und Philosophen in teils radikaleren, teils gemäßigten Varianten, teils nur hinsichtlich der intellektiven Seele (Roger Bacon), teils auch hinsichtlich der sensitiven Seele der Tiere und der vegetativen der Pflanzen (Galfrid von Aspall). Daraus wurde mitunter ausdrücklich die Konsequenz gezogen, im Sinne der neuplatonischen Tradition die Seele als zusammengesetzt aus Form und geistiger Materie (materia spiritualis) aufzufassen und damit ihre Eigenständigkeit gegenüber dem Körper zu untermauern (Roger Bacon, Bonaventura). Die aristotelische Gegenposition vertrat der Dominikaner Thomas von Aquin so konsequent, wie es bei Berücksichtigung der Unsterblichkeitslehre möglich war. Er stellte die Behauptung auf, die Seele sei die einzige Form des Körpers (anima unica forma corporis), womit er die Zusammengehörigkeit von Seele und Körper unterstrich. Dieser Satz wurde ein Kernbestandteil des von ihm begründeten Thomismus. Die gegenteilige Position, wonach es im Menschen eine Mehrzahl von Formen gibt und der Körper unabhängig von der Seele eine eigene Form (forma corporeitatis) hat, wurde insbesondere von Franziskanern vertreten, darunter Bonaventura und Johannes Duns Scotus.
Von einer Lehrmeinung des Augustinus ausgehend meinten manche Philosophen, die Seele sei für sich selbst ein unmittelbar zugängliches Erkenntnisobjekt; daher sei die zuverlässigste Erkenntnis, die sie besitzen könne, die intuitive Selbsterkenntnis. Über diese verfüge sie ohne Hilfe eines von anderswoher empfangenen Erkenntnisbildes. Der gegenteiligen, streng aristotelischen Sichtweise zufolge, die Thomas von Aquin vertrat, gelangt die Seele nur indirekt zur Selbsterkenntnis, nämlich durch einen Akt, der sich auf ein äußeres Erkenntnisobjekt richtet; dadurch erhält sie ein Erkenntnisbild, und die Erkenntnisgewinnung geschieht diskursiv und reflexiv durch Rückwendung der Seele auf sich selbst.
Hinsichtlich des Verhältnisses der Seele zur Außenwelt wurde kontrovers diskutiert, inwieweit die Seele gemäß einer berühmten Feststellung des Aristoteles „in gewisser Weise alles“ (Seiende) sei. Diese Aussage wurde im Sinne des Aristoteles damit begründet, dass die Seele fähig sei, die Erkenntnisbilder alles Erkennbaren aufzunehmen und in sich zu tragen. Ferner wurde behauptet, die Seele verfüge über angeborene Erkenntnisbilder der Außenweltobjekte. Überdies wurde angeführt, es bestehe eine Ähnlichkeits- oder Analogiebeziehung zwischen der Seele und den Außenweltobjekten; insofern umfasse die Seele als „Mikrokosmos“ den „Makrokosmos“ (die gesamte Wirklichkeit), da sie ihn abbilde. Eine solche Realentsprechung oder Analogie zwischen der Seele und dem gesamten Kosmos war die starke Variante der Mikrokosmos-Theorie; die schwache Variante ließ die Theorie nur „in gewisser Weise“ gelten.
Turbulent verliefen die Auseinandersetzungen um den Averroismus. Der muslimische Philosoph Averroes, der als Aristoteles-Kommentator in der katholischen Welt viel Beachtung fand, hatte an Aristoteles anknüpfend gelehrt, dass es nur einen einzigen universellen Intellekt gebe und daher in allen Menschen ein und derselbe Intellekt tätig sei und die Erkenntnis herbeiführe. Damit wurde das individuelle Fortleben der vernunftbegabten Seele nach dem Tode in Zweifel gezogen, was zu heftigen Reaktionen mancher Theologen und der kirchlichen Obrigkeit führte. Außerdem war in averroistisch beeinflussten Kreisen die Überzeugung verbreitet, die Tätigkeit des Intellekts sei das Merkmal, das den Menschen zum Menschen mache, und daher sei das philosophische Leben die Vollendung des Menschseins; wer den Intellekt vernachlässige, könne nur in einem uneigentlichen Sinne (aequivoce) Mensch genannt werden. Auch Albert der Große betonte, der Mensch sei seinem Wesen nach identisch mit dem, was das Vorzüglichste in ihm sei, nämlich dem Intellekt (homo solus intellectus). Dagegen wurde jedoch eingewendet, dass nach Aristoteles die Körpermaterie zur Wesens- und Begriffsbestimmung des Menschen gehört. Besonders Thomas von Aquin bekämpfte die Gleichsetzung des Menschen – als Art oder auch als Individuum – mit der Seele; die Formulierung, dass der Mensch Intellekt sei, akzeptierte er nur in einer stark abgeschwächten Auslegung.

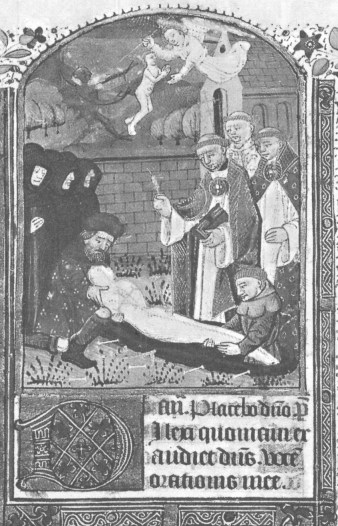
Während eine Verstorbene begraben wird, kämpfen ein Engel und ein Dämon um ihre Seele. Buchmalerei in einem Stundenbuch aus dem späten 15. Jahrhundert

Intensiv wurden im Spätmittelalter Fragen diskutiert, die sich auf die Rolle des möglichen und des tätigen Intellekts und das Verhältnis des Intellekts zur Seele oder die Funktion des Intellekts in der Seele bezogen. An neuplatonische Ideen anknüpfend fasste Dietrich von Freiberg den tätigen Intellekt als „Seelengrund“ auf, also nicht als Potenz der Seele, sondern als begründenden Ursprung ihres Wesens. Dieses Konzept wurde von Meister Eckhart abgewandelt. Er betonte, dass der Seelengrund oder das „Seelenfünklein“ nicht der tätige Intellekt und nicht „etwas an der Seele“ (aliquid animae) sei, sondern „etwas in der Seele“ (aliquid in anima). Dieses Fünklein sei in gewisser Hinsicht geschaffen, in anderer – wesentlicherer – Hinsicht ungeschaffen und unerschaffbar und damit zur Gotteserkenntnis befähigt, welche allem Geschaffenen prinzipiell verschlossen bleibe, weil Gott ungeschaffen und damit von allem Geschaffenen absolut verschieden sei.
Ein weiterer Themenbereich, dem die spätmittelalterlichen Philosophen im Anschluss an Aristoteles viel Beachtung schenkten, war die Beschaffenheit der Tierseele, also die Frage nach den mentalen Fähigkeiten der Tiere (Gelehrigkeit, Vorstellungskraft, Gedächtnis, zweckmäßiges Handeln, Verständigung über innere Zustände durch Lautäußerungen, deren Bedeutung erfasst wird). Den Tieren wurde anstelle des menschlichen Verstandes eine „Einschätzungskraft“ (virtus aestimativa) der sensitiven Seele zugeschrieben, mit der beispielsweise ein Schaf den Wolf auch dann als Feind erkennt, wenn es noch nie zuvor einen Wolf gesehen hat, und mit der die Tiere wissen, welche Nahrung für sie bekömmlich ist. Diskutiert wurde, inwieweit diese Fähigkeit der Tierseele als verstandesähnlich einzustufen ist. Eine weitere Frage war, ob bei Tieren eine freie Wahlentscheidung vorkommt. In diesem Zusammenhang richtete sich das Interesse auch auf die mentalen Eigenschaften angenommener Mittelwesen oder Zwischenstufen zwischen Mensch und Tier, zu denen manche Gelehrte wie Albert der Große die Pygmäen zählten.
Die faktische Gleichsetzung der Person mit der Seele fand in Begriffen wie „Seelenheil“ (salus animae) und „Seelsorge“ (cura animarum) Ausdruck. Das Gebet für das Heil der „armen Seelen“ Verstorbener im Fegefeuer war in der Volksfrömmigkeit verwurzelt. Es wurde eifrig betrieben und bildete insbesondere eine wichtige Aufgabe der Mönche, die diesen Gebetsdienst im Rahmen der Liturgie vollzogen. Zur allgemeinen Fürbitte für die Seelen im Fegefeuer wurde der Gedenktag Allerseelen eingeführt, der in der katholischen Kirche alljährlich am 2. November begangen wird.

#### Neuzeit

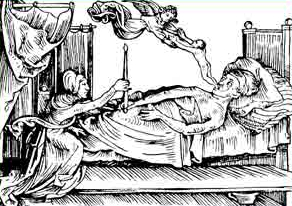
Ein Engel holt die entweichende Seele eines Sterbenden. Holzschnitt aus dem frühen 16. Jahrhundert

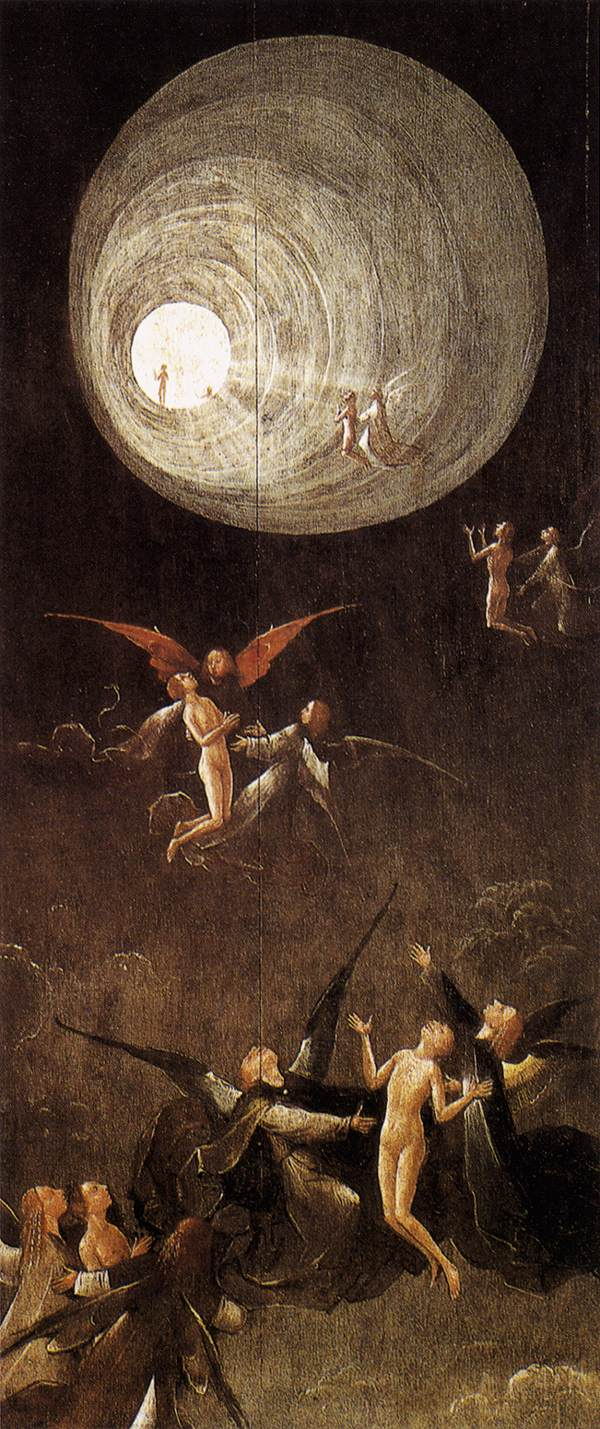
Seelen Verstorbener auf dem Ölgemälde Der Aufstieg in das himmlische Paradies von Hieronymus Bosch († 1516), Palazzo Ducale, Venedig

In der Neuzeit ist die Seelenlehre der Kirchenväter in ihren Grundzügen sowohl auf katholischer als auch auf evangelischer Seite bis in die Moderne vorherrschend geblieben, wenngleich es in der evangelischen Theologie schon in der Reformationszeit zur Neuinterpretation einzelner Aspekte kam.
Nachdem aristotelisch und averroistisch orientierte Philosophen Argumente gegen die herkömmliche Unsterblichkeitslehre vorgebracht hatten, reagierte die katholische Kirche auf dem Fünften Laterankonzil mit einer dogmatischen Definition, die am 19. Dezember 1513 von den Konzilsvätern beschlossen wurde. In der Bulle Apostolici regiminis schrieb das Konzil die individuelle Unsterblichkeit der menschlichen Seele als verbindliche Glaubenswahrheit fest. Der Konzilstext drückte die Überzeugung aus, es handle sich um eine nicht nur geoffenbarte, sondern auch auf natürlichem Wege mittels der Vernunft einsehbare Tatsache; gegenteilige Meinungen seien nicht nur theologisch, sondern auch philosophisch unhaltbar. Ein namhafter Vertreter der Gegenmeinung war der Philosoph Pietro Pomponazzi (1462–1525), der lehrte, die Unsterblichkeit der Seele sei eine bloße Glaubenswahrheit und philosophisch nicht bewiesen. Die lehramtliche Festlegung des Fünften Laterankonzils ist noch heute ein fester Bestandteil der katholischen Dogmatik. Auch hinsichtlich der Entstehung der Seele und ihrer Verbindung mit dem Körper steht die katholische Kirche in der antiken und mittelalterlichen Tradition. So stellte Papst Pius XII. 1950 in der Enzyklika Humani generis fest: Daß nämlich die Seelen unmittelbar von Gott geschaffen werden, heißt uns der katholische Glaube festzuhalten. Damit wendet sich die Kirche gegen den Traduzianismus, der annimmt, die Seele des Kindes werde diesem bei der Zeugung aus den Seelen der Eltern mitgeteilt, indem ein Teil der elterlichen Seelensubstanz durch den körperlichen Samen auf das Kind übergehe. Die traditionelle Lehre wurde 2005 im Katechismus der Katholischen Kirche bekräftigt: Die Geistseele kommt nicht von den Eltern, sondern ist unmittelbar von Gott geschaffen; sie ist unsterblich. Sie geht nicht zugrunde, wenn sie sich im Tod vom Leibe trennt […].
Auf evangelischer Seite wandte sich Martin Luther gegen die aristotelische Bestreitung der Unsterblichkeit der Seele. Er lehnte aber auch das Dogma des Fünften Laterankonzils nachdrücklich ab. Ihm missfiel die Vorstellung des Thomismus und der Konzilsväter, die Seele werde unabhängig vom Leib erschaffen und diesem dann eingegossen. Eine solche Anthropologie kann nach Luthers Meinung die erbsündliche Verdorbenheit des ganzen Menschen nicht erklären. Daher nahm er an, die Seele werde nicht von außen her in den Leib hineingestoßen, sondern Gott wirke sie von innen heraus durch seinen belebenden Atemhauch und sein allmächtiges Wort. Anderer Meinung war der Reformator Johannes Calvin, der eine stark platonisch geprägte Seelenlehre vertrat und den Körper als Gefängnis der Seele bezeichnete. Er betrachtete die Seele als immaterielle und unsterbliche Substanz und deutete den Tod als Befreiung der Seele vom Körper und damit auch als Erlösung von den Sünden.
In der Moderne haben manche evangelische Theologen einen radikalen Bruch mit der herkömmlichen Seelenlehre vollzogen, indem sie die Existenz der Seele als eigenständige Substanz und damit auch ihre Trennbarkeit vom Leib und ihre Unsterblichkeit bestritten. Ihrer Auffassung nach stirbt die Seele zusammen mit dem Körper, da sie mit ihm eine unauflösliche Einheit bildet. Die künftige Auferstehung ist somit nicht eine Wiederverbindung der ununterbrochen fortexistierenden Seele mit dem auferstandenen Körper, sondern Auferstehung des ganzen Menschen. Diese Lehre ist als „Ganztodtheorie“ bekannt. Zu ihren Vertretern zählen Paul Althaus, Karl Barth, Emil Brunner, Eberhard Jüngel, Jürgen Moltmann und Oscar Cullmann. Die dem Ganztod-Konzept zugrundeliegende Denkweise hat auch auf katholischer Seite Zustimmung gefunden, insofern sie eine reale Trennung von Leib und Seele verneint. Beispielsweise schrieb Johann Baptist Metz 1964 im katholischen Lexikon für Theologie und Kirche über den Menschen: „Die Wirklichkeit seines Leibes ist nichts anderes als seine wirkliche Seele, […] so wie etwa […] ein Nadelstich, mit dem man ein Loch in ein Stück Papier sticht, in seiner Wirklichkeit nur gegeben ist als durchstochenes Papier […] ‚Seele‘ ist darum immer eine Aussage über den ganzen Menschen.“ Katholische Theologen, die den Gedanken der Ganzheitlichkeit des Menschen betonen, meinen, der Mensch als Leib-Seele-Einheit sterbe als ganzer. Sie unterscheiden sich aber von den evangelischen Ganztod-Befürwortern durch ihre Ansicht, der Tod sei nicht als gänzliche Auslöschung zu verstehen. Kritiker der Ganztodtheorie bringen vor, der Ganztod lasse keine Kontinuität zwischen dem geschichtlichen und dem auferstandenen Menschen zu. Bei einer Auferstehung aus dem Nichts wäre der Auferstandene ein neues Subjekt. Daher werde eine unsterbliche Seele als Träger der Kontinuität des menschlichen Ich benötigt.

### Gnosis
Bei den antiken Gnostikern wurde eine Vielzahl von teils christlichen, teils nichtchristlichen Heilslehren verkündet. Es gab keine einheitliche Seelenvorstellung aller gnostischen Richtungen und insbesondere keine einheitliche Terminologie. Die griechisch schreibenden Gnostiker übernahmen für ihre Anthropologie gängige Ausdrücke der Platoniker, gaben aber dem Begriff psyche eine abgewandelte Bedeutung und schätzten die Seele anders ein. Während sich die Platoniker zum Ideal einer von der Vernunft gelenkten Seele bekannten, welche die gute, göttliche Weltordnung erkenne und sich nach ihr richte, war unter den Gnostikern eine wesentlich ungünstigere Bewertung der psyche verbreitet. Die Abwertung der psyche hing mit der gnostischen Ablehnung des sinnlich wahrnehmbaren Kosmos zusammen. Die Gnostiker unterschieden zwischen der göttlichen Lichtwelt, die sie pleroma nannten, und dem Bereich der Finsternis, dem von der Materie geprägten Diesseits, dem sie zu entkommen trachteten. Nur den menschlichen Geist (pneúma) ordneten sie der Lichtwelt zu. Unter psyche verstanden viele Gnostiker einen vom Geist verschiedenen, zwar immateriellen, aber zum Diesseits gehörenden und damit der Materie zugeordneten Teil des Menschen. Sie meinten, die psyche sei an sich wertlos und könne nur durch ihre Verbindung mit dem pneuma eine gewisse Bedeutung erlangen. Im Gegensatz zu den Platonikern, die den Hervorgang der Seele aus dem Geist als eine naturgemäße Selbstentfaltung des Geistes deuteten und daher positiv werteten, sahen die Gnostiker in der Entstehung des seelischen Bereichs eine bedauerliche Entfremdung des Geistes von sich selbst, die rückgängig zu machen sei. Sie strebten nach Erlösung der Geistpartikel, die sich im Diesseits verirrt hätten und in den Seelen gebunden seien. Nur der Geist, nicht die Seele könne erlöst werden. Allerdings verwendeten manche gnostische Autoren den Begriff psyche synonym zu pneuma oder fassten das Verhältnis von Seele und Geist anders auf. Der einflussreiche Gnostiker Basilides verglich die psyche mit einem Vogel und das pneuma mit dessen Flügeln: der Vogel könne ohne Flügel nicht fliegen, die Flügel seien ohne Vogel nutzlos.

### Islam
Die frühe arabische Dichtung bezeichnet mit nafs das Selbst bzw. die Person. Der Koran verwendet das Wort ebenfalls in diesem Sinn (auch für die Person Gottes), aber auch im Sinn von „menschliche Seele“; dabei geht es auch um die psychischen Funktionen, insbesondere um unerwünschte Begierden, die von der Seele ausgehen und zu zügeln seien. Daneben findet sich bei den frühen Dichtern und im Koran das Wort rūḥ, das ursprünglich „Atem“ oder „Wind“ bedeutet und dann religiös den Hauch oder Atem, den Gott Adam einbläst, um seinem Körper das Leben zu verleihen (Vitalseele). Außerdem bezeichnet rūḥ im Koran auch eine besondere kognitive Qualität, die Gott ausgewählten Geschöpfen verleiht, und in übertragenem Sinne die damit ausgestatteten göttlichen Botschafter. Seit der Epoche der Umayyaden wird rūḥ oft gleichbedeutend mit nafs als Bezeichnung für die menschliche Seele verwendet, doch legen manche Autoren Wert auf eine Unterscheidung zwischen diesen Begriffen. Im Koran steht, dass Gott die Seelen im Schlaf aus den Körpern austreten lässt und danach zurückschickt.
Über rūḥ wird im Koran festgestellt: Ar-rūḥ gehört zu der Fügung meines Herrn. Aber ihr habt nur wenig Wissen erhalten. Daraus ergibt sich aus theologischer Sicht, dass das Wesen der Seele geheimnisvoll und normaler menschlicher Erkenntnis weitgehend entzogen ist.
Namhafte muslimische Philosophen wie al-Kindī († 873), al-Fārābī († 950) und Avicenna († 1037) gingen von der aristotelischen Seelenlehre aus, waren aber auch von der neuplatonischen Metaphysik beeinflusst. Wie frühere Denker übernahm Avicenna aus der aristotelischen Tradition den Begriff des aktiven Intellekts und verband ihn mit einer neuplatonischen Emanationslehre, welche die Seele auf den Geist (Nous) zurückführt. Im aktiven Intellekt sah er das universelle Prinzip, das dafür sorgt, dass der menschliche Intellekt aus Potentialität zum Akt übergeht. Der aktive Intellekt gibt dem Intellekt des Menschen die intelligiblen Formen ein, durch welche Wissen konstituiert wird. Die Sinneswahrnehmung kann die Aufnahme der Formen nicht herbeiführen, sie disponiert nur dazu. In Avicennas Modell geht die Seele aus dem aktiven Intellekt hervor; sie ist immateriell, unzerstörbar, unsterblich und nicht notwendig an den Körper gebunden. Nach seiner Überzeugung könnte ein Mensch in gesundem Zustand, wenn er zeitweilig nichts von seinem Körper wahrnehmen könnte, seine eigene Identität als Selbst oder Seele nicht leugnen, auch wenn ihm sonst nichts bekannt wäre.
Der persische Philosoph Rhazes († 925 oder 935) führte den Eintritt der Seele in die materielle Welt auf ihre Unwissenheit zurück. Sie habe das Dasein im Körper erleben wollen und Gott habe es ihr nicht verwehrt, sondern den verhängnisvollen Schritt zugelassen, damit sie aus eigener Erfahrung lernen und schließlich die unzuträgliche Umgebung verlassen könne.
Der einflussreiche Theologe al-Ghazālī († 1111) meinte, der Islam bestätige zwar die Existenz der Seele als einer eigenständigen Substanz, doch handle es sich dabei um eine Glaubenswahrheit und die Philosophen seien nicht in der Lage, einen philosophischen Beweis dafür zu erbringen. Er hielt die Seele für eine unkörperliche, rein spirituelle Substanz, die über Wissen und Wahrnehmung verfügt. Diese Auffassung wurde zwar von manchen Philosophen geteilt, hat sich aber nicht in der islamischen Theologie durchsetzen können. Die traditionell dominierende Ansicht ist die gegenteilige, die der prominente Theologe ibn al-Qaiyim († 1350) am ausführlichsten dargelegt hat. In seinem Buch über die Seele (kitāb ar-rūḥ) argumentierte er, dass die Seele, wenn sie unkörperlich wäre, keine Beziehung zum Räumlichen und Körperlichen haben könnte. Sie sei materiell, wenn auch von anderer Beschaffenheit als der physische Körper, und stelle einen eigenständigen Körper dar.
Nach der Lehre des von al-Ghazali beeinflussten Theologen Fachr ad-Dīn ar-Rāzī († 1209) ist nafs die unsterbliche individuelle Seele, rūḥ eine feinstoffliche Materie im Körper, die zwischen nafs und den grobstofflichen Körperorganen vermittelt.
Hinsichtlich der Präexistenz der Seelen gingen die Meinungen auseinander. Nach einer verbreiteten Auffassung, die u. a. der spanische Gelehrte Ibn Hazm († 1064) vertrat, sind die Seelen aller Menschen schon vor Adam und Eva erschaffen worden; sie warten an einem Himmelsort, bis sie in einen Embryo eingehaucht werden. Andere Theologen nahmen einen späteren Erschaffungszeitpunkt an.
Unter den Philosophen gab es Anhänger der auf antiker Tradition fußenden Auffassung, dass es eine Weltseele (an-nafsu’l-kulliyya) gebe und die menschlichen Seelen deren Ausfluss seien und an ihr teilhätten. Dieser Meinung war schon al-Kindī und später der berühmte Sufi Ibn ʿArabī († 1240).
Eine Sonderposition nahm der Aristoteliker Averroes († 1198) ein, der – Aristoteles folgend – die individuelle Unsterblichkeit verwarf.

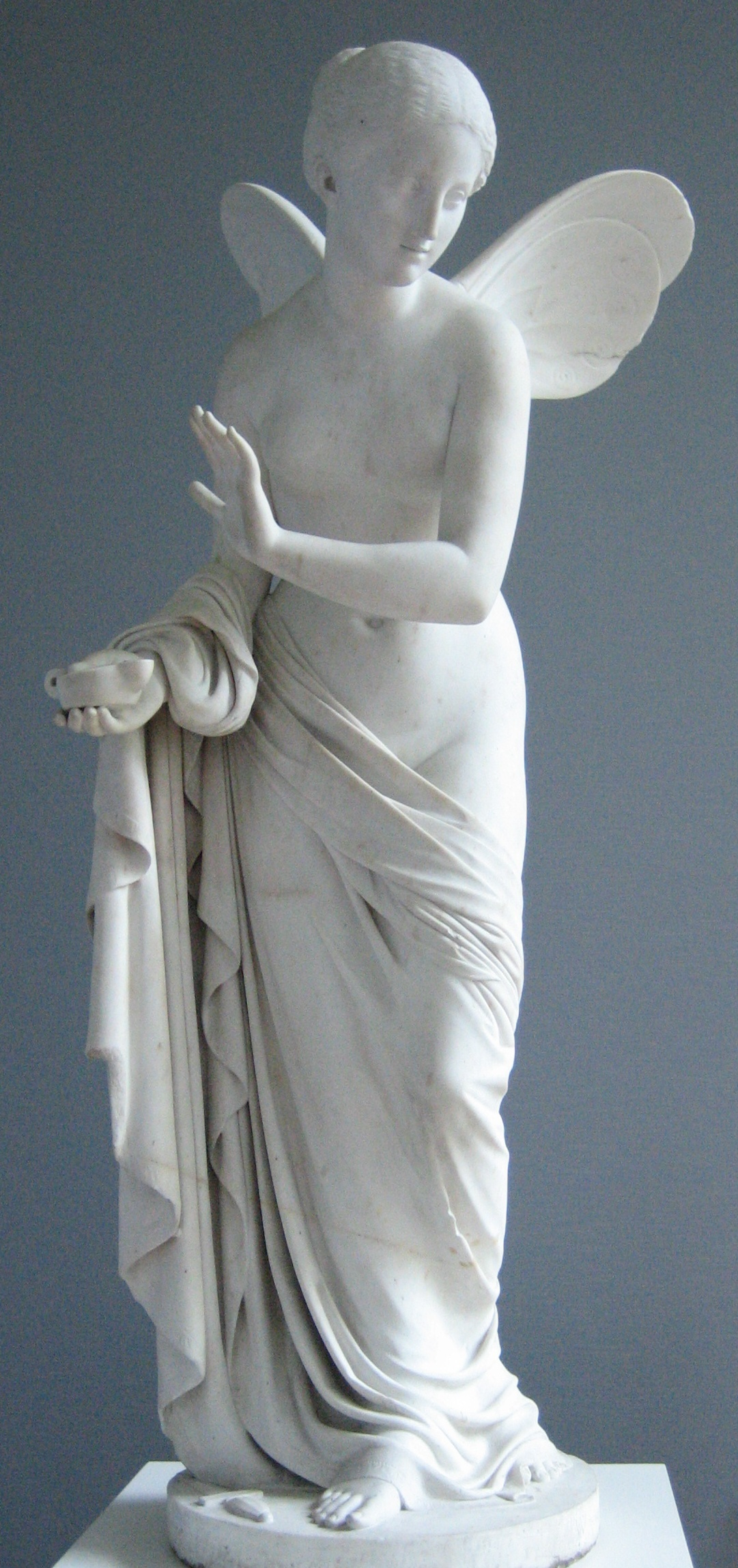
Psyche (Wolf von Hoyer, 1842), Neue Pinakothek in München

Seit dem Mittelalter befassen sich die Theologen – vor allem die Sufis und vom Sufismus beeinflusste Autoren – mit der Seele in erster Linie unter dem Gesichtspunkt ihrer Triebhaftigkeit. Für die Seele als triebhafte Instanz wird stets die Bezeichnung nafs verwendet. Die Triebseele gilt als schlimmster Feind des Menschen, da sie ihn mit ihrer Unwissenheit, Sprunghaftigkeit und unersättlichen Gier ins Verderben bringe. Daher wird gefordert, ihr nicht nachzugeben, sondern sie zu verachten und streng zu disziplinieren. Man soll sie sogar „töten“, was aber nur metaphorisch gemeint ist, denn angestrebt wird nicht ihre Vernichtung, sondern ihre radikale Umwandlung in mehreren Entwicklungsstufen. Im Laufe dieses Prozesses soll sie geläutert werden, sich zunehmend von körperlichem Genuss abwenden und sich in den Dienst des Geistes stellen.

### Neuzeitliche Anknüpfungen an traditionelle Konzepte
Eine Anknüpfung an Seelenvorstellungen antiken Ursprungs ist in der Neuzeit sowohl in religiös-weltanschaulichem Kontext als auch in der Kunst erfolgt. Insbesondere in der Moderne und bis in die Gegenwart sind Einzelpersonen sowie neue religiöse oder weltanschauliche Bewegungen und Gemeinschaften mit eigenen Seelenlehren hervorgetreten, die sie oft empirisch, jedoch subjektiv, d. h. auf der Basis persönlicher Erfahrungen begründen. Häufig berufen sich die Vertreter dieser Lehren auf Aussagen einzelner Personen, die den Anspruch erheben, durch ihre Erfahrungen einen Zugang zu Wissen über die Seele erlangt zu haben. In manchen Fällen wird behauptet, den ursprünglichen Verkündern der Lehren seien Neuoffenbarungen von Gott, von Christus oder von Boten Gottes oder Geistwesen zuteilgeworden. Andere Anhänger neuer Seelenkonzepte führen das beanspruchte Wissen auf eine Fähigkeit zu außersinnlicher Wahrnehmung zurück. Oft wird an traditionelle Seelenvorstellungen angeknüpft. Wie im Platonismus und der platonisch beeinflussten christlichen Tradition wird die Seele oder zumindest ihr Kern als immaterielle, vom Körper trennbare und unvergängliche Substanz beschrieben. In der modernen Esoterik sind zahlreiche Konzepte verbreitet, die auf dieser Grundannahme basieren. Dabei werden auch Begriffe wie „Selbst“ synonym zu „Seele“ verwendet. Zum Teil handelt es sich um Weiterentwicklungen von Gedankengut indischen Ursprungs mit entsprechender Terminologie.

#### Kunst

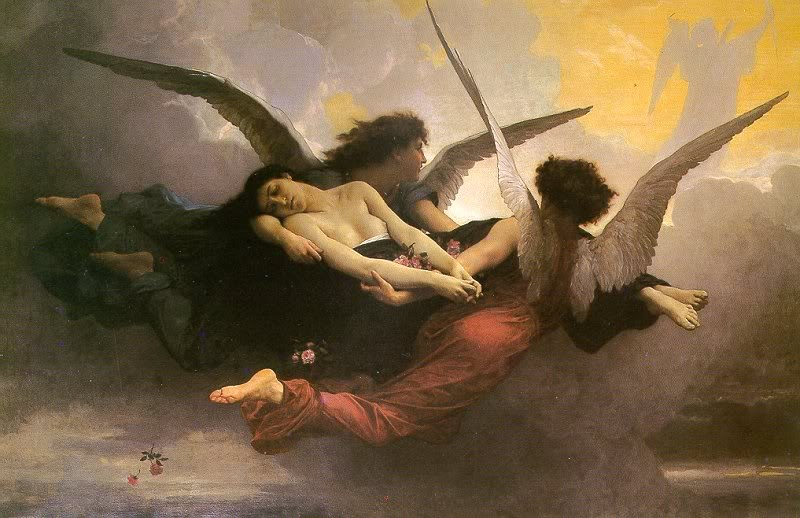
Eine Seele wird zum Himmel getragen. Ölgemälde von William Adolphe Bouguereau (1878), Musée du Périgord

Bildende Künstler haben das Motiv der Seele – ikonographisch als Psyche in der Tradition antiker Darstellungen – aufgegriffen und neu gestaltet. Die Bildhauer Wolf von Hoyer (1806–1873) und Georgios Bonanos (1863–1940) schufen Skulpturen der geflügelten Psyche. Die Himmelfahrt der Seele nach dem Tode ist unter anderem auf Gemälden von Antonio Balestra (1666–1740) und William Adolphe Bouguereau (1825–1905) dargestellt. Vor allem die Psyche-Gestalt aus der antiken Erzählung von Amor und Psyche hat sich bis in die Moderne in der bildenden Kunst großer, anhaltender Beliebtheit erfreut.

#### Neuoffenbarungen
Der schwedische Gelehrte Emanuel Swedenborg (1688–1772) gab an, er habe durch göttliche Gnade die Fähigkeit erhalten, die geistige Welt wahrzunehmen und mit Engeln und Geistern Gespräche zu führen. Er identifizierte den Menschen mit der unsterblichen Seele, die den Körper nur vorübergehend als Organ nutze. Beim Tod trenne sich die Seele vom Körper und gehe in eine andere Welt über. Jakob Lorber (1800–1864) bezeichnete sich als „Schreibknecht Gottes“, der Neuoffenbarungen einer inneren Stimme, der Stimme Christi, aufgezeichnet habe. Er unterschied zwischen dem Leib, der als menschengestaltig beschriebenen Seele und dem reinen Geist, der in der Seele wohne und zu ihrer Leitung berufen sei. Die Aufgabe der Seele sei es, sich dem Geistigen zu öffnen und sich nach dem Geist zu richten. Der Tod befreie die Seele vom Leib. Ähnliche Seelenkonzepte, in denen der Tod als Trennung der unsterblichen Seele vom Körper aufgefasst wird und die Schicksale der Seelen im Jenseits beschrieben werden, finden sich in einer Reihe von Neuoffenbarungen, beispielsweise bei Bertha Dudde (1891–1965).

#### Theosophie und Anthroposophie

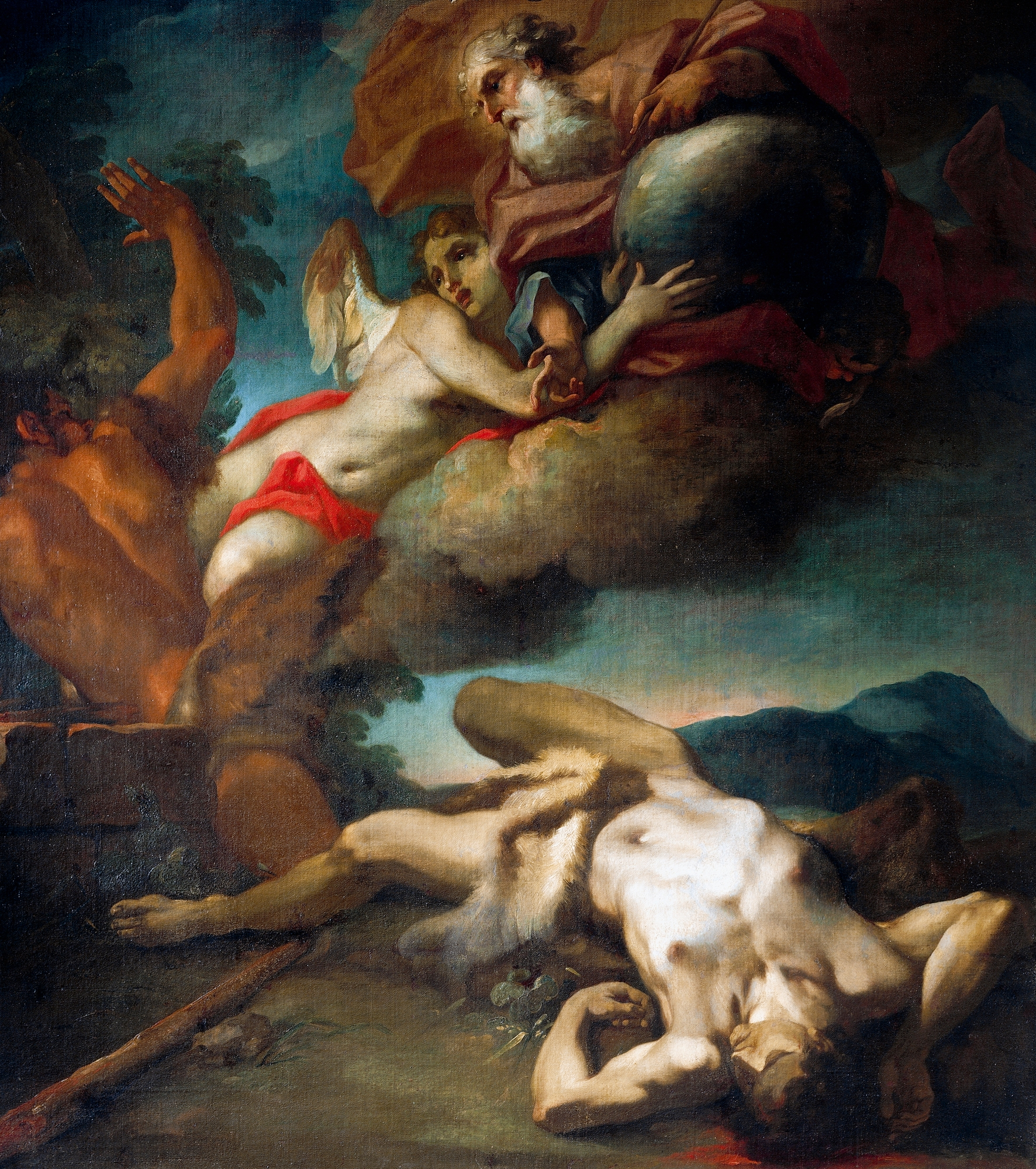
Die Seele des ermordeten Abel steigt zum Himmel. Gemälde von Antonio Balestra, Verona, Museo di Castelvecchio

Die Seelenkunde bildet einen wichtigen Bestandteil der von Helena Petrovna Blavatsky (1831–1891) begründeten Theosophie sowie der von Rudolf Steiner (1861–1925) begründeten Anthroposophie und des auf Steiners Weltanschauung fußenden Gedankenguts der Christengemeinschaft.
Blavatsky ging von einer Dualität des geistigen Menschen aus, der aus einer sterblichen und einer unsterblichen Seele bestehe; die unsterbliche sei göttlicher Natur und mit dem Nous gleichzusetzen. Den Aufenthalt der Seele im Körper betrachtete Blavatsky als Gefangenschaft und Verunreinigung und daher als Übel. Dabei berief sie sich sowohl auf die platonische Tradition als auch auf die buddhistische Deutung des menschlichen Daseins.
Rudolf Steiner bekämpfte die Ansicht, der Mensch bestehe aus zwei Teilen, Leib und Seele. Ihr stellte er die anthroposophische Auffassung entgegen, der zufolge eine „dreigliedrige Einteilung der menschlichen Wesenheit“ anzunehmen ist. Die drei Glieder seien Körper, Seele und Geist. Auch die Seele weise eine Dreigliederung auf; sie sei aus der Empfindungsseele, der Verstandes- oder Gemütsseele und der Bewusstseinsseele zusammengesetzt. Die Empfindungsseele sei für die Sinneswahrnehmungen zuständig, sie sei auch der Sitz der Triebe, Begierden und Willensimpulse. Die Verstandes- oder Gemütsseele wandle die Affekte der Empfindungsseele in höhere Regungen wie etwa Wohlwollen um. Die Bewusstseinsseele sei diejenige seelische Instanz, die durch das Denken nach der Erkenntnis einer in ihr selbst gegenwärtigen Wahrheit strebe. Diese Seelenlehre hat Steiner in zahlreichen Publikationen detailliert dargelegt.

#### Spiritismus und Parapsychologie

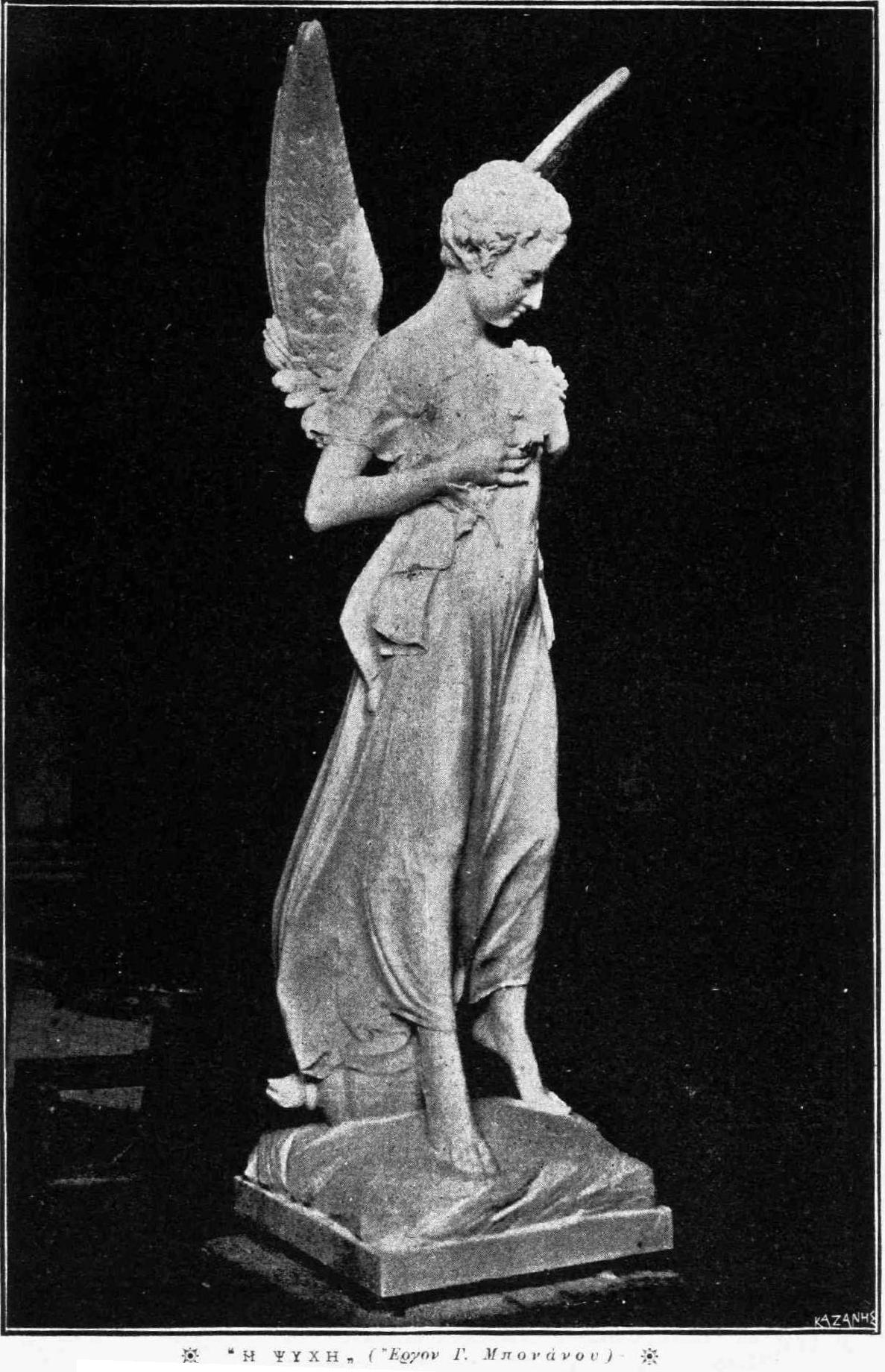
„Die Seele“, Skulptur von Georgios Bonanos

Im Spiritismus wird die Totenbeschwörung praktiziert. Spiritisten behaupten, mit den Geistern Verstorbener kommunizieren zu können. Die Annahme eines Fortlebens nach dem Tode ist daher die Grundvoraussetzung einer spiritistischen Weltanschauung. Zwar ist in der spiritistischen Literatur oft nicht von Seelen, sondern von Geistern die Rede, doch ist dabei mit „Geist“ ein als unsterblich und vom Körper unabhängig geltender Teil des Menschen gemeint, also das, was in vielen traditionellen Seelenlehren als Seele oder Geistseele bezeichnet wird. Allan Kardec, ein führender Theoretiker des Spiritismus, verwendete die Begriffe „Seele“ und „Geist“ synonym.
In der Parapsychologie werden die Phänomene, auf die sich die Spiritisten als empirische Grundlage ihrer Theorie berufen, unterschiedlich gedeutet. Die erörterten Erklärungen zerfallen in mehrere Hauptgruppen, wobei zwei Deutungstypen in der Diskussion im Vordergrund stehen: die „animistische Hypothese“ und die „spiritistische Hypothese“ oder „survival hypothesis“. Die spiritistische Hypothese besagt, es handle sich vermutlich zumindest bei einem Teil der Phänomene tatsächlich um reale Kontakte mit fortlebenden Verstorbenen, das heißt – je nach Terminologie – mit deren Seelen, Geistern oder Astralleibern. Unter dem Begriff „animistische Hypothese“ werden Deutungen zusammengefasst, die alles, was nicht mit normaler Informationsübermittlung erklärbar zu sein scheint, auf verschiedene Formen von außersinnlicher Wahrnehmung zurückführen. Diese Modelle kommen ohne die Annahme realer Geistwesen aus.
Verschiedentlich werden Nahtoderfahrungen als Hinweise auf ein Weiterleben der Seele nach dem Tod gedeutet.

## Neuzeitliche Philosophie, Psychologie und Anthropologie
Unter moderner systematischer Perspektive lassen sich die mit der Thematik der Seele zusammenhängenden philosophischen Fragen zu unterschiedlichen Themenfeldern gruppieren. Diese gehören größtenteils zu den Gebieten Erkenntnistheorie (einschließlich Wahrnehmungstheorie), Philosophie des Geistes und Ontologie. Zentral ist das sog. Leib-Seele-Problem oder auch Körper-Geist-Problem, also die Frage, wie körperliche und geistige Phänomene zusammenhängen. Gefragt wird beispielsweise, ob körperlichen und geistigen Phänomenen dieselbe oder eine ontologisch verschiedene Substanz zugrunde liegt und ob es eine wirkliche Interaktion von Überlegungen und Körperzuständen gibt oder das Bewusstsein bloße Folgewirkung somatischer und insbesondere neuronaler Determinanten ist.

### Das cartesianische Modell und seine Nachwirkung

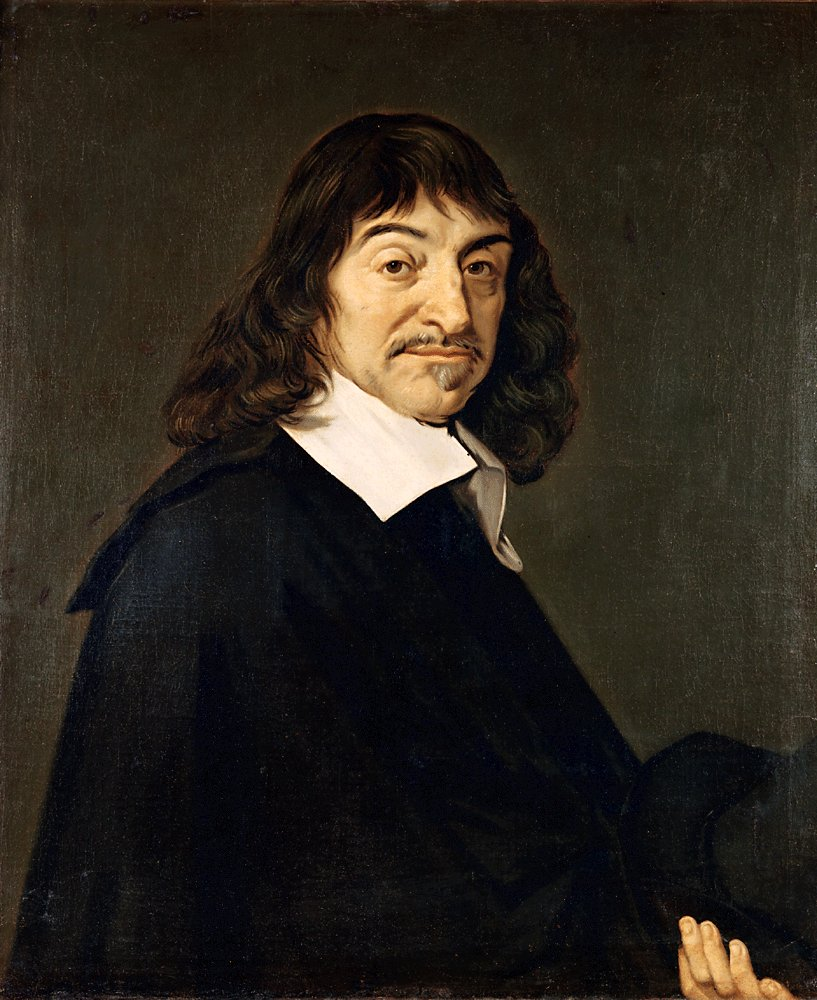
René Descartes, Gemälde nach einem Original von Frans Hals aus der zweiten Hälfte des 17. Jahrhunderts, heute im Louvre

Neue Impulse bekam die Debatte in der Neuzeit insbesondere durch die Naturphilosophie und Metaphysik von René Descartes (1596–1650). Seine Denkweise wird in Anlehnung an die latinisierte Namensform des Philosophen als cartesianisch bezeichnet. Descartes verwarf das traditionelle aristotelische Verständnis der Seele als Lebensprinzip, das Tätigkeiten der Lebewesen wie Ernährung, Bewegung und Sinneswahrnehmung ermöglicht und steuert sowie für die Affekte zuständig ist. Alle Vorgänge, die nicht nur beim Menschen, sondern auch bei Tieren ablaufen, hielt er für seelenlos und rein mechanisch. Demnach haben die Tiere keine Seele, sondern sind maschinenartig. Die Seele identifizierte er ausschließlich mit dem Geist (lateinisch mens), dessen Funktion nur das Denken sei. Nach Descartes' Auffassung hat man streng zwischen der durch ihre räumliche Ausdehnung gekennzeichneten Materie (res extensa) und der ausdehnungslosen denkenden Seele (res cogitans) zu unterscheiden. Das denkende Subjekt kann sich nur von seiner eigenen Denktätigkeit unmittelbar Gewissheit verschaffen. Damit kann es einen Ausgangspunkt der Natur- und Welterkenntnis gewinnen. Der Körper, zu dessen Bereich Descartes die irrationalen Lebensakte zählt, ist ein Teil der Materie und lässt sich vollständig im Rahmen der Mechanik erklären, während sich die denkende Seele als immaterielle Entität einer solchen Erklärung entzieht. Die Seele ist für Descartes eine reine, unveränderliche Substanz und daher von Natur aus unsterblich.
Descartes’ zentrales Argument für seine dualistische Position wird mit Abwandlungen bis heute in der Philosophie diskutiert. Es lautet, zunächst könne man sich klar und deutlich vorstellen, dass sich das Denken als seelischer Vorgang unabhängig vom Körper vollziehe. Alles, was man sich klar und deutlich vorstellen könne, sei zumindest theoretisch auch möglich, es könne von Gott entsprechend eingerichtet worden sein. Wenn es zumindest theoretisch möglich sei, dass Seele und Körper unabhängig voneinander existieren, so müsse es sich um verschiedene Entitäten handeln. Ein zweites, naturphilosophisches Argument besagt, dass die Fähigkeit zu sprechen und intelligent zu handeln sich durch die Interaktion physischer Komponenten nach Naturgesetzen nicht erklären lasse, sondern vielmehr etwas Nichtphysisches voraussetze, das man mit Recht Seele nennen könne.
Im Kontext der Debatten des 17. Jahrhunderts über den aristotelischen Vitalismus, der die Seele als Form, Individuationsprinzip und Kontrollorgan des Körpers versteht, und die cartesianische mechanistische Interpretation, die alle Körperfunktionen durch Naturgesetze erklären will, vertrat Anne Conway (1631–1679) eine Sonderposition. Sie kritisierte den cartesianischen Dualismus u. a. mit dem Argument, dass er im Widerspruch zu seinen Voraussetzungen lokale und andere Begriffe auf die Seele anwende, die nach dualistischem Verständnis nur für die Materie angemessen seien. Zudem sei im Dualismus die Verbindung von Seele und Körper nicht einsichtig; eine Interaktion von Seele und Körper – wie z. B. geistige Kontrolle oder Schmerzempfinden – setze voraus, dass sie gemeinsame Eigenschaften aufweisen. Daher nahm Conway nur eine einzige Substanz im Universum an. In ihrem System sind Materie und Geist nicht absolut verschieden, sondern zwei Erscheinungsformen der einen Substanz; daher können sie ineinander übergehen.
Die Cambridger Platoniker, eine Gruppe von neuplatonisch orientierten englischen Philosophen und Theologen des 17. Jahrhunderts, machten die Verteidigung der individuellen Unsterblichkeit der Seele zu einem ihrer Hauptanliegen. Dabei wandten sie sich sowohl gegen die Vorstellung eines Aufgehens der Einzelseele in einer umfassenden Einheit als auch gegen das materialistische Konzept eines Endes der Persönlichkeit mit dem Tod. Gegen den Materialismus brachten sie insbesondere vor, eine zureichende mechanische Erklärung der Lebensvorgänge und geistigen Prozesse sei nicht möglich. Ihre antimechanistische Grundhaltung führte sie auch zur Kritik an der mechanistischen Naturauffassung der Cartesianer.
Gottfried Wilhelm Leibniz (1646–1716) entwickelte sein Seelenkonzept in Auseinandersetzung mit dem cartesianischen Modell. Wie Descartes nahm er immaterielle Seelen an. Im Unterschied zu dem französischen Philosophen hielt er aber nicht den Gegensatz zwischen Denken und Ausdehnung (Materie), sondern den Unterschied zwischen der Fähigkeit, Vorstellungen zu haben, und dem Nichtvorhandensein dieser Fähigkeit für das wesentliche Kriterium. Daher verwarf Leibniz die cartesianische These, dass die Tiere Maschinen seien, und vertrat die Ansicht, dass zumindest manche Tiere eine Seele hätten, da sie ein Gedächtnis besäßen. Er schrieb nicht nur den menschlichen, sondern auch den Tierseelen eine individuelle Fortexistenz nach dem Tode zu.
Immanuel Kant (1724–1804) hielt es für unmöglich, auf theoretischer Ebene die Existenz einer unsterblichen Seele zu beweisen oder zu widerlegen. Mit seiner Stellungnahme wandte er sich sowohl gegen die traditionelle, auf dem Platonismus fußende Seelenmetaphysik als auch gegen den Cartesianismus. Seine Argumentation in der Kritik der reinen Vernunft richtete sich aber nicht gegen die Annahme einer unsterblichen Seele. Er bestritt nur ihre Beweisbarkeit und die Wissenschaftlichkeit einer „rationalen Psychologie“, die durch bloße Folgerungen aus etwas unmittelbar Einsichtigem, dem Selbstbewusstsein, unabhängig von aller Erfahrung Erkenntnis über die Seele zu gewinnen versucht. Die rationale Psychologie sei allein auf dem Satz „Ich denke“ erbaut, und diese Grundlage sei zu dürftig für Aussagen über die Substantialität und die Eigenschaften der Seele. Kant legte dar, dass es sich bei den angeblichen Unsterblichkeitsbeweisen um Paralogismen (Fehlschlüsse) handle. Aus der Tatsache des Selbstbewusstseins lasse sich nicht, wie Descartes meinte, eine inhaltliche Selbsterkenntnis der Seele gewinnen. Innerhalb der reinen Rationalität gelange die Selbsterkenntnis nicht über die Feststellung einer inhaltlich leeren Selbstbeziehung hinaus; sobald man aber zu Aussagen über Zustände und Eigenschaften der Seele übergehe, komme man ohne Erfahrung nicht aus. Das Subjekt könne sich in seiner Selbstwahrnehmung nicht als Ding an sich erfassen, sondern nur als Erscheinung, und wenn es über sich selbst nachdenke, sei der Gegenstand dieses Denkens ein reines Gedankending, das von den verschiedenen Varianten der traditionellen Seelenmetaphysik mit einem Ding an sich verwechselt werde. Daraus folgerte Kant aber nicht, dass der Begriff Seele in der Wissenschaft überflüssig sei. Vielmehr hielt er eine empirische Psychologie, die eine Naturbeschreibung der Seele liefert, für sinnvoll; diese könne allerdings nicht zu einer ontologischen Wesensbeschreibung führen. Eine empirisch erforschbare Seele schrieb Kant auch den Tieren zu, wobei er auf Analogien zwischen Mensch und Tier verwies.
Unabhängig von seiner Kritik an der rationalen Psychologie bejahte Kant die Annahme, dass die menschliche Seele unsterblich sei, auf der Grundlage moralphilosophischer Überlegungen. Nach seiner Argumentation handelt es sich dabei um ein Postulat der praktischen Vernunft. Unsterblich ist die Seele nicht schon dann, wenn sie nach dem Tode leben und fortdauern wird, sondern nur dann, wenn sie dies ihrer Natur nach muss. Letzteres ist anzunehmen, wenn man das moralische Subjekt als Wesen versteht, dessen Wille durch das moralische Gesetz bestimmt werden kann. Ein solches Subjekt strebt notwendigerweise nach dem „höchsten Gut“, das heißt nach einer vollkommenen Sittlichkeit, die jedoch in der Sinnenwelt unerreichbar ist. Dies erfordert ein Fortschreiten ins Unendliche und damit eine ins Unendliche fortdauernde Existenz. Die Erreichbarkeit dessen, wonach ein moralisches Wesen notwendigerweise strebt, hielt Kant für eine im Rahmen der praktischen Vernunft plausible Annahme. Daher plädierte er für ein „Fürwahrhalten“ der Unsterblichkeit.

### Die Suche nach dem Seelenorgan

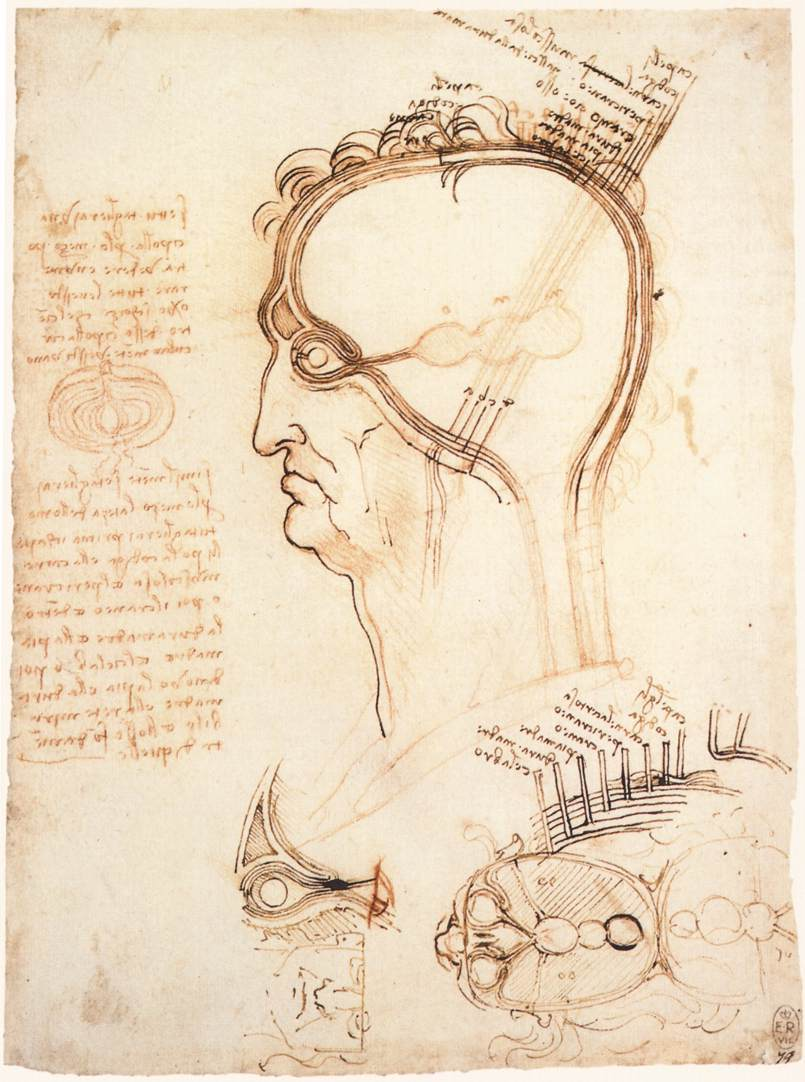
Leonardo da Vincis Skizze der Hirnventrikel, Codex Windsor, 1489

Die Frage nach dem Sitz der Seele war in der Frühen Neuzeit weiterhin aktuell, und es wurde auch nach ihrem Organ gefragt. Unter dem Seelenorgan verstand man das materielle Substrat für das Zusammenwirken von Geist und Körper, das Instrument, mit dem die Seele Eindrücke aus der Außenwelt erhält und Befehle an den Körper weiterleitet.
Averroistisch gesinnte Gelehrte des 15. und 16. Jahrhunderts waren der Meinung, der Intellekt sei nicht an einer bestimmten Stelle lokalisiert und habe kein eigenes Organ, sondern agiere im gesamten Körper. Als unpersönliche und unvergängliche Instanz sei er nicht an körperliche Funktionen gebunden. Gegen diese Auffassung wandten sich sowohl Thomisten als auch nichtaverroistische Aristoteliker und von der Denkweise des Kirchenvaters Augustinus beeinflusste Humanisten. Für die Befürworter eines Seelenorgans kam als Ausgangsbasis für eine Klärung der Frage die Untersuchung der Hirnventrikel in Betracht. Diesem Ansatz folgte Leonardo da Vinci, der induktiv argumentierte. Er meinte, die Natur erzeuge nichts Unzweckmäßiges und daher lasse sich aus dem Studium der von ihr hervorgebrachten Strukturen erschließen, welches organische System den seelischen Funktionen zugeordnet sei. Diesem Grundsatz folgend wies Leonardo dem ersten Ventrikel die Aufnahme der Sinnesdaten zu, dem zweiten Ventrikel das Vorstellungs- und Urteilsvermögen und dem dritten die Funktion des Gedächtnisspeichers.
Nach Descartes’ dualistischem Konzept kann man die ausdehnungslose Seele nicht im Körper oder an irgendeinem Ort der materiellen Welt lokalisieren, doch gibt es eine Kommunikation zwischen Seele und Körper, die an einem auffindbaren Ort stattfinden muss. Descartes vermutete, die Zirbeldrüse, ein zentral im Gehirn gelegenes Organ, sei dieser Ort. Seine Vermutung wurde zwar bald von der Hirnforschung widerlegt, doch führte die Auseinandersetzung mit Descartes’ Theorie zu zahlreichen neuen Hypothesen über den Ort des Seelenorgans. Albrecht von Haller (1708–1777) nahm an, dass das Seelenorgan über die gesamte weiße Hirnsubstanz verteilt sei.
Den letzten groß angelegten Versuch zur Lokalisierung des Seelenorgans unternahm der Anatom Samuel Thomas von Soemmerring in seiner 1796 veröffentlichten Schrift Über das Organ der Seele. Indem er den Hirnventrikeln eine zentrale Rolle bei der Kommunikation zwischen Seele und Körper zuwies, machte er die traditionelle Ventrikellehre zur Ausgangsbasis seiner Überlegungen. Neu war jedoch seine Argumentation. Er brachte vor, dass sich nur in der Ventrikelflüssigkeit die einzelnen Sinnesreizungen zu einem einheitlichen Phänomen verbinden könnten, und verwies darauf, dass die Enden der Hirnnerven bis zu den Ventrikelwänden reichen. Als Seelenorgan bestimmte er den Liquor cerebrospinalis, der die Hirnnerven umspüle und verbinde. Soemmerring beschränkte sich aber nicht auf empirische Aussagen, sondern behauptete, die Suche nach dem Seelenorgan sei das Thema der „trancendentalsten bis in die Gefilde der Metaphysik führenden Physiologie“. Unterstützung erhoffte er von Immanuel Kant, der das Nachwort zu Über das Organ der Seele verfasste. Kant äußerte sich dort jedoch kritisch zu Soemmerrings Ausführungen. Aus grundsätzlichen Erwägungen erklärte er das Vorhaben, einen Seelensitz zu finden, für verfehlt. Dies begründete er mit der Überlegung, die Seele könne sich selbst nur durch den inneren Sinn und den Körper nur durch äußere Sinne wahrnehmen; daraus folge, dass sie sich, wenn sie sich selbst einen Ort bestimmen wollte, mit demselben Sinn wahrnehmen müsste, mit dem sie die Materie wahrnehme; dies aber bedeute, dass sie sich „zum Gegenstand ihrer eigenen äußeren Anschauung machen und sich außer sich selbst versetzen müßte; welches sich widerspricht“.
Im 19. Jahrhundert kam die Suche nach einem Sitz und einem Organ der Seele zum Erliegen. Der Begriff Seelenorgan blieb zunächst erhalten. Unter dem Einfluss neuer biowissenschaftlicher Entdeckungen etwa auf den Gebieten der Evolutionstheorie, der Elektrophysiologie und der organischen Chemie entstanden materialistische und monistische Modelle, die ohne den Begriff Seele auskommen. Für die Befürworter nichtmaterialistischer Modelle bleibt jedoch die Frage nach dem Ort der Interaktion von Geist und Körper weiterhin aktuell.

### Hegel
Für Georg Wilhelm Friedrich Hegel ist die Seele kein „fertiges Subjekt“, sondern eine Entwicklungsstufe des Geistes. Zugleich stellt sie die „absolute Grundlage aller Besonderung und Vereinzelung des Geistes“ dar. Hegel identifiziert sie mit dem passiven, rezeptiven Intellekt des Aristoteles, „welcher der Möglichkeit nach Alles ist“.
Hegel wendet sich dezidiert gegen den neuzeitlichen Dualismus von Leib und Seele, den cartesianischen Gegensatz zwischen immaterieller Seele und materieller Natur. Die Frage nach der Immaterialität der Seele, die diesen Gegensatz schon voraussetzt, stellt sich für Hegel nicht, da er es ablehnt, in der Materie etwas Wahres und im Geist ein davon getrenntes Ding zu sehen. Vielmehr ist aus seiner Sicht die Seele „die allgemeine Immaterialität der Natur, deren einfaches ideelles Leben“. Daher ist sie stets auf die Natur bezogen. Sie ist nur dort, wo Leiblichkeit ist. Sie stellt das Prinzip der Bewegung dar, mit der die Leiblichkeit in Richtung auf das Bewusstsein transzendiert wird.
In ihrer Entwicklung durchläuft die Seele die drei Stadien einer „natürlichen“, einer „fühlenden“ und einer „wirklichen“ Seele. Anfangs ist sie natürliche Seele. Als solche ist sie noch völlig mit der Natur verwoben und empfindet deren Qualitäten zunächst nur unmittelbar. Das Empfinden ist das „gesunde Mitleben des individuellen Geistes in seiner Leiblichkeit“. Es ist durch seine Passivität gekennzeichnet. Der Übergang zum Fühlen, in dem sich die Subjektivität zur Geltung bringt, ist fließend. „Die Seele ist als fühlende nicht mehr bloß natürliche, sondern innerliche Individualität.“ Zunächst befindet sich die fühlende Seele in einem Zustand der Dunkelheit des Geistes, da dieser noch nicht hinreichend zu Bewusstsein und Verstand gelangt ist. Hier besteht die Gefahr, dass das Subjekt in einer Besonderheit seines Selbstgefühls verharrt, statt diese zur Idealität zu verarbeiten und zu überwinden. Da der Geist hier noch nicht frei ist, kann es zur Geisteskrankheit kommen. Nur ein als Seele in einem dinglichen Sinne betrachteter Geist kann verrückt werden. Einen Entwicklungsfortschritt macht die fühlende Seele, wenn sie „das Besondere der Gefühle (auch des Bewußtseins) zu einer nur seienden Bestimmung an ihr reduziert“. Dazu verhilft ihr die Gewohnheit, die als Übung erzeugt wird. Die Gewohnheit wird mit Recht eine „zweite Natur“ genannt, denn sie ist eine von der Seele gesetzte Unmittelbarkeit neben der ursprünglichen Unmittelbarkeit des Empfindens. Hegel wertet die Gewohnheit im Gegensatz zum gängigen herabsetzenden Sprachgebrauch positiv. Das Merkmal der dritten Entwicklungsstufe, der wirklichen Seele, ist „das höhere Erwachen der Seele zum Ich, der abstrakten Allgemeinheit“, wobei das Ich in seinem Urteil „die natürliche Totalität seiner Bestimmungen als ein Objekt, eine ihm äußere Welt, von sich ausschließt und sich darauf bezieht“ und in dieser Totalität „unmittelbar in sich reflektiert ist“. Hegel definiert die wirkliche Seele als „die für sich seiende Idealität ihrer Bestimmtheiten“.

### Die Kontroverse um das Forschungsprogramm des Psychologismus
Die empirische Psychologie als eigenständige Disziplin neben der Philosophie hat Vorläufer seit der Antike, im modernen Sinn beginnt sie jedoch erst mit im 18. Jahrhundert entwickelten Studien.
Methodisch grundlegend für die Ausprägung des Paradigmas einer empirischen Psychologie waren die Arbeiten von Empiristen wie John Locke (1632–1704) oder David Hume (1711–1776). Hume führte Verursachungsbeziehungen nicht auf ontologische Beziehungen zurück, etwa auf starre Naturgesetze, sondern versuchte sie als bloße Denkgewohnheiten zu erklären. Für diese Empiristen hat Wissen selbst seinen Ursprung in psychischen Funktionen. Diese Variante des Empirismus hat mit den Ansichten früher Idealisten und dem transzendentalphilosophischen Ansatz von Kant gemeinsam, dass sie den Blick weniger auf metaphysisch-objektive, extrinsische als vielmehr auf innerpsychische, subjektive oder der Vernunft selbst eigentümliche Strukturen richtet. In diesem Sinne argumentierte Hume in seiner Abhandlung Of the Immortality of the Soul gegen die Unsterblichkeit der Seele; er hielt sie allenfalls dann für möglich, wenn man auch ihre Präexistenz annimmt. Da die Seele kein Erfahrungsbegriff sei, müsse die Frage nach ihrer Fortexistenz unbeantwortet bleiben, und eine Antwort sei ohnehin für das menschliche Leben belanglos.
Der Mediziner David Hartley publizierte 1749 seine Erkenntnisse über die neurophysiologischen Grundlagen der Sinneswahrnehmung, der Vorstellung und der Gedankenverknüpfung. Hinzu kam später die Entwicklung evolutionstheoretischer Erklärungsmodelle durch Charles Darwin (1809–1882) und andere.
Der Moralphilosoph Thomas Brown (1778–1820) verfasste Anfang des 19. Jahrhunderts seine Lectures on the philosophy of the human mind, in denen er die Grundgesetze des sogenannten Assoziationismus formulierte. Derartige Methodologien verbanden sich mit Modellen der „Logik“, die sich an faktischen Denkoperationen statt idealen Vernunftgesetzen orientierten. Anfang des 19. Jahrhunderts verteidigten Jakob Friedrich Fries und Friedrich Eduard Beneke ein solches Forschungsprogramm, das sie Psychologismus nannten, gegen die Dominanz einer Philosophie des Geistes im Sinne Hegels. Vincenzo Gioberti (1801–1852) bezeichnete als Psychologismus alle moderne Philosophie seit Descartes, sofern diese vom Menschen statt von Gott ausgeht, also nicht, wie er es ausdrückte, dem Programm des „Ontologismus“ folgt.
Dem Psychologismus zufolge hat philosophische Untersuchung als Erkenntnisprinzip einzig die Introspektion. Kant habe recht darin gehabt, das Eigenrecht der Erfahrung zu etablieren, aber gehe in die Irre, wenn er apriorische Möglichkeitsbedingungen der Erkenntnis sucht. Der psychologistische Ansatz stieß bei rein logischen und mathematischen Aussagen auf größere Schwierigkeiten als im Bereich der empirischen Erkenntnis. Gerade auf diesem Feld aber wurde Mitte des 19. Jahrhunderts eine psychologistische Logik verteidigt. Der Utilitarist John Stuart Mill publizierte 1843 sein System der deduktiven und induktiven Logik. Ihr zufolge gründen die Axiome der Mathematik wie auch logische Prinzipien einzig auf der psychischen Introspektion. Neben Mill arbeiteten auch deutsche Theoretiker wie Wilhelm Wundt, Christoph von Sigwart, Theodor Lipps und Benno Erdmann ähnlich akzentuierte Logiken aus. Ende des 19. Jahrhunderts war der Psychologismus die Auffassung vieler Psychologen und Philosophen. Unter ihnen waren auch zahlreiche Vertreter der sogenannten Lebensphilosophie. Alle geistigen oder überhaupt philosophischen Probleme sollten mit den neuen Mitteln der Psychologie erklärt werden, also alle Denkoperationen und deren Regularitäten als psychische Funktionen verstanden werden.
Dagegen richteten sich früh Theoretiker, welche für die These Kants eintraten, dass mit psychologischen Erklärungen nichts über die Wahrheitsfrage ausgemacht sei. Den kantischen Ansatz verteidigten Rudolf Hermann Lotze für die Logik, Gottlob Frege für die Mathematik, Wilhelm Windelband und Heinrich Rickert für die Wertethik, Hermann Cohen und Paul Natorp für die Wissenschaftstheorie. Auch die Forschungsprogramme der Phänomenologie richteten sich gegen den Psychologismus. Eine grundlegende Kritik des Psychologismus entwickelte Edmund Husserl in seinem Werk Logische Untersuchungen. Martin Heidegger wendete den Blick nicht auf psychische Vorkommnisse, sondern auf Strukturen des Daseins. Ähnliches gilt für die meisten Existenzphilosophen wie etwa Jean-Paul Sartre. Aus teilweise anderen Gründen widersprachen auch viele logische Empiristen dem Psychologismus. Einer der ersten unter ihnen war Rudolf Carnap. Sein Argument war, dass es nicht nur genau eine Sprache gibt, diejenige, welche durch psychologische Gesetze bestimmt wäre.
Neben den Arbeiten von David Hartley und Thomas Brown und der Mitte bis Ende des 19. Jahrhunderts im Kontext des Psychologismus tätigen Philosophen und Naturwissenschaftler waren für die Anfänge der modernen Psychologie auch die Arbeiten von Johann Friedrich Herbart maßgeblich. Herbart war ab 1809 Nachfolger Kants auf dessen Königsberger Lehrstuhl.

### Die Frage der Existenz der Seele
In der Diskussion des 20. und 21. Jahrhunderts sind unterschiedliche Bestimmungen des Begriffs „Seele“ vorgeschlagen und unterschiedlichste Standpunkte zur Tauglichkeit des Begriffs und zu den verschiedenen Seelenkonzepten eingenommen worden. Grob schematisiert kann man folgende Positionen unterscheiden:
1. einen Realismus, welcher unter „Seele“ eine eigene Substanz versteht, von der das Denken und Fühlen und andere geistige Akte ausgehen und die nur zeitweise an den Körper gebunden ist und ihn in diesem Zeitraum kontrolliert. Auch die Fortexistenz nach dem leiblichen Tod wird von einigen Metaphysikern und Religionsphilosophen verteidigt. Dies kommt meist einem platonischen oder cartesianischen Seelenbegriff gleich.
2. einen Materialismus, welcher die Existenz einer Seele ablehnt und behauptet, dass alle Rede von Seelischem reduzierbar ist auf Rede über körperliche und neuronale Zustände.
3. im Detail jeweils schwieriger einzuordnende Positionen, welche zwar einen Materialismus ablehnen und Mentales für nicht nur real, sondern auch irreduzibel und oft auch kausal wirksam halten (etwa im Sinne einer Kontrolle von Körperzuständen), aber sich nicht auf den Begriff einer Seele in einem traditionellen Sinne festlegen, insbesondere nicht auf deren Unsterblichkeit.
4. eine dezidiert antiplatonische Auffassung mancher christlicher Theologen und Philosophen, die im Sinne einer ganzheitlichen Anthropologie Seele und Körper als Einheit betrachten. Diese Einheit wird nach dem Stoff-Form-Prinzip (Hylemorphismus) verstanden, wie es Aristoteles formuliert und Thomas von Aquin weiterentwickelt hat. Demnach geht die Seele als Form des Leibes mit diesem in die substantielle Einheit des individuellen Menschen ein. Mit „Form“ ist dabei nicht die äußere Gestalt gemeint, sondern ein den Leib zuinnerst durchformendes Lebensprinzip.[280]

#### Ablehnende Positionen
Die eindeutigste Ablehnung eines Seelenbegriffs findet sich im Rahmen des eliminativen Materialismus bei Philosophen wie Patricia und Paul Churchland. Die Alltagspsychologie sei eine falsche und seit der Antike stagnierende Theorie, alltagspsychologischen Begriffen entspreche nichts in der Realität. Alles, was es in Wirklichkeit gebe, seien biologische Prozesse. Der Philosoph Richard Rorty versuchte schon in den 1970er Jahren eine solche Position mit einem Gedankenexperiment zu verdeutlichen: Man könne sich eine extraterrestrische Zivilisation vorstellen, die kein psychologisches Vokabular verwende und stattdessen nur von biologischen Zuständen spreche. Eine solche Zivilisation wäre hinsichtlich ihrer kommunikativen Fähigkeiten der Menschheit in nichts unterlegen.
Traditionelle Materialismen bestreiten jedoch nicht die Existenz von mentalen Zuständen. Sie erklären vielmehr, dass es mentale Zustände gebe, diese jedoch nichts anderes als materielle Zustände seien. Solche Positionen sind zumindest mit einem sehr schwachen Seelenbegriff kompatibel: Versteht man unter „Seele“ schlicht die Summe der ontologisch nicht spezifizierten mentalen Zustände, so kann man auch im Rahmen solcher Theorien den Begriff „Seele“ verwenden. So erklärt etwa die Identitätstheorie, dass mentale Zustände real existieren, jedoch identisch mit Gehirnzuständen seien. Diese Position wird gelegentlich als „Kohlenstoffchauvinismus“ kritisiert, da sie Bewusstsein an die Existenz eines organischen Nervensystems binde. Bewusste Lebensformen auf anorganischer Basis (etwa Silicium) würden dadurch genauso konzeptionell ausgeschlossen wie bewusste künstliche Intelligenzen. Im Kontext der Entwicklung der künstlichen Intelligenz entstand eine materialistische Alternativposition, die als „Funktionalismus“ bezeichnet wird. Der klassische Funktionalismus beruht auf einer Computeranalogie: Eine Software kann durch sehr verschiedene Computer realisiert werden (etwa Turingmaschinen und PCs), daher kann man einen Softwarezustand nicht mit einer spezifischen physischen Struktur identifizieren. Vielmehr ist Software durch funktionale Zustände spezifiziert, die durch verschiedene physische Systeme realisiert werden können. Auf gleiche Weise seien mentale Zustände funktional zu begreifen; das Gehirn biete somit nur eine von vielen möglichen Realisierungen. Nach einigen Meinungsänderungen vertritt auch Daniel Dennett den Funktionalismus: Ein bewußter menschlicher Geist ist mehr oder weniger eine seriale virtuelle Maschine, die – ineffizient – an der parallelen Hardware montiert ist, die die Evolution uns geliefert hat.
Einwände gegen Identitätstheorie und Funktionalismus ergeben sich im Wesentlichen aus der erkenntnistheoretischen Debatte um die Struktur reduktiver Erklärungen. Wolle man ein Phänomen X (etwa mentale Zustände) auf ein Phänomen Y (etwa Gehirnzustände oder funktionale Zustände) zurückführen, so müsse man alle Eigenschaften von X durch die Eigenschaften von Y verständlich machen können. Nun haben jedoch mentale Zustände die Eigenschaft, auf bestimmte Weise erlebt zu werden – es fühlt sich auf eine bestimmte Weise an, etwa Schmerzen zu haben (vgl. Qualia). Dieser Erlebnisaspekt könne jedoch weder in einer neurowissenschaftlichen noch in einer funktionalen Analyse erklärt werden. Reduktive Erklärungen des Mentalen müssten daher zwangsläufig scheitern. Derartige Probleme haben in der Philosophie des Geistes zu der Entwicklung zahlreicher nichtreduktiver Materialismen und Monismen geführt, deren Vertreter eine „Einheit der Welt“ annehmen, ohne sich auf reduktive Erklärungen festzulegen. Beispiele hierfür finden sich im Rahmen von Emergenztheorien, gelegentlich wird auch David Chalmers’ Eigenschaftsdualismus zu diesen Ansätzen gezählt. Es ist allerdings umstritten, inwieweit derartige Positionen noch als Materialismen gelten können, da die Grenzen zu dualistischen, pluralistischen oder generell antiontologischen Ansätzen häufig verschwimmen.

#### Nichtmaterialistische Positionen
In der modernen Philosophie des Geistes werden auch dualistische Positionen vertreten. Ein Typ von Argumenten bezieht sich dabei auf Gedankenexperimente, bei denen man sich entkörpert vorstellt. Eine entsprechende Überlegung von Richard Swinburne lässt sich wie folgt alltagssprachlich wiedergeben: „Wir können uns eine Situation vorstellen, in der unser Körper zerstört wird, aber unser Bewußtsein andauert. Dieser Bewußtseinsstrom benötigt einen Träger oder eine Substanz. Und damit diese Substanz identisch mit der Person vor dem körperlichen Tod ist, muß es etwas geben, was die eine Phase mit der anderen verbindet. Da der Körper zerstört wird, kann dieses Etwas nicht physikalische Materie sein: Es muß also etwas Immaterielles geben, und das nennen wir Seele.“ Auch William D. Hart beispielsweise hat einen cartesianischen Dualismus verteidigt mit dem Argument, dass wir uns vorstellen können, ohne Körper zu sein, gleichwohl aber unsere Akteurskausalität beizubehalten; da Vorstellbares möglich ist, können wir selbst also auch ohne Körper existieren, also sind wir selbst nicht notwendigerweise und damit nicht eigentlich an Materielles gebunden.
Eine ähnliche dualistische Position verteidigt John A. Foster. Dazu weist er einen eliminativen Materialismus zurück. Wer mentale Zustände leugne, befinde sich selbst in einem mentalen Zustand und mache eine bedeutungsvolle Aussage, was selbst bereits mentale Phänomene impliziere. Behavioristische Reduktionen scheiterten daran, die Verhaltenszustände ebenfalls durch mentale Zustände spezifizieren zu müssen. Außerdem bringt Foster eine Variante des Wissensarguments vor: Wären diese Materialismen wahr, könnte ein von Geburt Blinder den Gehalt von Farbwahrnehmungen erfassen, was aber ausgeschlossen sei. Ähnliche Probleme seien mit Reduktionen auf funktionale Rollen verbunden, wie sie von Sydney Shoemaker, in der komplizierteren Variante funktionaler Profile auch von David M. Armstrong und David K. Lewis vertreten werden, sowie mit Theorien der Typenidentität. Insbesondere könnten mentale Zustände mit gleichen funktionalen Rollen nicht zureichend unterschieden werden. Auch eine Unterscheidung derart, dass der phänomenale Gehalt durch Introspektion, der neurophysiologische Typ durch wissenschaftliche Begriffe erfasst wird (eine von Michael Lockwood entwickelte Idee), könne nicht erklären, warum materiell gleiche Einheiten mit verschiedenen Erfahrungen zusammenhängen. Statt solcher Token- und Typenidentitätstheorien müsse ein cartesianischer Interaktionismus von Seele und Körper angenommen werden. Dazu wird das Argument (von Donald Davidson) zurückgewiesen, dass hier keine strikten Gesetze denkbar seien. Da materielle Objekte keine mentalen Zustände besitzen könnten, weil nur mentale Eigenschaften konstituieren, dass ein mentaler Zustand einem Objekt zukommt, müsse eine nichtphysikalische Seele angenommen werden. Diese könne nur direkt (ostensiv), nicht durch Attribute wie „denkend“ charakterisiert werden (weil sie z. B. zu einem Zeitpunkt auch nur unbewusste okkurente mentale Zustände besitzen kann). Eine Person sei zudem – gegen John Locke – identisch mit dem Subjekt phänomenaler Zustände.
Auch die radikale Position, dass die Wirklichkeit überhaupt nur aus Psychischem bestehe, ein sogenannter Immaterialismus, wird in modernen Debatten vertreten, beispielsweise von Timothy Sprigge.

#### Gilbert Ryle
Gilbert Ryle meint, dass es einem Kategorienfehler gleichkomme, über Mentales wie über Materielles zu sprechen. Es sei ebenso unsinnig, neben dem Körper noch einen Geist zu suchen, wie neben den einzelnen Spielern einer Fußballmannschaft, die in ein Stadion einzieht, noch ein Etwas „die Mannschaft“ zu suchen. Die Mannschaft besteht nämlich nicht neben den Einzelspielern, sondern aus ihnen. Je nachdem, ob man „die Mannschaft“ als rein begriffliches (irreales) Konstrukt auffasst oder ihr eine eigene Realität zuspricht (Universalienproblem), gelangt man zu unterschiedlichen Antworten in Bezug auf die „Realität“ der Existenz einer Seele. Im Wesentlichen knüpft Ryle damit an die aristotelische Definition an, wonach die Seele als Formprinzip des Materiellen, speziell des Lebendigen zu begreifen ist, das vom Körper abgesondert nicht existieren kann.

### Mögliche Eigenschaften der Seele

#### Einfachheit
Das traditionelle Konzept einer unsterblichen Seele setzt voraus, dass sie nicht aus Teilen besteht, in die sie zerlegbar ist, da sie sonst vergänglich wäre. Andererseits wird ihr komplexe Interaktion mit der Umwelt zugeschrieben, was nicht mit der Vorstellung vereinbar ist, dass sie absolut einfach und unveränderlich sei. Swinburne nimmt daher im Rahmen seines dualistischen Konzepts an, dass die menschliche Seele eine kontinuierliche, komplexe Struktur aufweist. Dies folgert er aus der möglichen Stabilität eines Systems von miteinander verbundenen Ansichten und Begehren eines Individuums.
Ludwig Wittgenstein hat die Auffassung vertreten, „daß die Seele – das Subjekt etc. – wie sie in der heutigen oberflächlichen Psychologie aufgefaßt wird, ein Unding ist. Eine zusammengesetzte Seele wäre nämlich keine Seele mehr.“
Roderick M. Chisholm hat den Gedanken der „Einfachheit“ (im Sinne von Nichtzusammengesetztheit) der „Seele“ wieder aufgegriffen. Dabei versteht er „Seele“ gleichsinnig mit „Person“ und beansprucht, dass dies auch die von Augustinus, Descartes, Bernard Bolzano und vielen anderen gemeinte Wortbedeutung sei. In diesem Sinne verteidigt er, wie auch in anderen Wortmeldungen zur Theorie der Subjektivität, dass unser Wesen fundamental anders beschaffen sei als das Wesen zusammengesetzter Entitäten.

#### Fortexistenz nach dem Tode
Während Materialisten die Existenz einer Seele verneinen und viele Dualisten den Begriff Seele nicht mehr in einem traditionellen Sinne verstehen, ist die Frage eines postmortalen Weiterlebens in den letzten Jahrzehnten wieder debattiert und teilweise positiv beantwortet worden. Lynne Rudder Baker unterscheidet sieben metaphysische Positionen, welche die Fortexistenz einer persönlichen Identität nach dem Tode bejahen:
1. Immaterialismus: die Fortdauer der Person beruht auf Selbigkeit der Seele vor und nach dem Tode
2. Animalismus: die Fortdauer der Person beruht auf Selbigkeit des lebenden Organismus vor und nach dem Tode
3. Thomismus: die Fortdauer der Person beruht auf Selbigkeit des Kompositums von Körper und Seele vor und nach dem Tode
4. Gedächtnistheorien: eine Person ist vor und nach dem Tod genau dann dieselbe, wenn eine psychische Kontinuität vorliegt
5. Seele als „Software“: die Selbigkeit der Person ist analog derjenigen einer von Hardware (in diesem Fall dem Gehirn) unabhängigen Software
6. Seele als informationstragendes Muster: die Selbigkeit der Person beruht auf Selbigkeit eines Informationsmusters, das von der Körpermaterie getragen wird und nach dem Tod der Person wiederhergestellt werden kann
7. Konstitutionstheorien

Baker diskutiert, inwieweit sich diese Positionen als metaphysische Grundlage für den christlichen Auferstehungsglauben eignen. Dabei verwirft sie die ersten sechs Positionen und verteidigt dann eine Variante der siebten.

#### Gewicht der Seele
Vom Mittelalter bis in das 20. Jahrhundert beschäftigte man sich mit der Frage, welches Gewicht die Seele habe. Zuletzt gab Duncan MacDougall das Gewicht der Seele mit durchschnittlich 21 Gramm an.

### Die Seele als Ganzheit und ihr Verhältnis zum Geist
Abseits der Diskussion zwischen Dualisten und Materialisten hat sich im deutschen Sprachraum ein Seelenbegriff entwickelt, der seine Bestimmung in erster Linie daraus zieht, dass er die Seele als eine Ganzheit gegen den Geist und dessen Vielheit objektiver Inhalte abgrenzt.
Für Georg Simmel ist der Geist „der objektive Inhalt dessen, was innerhalb der Seele in lebendiger Funktion bewußt wird; Seele ist gleichsam die Form, die der Geist, d. h. der logisch-begriffliche Inhalt des Denkens, für unsere Subjektivität, als unsere Subjektivität, annimmt.“ Geist ist also verobjektivierte Seele. Seine Inhalte liegen in Teilen vor, während die Seele immer die Einheit des ganzen Menschen ausmacht.
Ähnlich sieht es Helmut Plessner, für den die Seele die Ganzheit des Menschen mit allem Wünschen und Wollen und allem unbewussten Drang ausmacht. Dem Geist kommt häufig die Aufgabe zu, der Seele bei der Befriedigung ihrer Wünsche zu dienen: „Geist wird von einem individuellen, unvertretbaren, sich wenigstens so wissenden Seelenzentrum erfaßt und wirkt auch so allein auf die physische Daseinssphäre.“ Damit meint Plessner jedoch nicht den auf Nietzsche zurückgehenden Zusammenhang von Körper und Intellekt, bei dem der Intellekt die Aufgabe hat, dafür zu sorgen, dass die natürlichen Bedürfnisse des Körpers befriedigt werden. Geist meint bei Plessner den vollen kulturellen Gehalt aller menschlichen Selbst- und Weltverhältnisse. Während der Mensch aufgrund seiner exzentrischen Positionalität zwar einzelne Inhalte seines Geistes in objektivierter Form für sich fassbar machen kann, ist ihm das für seine Seele verwehrt, denn er kann sich niemals als Ganzes vor sich selbst bringen und über sich reflektieren.
Oswald Spengler betont ebenfalls die Einheit der Seele: „Eher ließe sich ein Thema von Beethoven mit Seziermesser oder Säure zerlegen, als die Seele durch Mittel des abstrakten Denkens.“ Alle Versuche, Seelisches darzustellen, seien nur Bilder, die ihrem Gegenstand niemals gerecht werden. An Nietzsches starken Subjektivismus anknüpfend überträgt Spengler den Seelenbegriff zudem auf Kulturen: Jede große Kultur beginnt mit einer Grundauffassung der Welt, sie hat eine Seele, mit der sie der Welt gestaltend gegenübertritt. Kulturen formen sich geistig und materiell ihre je eigene „Wirklichkeit als den Inbegriff aller Symbole in Bezug auf eine Seele“.
Ernst Cassirer erörtert die Seele im Rahmen seiner Philosophie der symbolischen Formen. Er meint, dass jede symbolische Form die Grenze zwischen Ich und Wirklichkeit nicht als feststehende im Voraus habe, sondern sie selbst erst setze. Daher sei auch für den Mythos zu vermuten, „daß er sowenig mit einem fertigen Begriff vom Ich oder von der Seele wie von einem fertigen Bild des objektiven Seins und Geschehens seinen Ausgang nimmt, sondern daß er beide erst zu gewinnen, erst aus sich heraus zu bilden hat.“ Eine Vorstellung von der Seele bilde sich erst langsam im Kulturprozess heraus. Damit es dazu kommen könne, müsse der Mensch erst die Trennung von Ich und Welt vollziehen, sich als Ich und Seele begreifen und aus dem Gesamtzusammenhang der Natur herauslösen. Die Vorstellungen von einer Seele als Einheit seien sowohl in der Religion als auch in der Philosophie erst späte Konzepte.
Bei Ludwig Klages wird aus dem Verhältnis von Geist und Seele eine Gegnerschaft, die sich zwangsläufig aus dem Wesen der beiden Pole ergibt. In seinem dreibändigen Hauptwerk Der Geist als Widersacher der Seele erläutert Klages, der hier stark von Friedrich Nietzsche beeinflusst ist, ausführlich seine These, dass der Geist und das Lebensprinzip, die Seele, „einander feindlich entgegengesetzt“ seien. Der Geist, der philosophische und wissenschaftliche Systeme hervorbringt, sei starr, statisch und wirklichkeitsfremd. Er baue am Kerker des Lebens. Die Seele hingegen wandle sich beständig und sei fähig, sich in tiefem Erleben der Wirklichkeit hinzugeben. Sie sei vergänglich und solle ihre Vergänglichkeit als „Gebot des Sterbens“ und Voraussetzung allen Lebens bejahen. Die Vorstellung einer unsterblichen Seele sei ein Produkt des lebensfeindlichen Geistes.

### Tiefenpsychologische Betrachtungen

#### Freudsche Psychoanalyse
Zur Aufgabe der Psychoanalyse stellte Sigmund Freud 1914 fest, sie habe bislang nicht beansprucht, „eine vollständige Theorie des menschlichen Seelenlebens überhaupt zu geben“; auch die Metapsychologie als ein später unternommener Versuch diesen Sinnes verblieb aufgrund der noch fehlenden wissenschaftlichen Möglichkeiten im Zustand eines Torso. Freud schrieb, dass die Begriffe „Seele“ und „Psyche“ im Kontext dieser Theorie synonym verwendet würden und dass vom Seelenleben zweierlei bekannt sei: das Gehirn mit dem Nervensystem als biologische Organe und die Bewusstseinsakte, welche auf die Körperlichkeit als Schauplatz der psychischen Vorgänge verweisen. Die Bewusstseinsakte seien jedoch unmittelbar gegeben und könnten dem Menschen daher durch keine Beschreibung näher gebracht werden. Eine empirische Beziehung zwischen diesen „beiden Endpunkten unseres Wissens“ sei nicht gegeben, und selbst wenn sie bestünde, könnte sie nur zur Lokalisation der Bewusstseinsvorgänge, nicht zu deren Verständnis beitragen. Das Seelenleben sei die Funktion des „psychischen Apparates“, der räumlich ausgedehnt und aus mehreren Stücken zusammengesetzt sei, ähnlich wie ein Fernrohr oder Mikroskop. Die Instanzen oder Bezirke des Seelenlebens seien das Es, das Ich und das Über-Ich. Freud vermutete, die Räumlichkeit sei Projektion der Ausdehnung des psychischen Apparates, dessen Bedingungen Kants a priori zu ersetzen hätten. Dazu notierte Freud 1938: „Psyche ist ausgedehnt, weiss nichts davon.“ Er meinte, die Philosophie müsse den Ergebnissen der Psychoanalyse „in ausgiebigster Weise“ Rechnung tragen, insofern sie auf Psychologie aufgebaut sei. Sie müsse ihre Hypothesen über das Verhältnis des Seelischen zum Leiblichen entsprechend modifizieren. Mit den „unbewussten Seelentätigkeiten“ hätten sich die Philosophen bislang – Freud schrieb dies 1913 – nicht auf angemessene Weise beschäftigt, denn sie hätten deren Phänomene nicht gekannt.
Freud meinte, sein allgemeines Schema des psychischen Apparates gelte auch für die „höheren, dem Menschen seelisch ähnlichen Tiere“. So sei bei Tieren, die längere Zeit zum Menschen in einem Verhältnis kindlicher Abhängigkeit gestanden hätten, ein Über-Ich anzunehmen. Die Tierpsychologie solle dies erforschen. Tatsächlich erlebte die Erforschung tierischen Verhaltens unter psychologischen Gesichtspunkten in der ersten Hälfte des 20. Jahrhunderts einen Aufschwung. Die Tierpsychologie, die später Ethologie genannt wurde, entwickelte sich zu einem eigenständigen Fachgebiet.

#### Jungsche Analytische Psychologie
Carl Gustav Jung gab in seiner 1921 veröffentlichten Untersuchung Psychologische Typen eine Definition des Begriffs „Seele“ im Rahmen der von ihm verwendeten Terminologie. Er unterschied zwischen Seele und Psyche. Als Psyche bezeichnete er die Gesamtheit aller – bewussten und unbewussten – psychischen Vorgänge. Die Seele beschrieb er als „einen bestimmten, abgegrenzten Funktionskomplex, den man am besten als eine Persönlichkeit charakterisieren könnte“. Zu unterscheiden sei zwischen der äußeren und der inneren Persönlichkeit des Menschen; die innere setzte Jung mit der Seele gleich. Die äußere Persönlichkeit sei eine von den Absichten des Individuums und von den Ansprüchen und Meinungen seiner Umgebung geprägte „Maske“. Diese Maske nannte Jung, die antike lateinische Bezeichnung für Masken von Schauspielern aufgreifend, Persona. Die innere Persönlichkeit, die Seele, sei „die Art und Weise, wie sich einer zu den inneren psychischen Vorgängen verhält“, seine innere Einstellung, „der Charakter, den er dem Unbewussten zukehrt“. Jung formulierte den Grundsatz, die Seele verhalte sich zur Persona komplementär. Sie enthalte diejenigen allgemein menschlichen Eigenschaften, welche der Persona fehlten. So gehöre zu einer intellektuellen Persona eine sentimentale Seele, zu einer harten, tyrannischen, unzugänglichen Persona eine unselbständige, beeinflussbare Seele, zu einer sehr männlichen Persona eine weibliche Seele. Daher könne man den Charakter der nach außen verborgenen, häufig auch dem Bewusstsein des betreffenden Menschen selbst unbekannten Seele aus dem Charakter der Persona ableiten.